# Budyšín
Budyšín (německy  Bautzen, hornolužickosrbsky  Budyšin, polsky Budziszyn, latinsky Budissa; do roku 1868 oficiálně Budissin) je velké okresní město v německé spolkové zemi Sasko, které leží na horním toku řeky Sprévy v zemském okresu Budyšín. S počtem obyvatel přibližně 38 tisíc je druhým největším městem historického území Horní Lužice a zároveň jeho neformální metropolí. Sídlí zde významné kulturní a spolkové instituce Lužických Srbů, k nimž se dnes hlásí asi 5–10 % obyvatel města. V historickém centru se nacházejí význačné památky (hrad Ortenburg a část hradeb, obranné věže, kostely a dominanta města: tzv. simultaneum – konkatedrála sv. Petra, kterou využívá katolická i evangelická církev). Pro město obklopené Oblastí hornolužických rybníků a vřesovišť na severu a Hornolužickou vrchovinou na jihu je charakteristická z dálky patrná malebná silueta.
Na území Budyšína pobývaly již ve 3. století našeho letopočtu východogermánské kmeny, v 9. století se tu usadil západoslovanský kmen Milčanů, jehož potomky jsou Lužičtí Srbové. Roku 1075 daroval císař Jindřich IV. Budyšínsko loajálnímu českému knížeti Vratislavu II. V roce 1158 bylo říšské léno Horní Lužice císařem Fridrichem I. Barbarossou definováno jako vedlejší země Království českého, zachovalo si ale povahu relativně samostatné územní jednotky. Po roce 1243 byla Horní Lužice spravována panovnickým rodem Askánců vládnoucím v Braniborském markrabství. V roce 1319 začalo období vlády českých králů z dynastie Lucemburků, kteří tolerovali vznik Hornolužického šestiměstí a Budyšínu poskytli důležitá privilegia. Za nedostatečnou vojenskou podporu ve šmalkaldské válce v letech 1546–1547 potrestal Ferdinand I. Habsburský Budyšín a další členy Šestiměstí v rámci tzv. Pönfallu ztrátou privilegií a pozemků. V průběhu třicetileté války pak postoupil Ferdinand II. Štýrský Horní i Dolní Lužici Saskému kurfiřtství jako splátku dluhu za vojenskou pomoc. Za saské vlády proběhla v Budyšíně změna městského uspořádání a postupná industrializace. Temnou stránkou budyšínské minulosti ve 20. století je někdejší pobočný tábor koncentračního tábora Groß-Rosen, v letech 1945–1950 potom zvláštní tábor sovětské okupační mocnosti a jejího Lidového komisariátu vnitřních záležitostí (NKVD).
Budyšín se vyznačuje jedinečnou okolností soužití dvou kultur, jimiž jsou většinová kultura německá formovaná žitou tradicí reformace, literatury, hudby a výtvarného umění a menšinová lužickosrbská kultura se svébytnou literaturou a folklórem. Institucí, kde se obě kultury pozoruhodně prolínají, je např. Německo-srbské lidové divadlo. Ve městě s dvojjazyčně značenými ulicemi a veřejnými prostranstvími se konají turisticky atraktivní události, jako jsou např. velikonoční jízdy, představení divadla a Srbského lidového souboru, pouliční festival „Bautzener Frühling“ nebo dětský festival postrkování velikonočních vajec na Protschenbergu. Pro svou historickou architekturu bývá Budyšín označován jako „saský Norimberk“, popř. „město věží“.

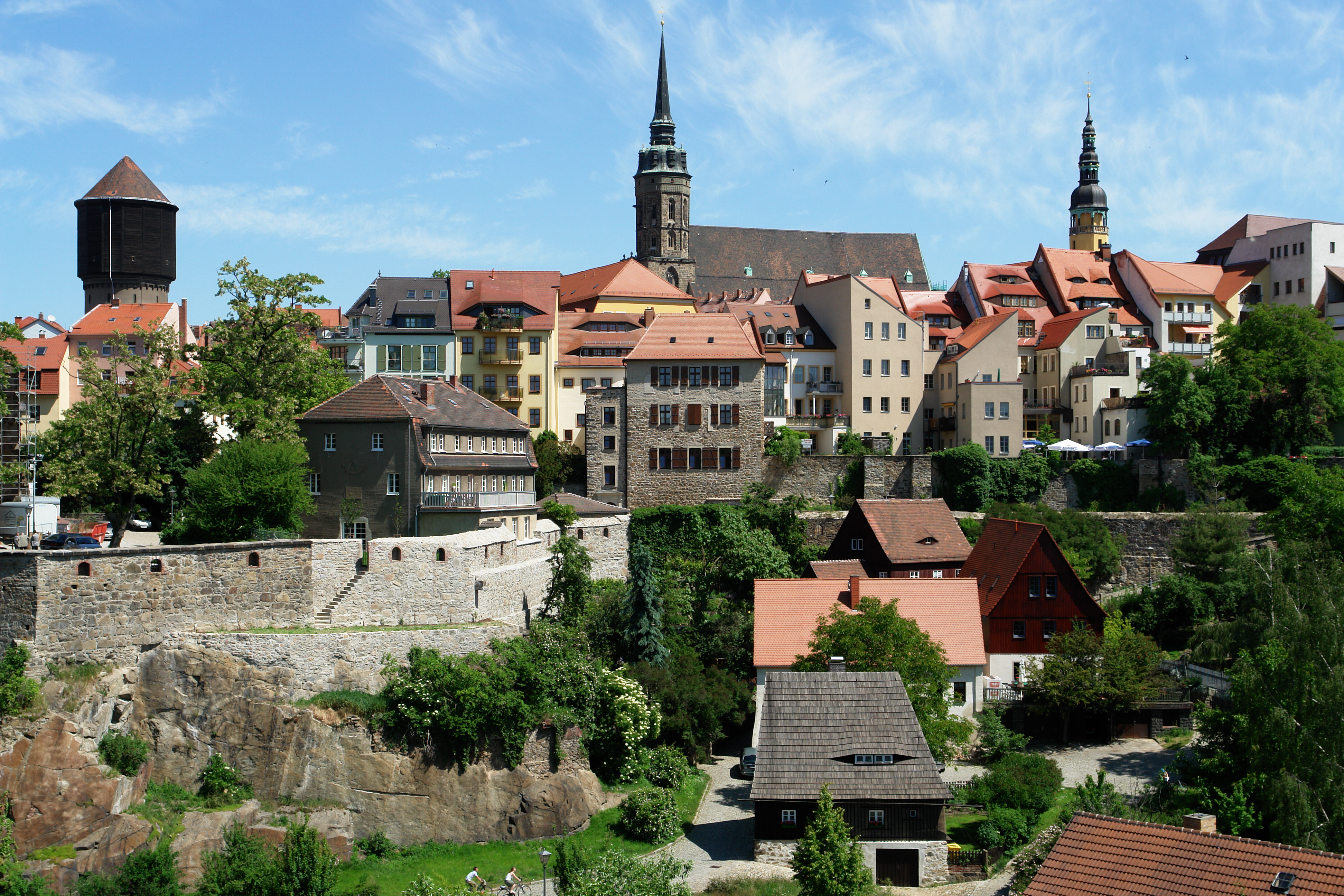
Pohled na staré město v Budyšíně

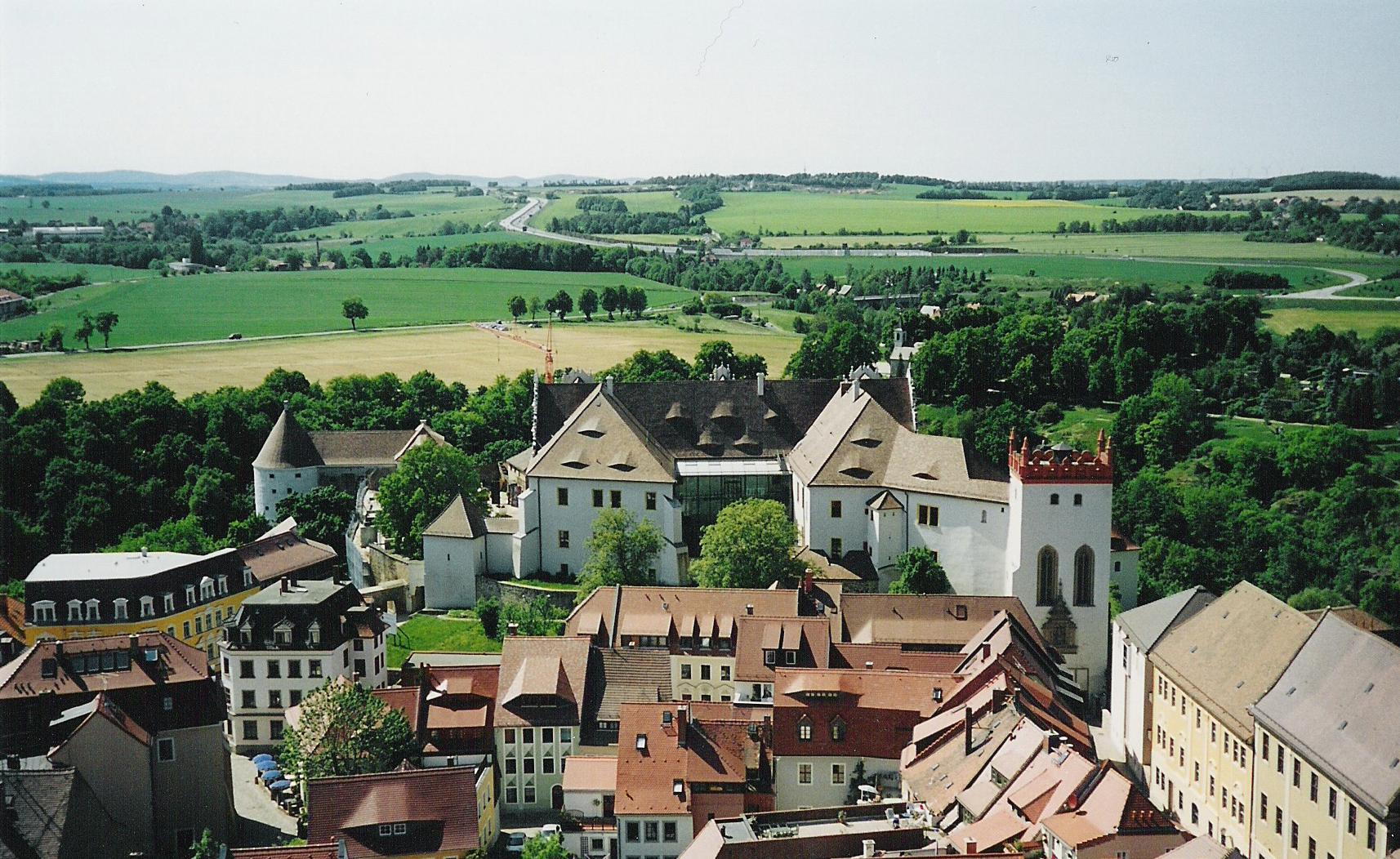
Hrad Ortenburg ve starém městě v Budyšíně, fotografovaný z věže Chrámu svatého Petra

## Geografie

### Poloha
Město leží v Sasku na horním toku Sprévy uprostřed historického území Horní Lužice, respektive v její německé části. Nejbližšími velkými městy jsou Drážďany (přibližně 50 kilometrů na západ), Chotěbuz (asi 60 kilometrů na sever) a Zhořelec (Görlitz), kolem 40 kilometrů na východ. Nejbližší české město Šluknov je asi 20 kilometrů na jih. V severní části Budyšína se nachází údolní Budyšínská vodní nádrž vybudovaná v roce 1974. Na jejím místě dříve stály vesnice Malsitz (hornolužickosrbsky: Małsecy) a Nimschütz (Hněwsecy). Asi osm kilometrů jižně od města vytéká Spréva z Hornolužické pahorkatiny nazývané na české straně hranice jako Šluknovská pahorkatina do údolí mezi vrchy Drohmberg (Lubin) a Mönchswalder Berg (Mnišonc). Oblast města se nachází ve středu Hornolužické nivy. Přírodní prostor je na jihu obklopen Hornolužickou pahorkatinou, na severu Oblastí hornolužických rybníků a vřesovišť. Prostředí Hornolužické nivy je utvářeno zvlněnou sprašovou pahorkatinou a asi 12 až 15 km širokým pásmem před Středoněmeckou vysočinou. To je charakteristické mírně skloněnými plochami předhůří, jež začínají ve výšce 300 a 260 m n. m. a klesají v severním směru na 160 a 190 m n. m. Četné potoky a říčky člení nivu do relativně širokých neckovitých údolí se širokým plochým dnem a se zřetelně vyvinutou údolní nivou na sprašových půdách. Hornolužická niva je krajinou chudou na lesy, v níž dominuje zemědělské využití krajiny.

### Reliéf, geologie, půdy
Území Budyšína leží na jižním okraji zvlněné Hornolužické desky, který je na jihu utvářen Hornolužickou pahorkatinou. Nejvyšší vyvýšeninou z celé dnešní rozlohy města je vrch Chorberg (268 m n. m.) v městské části Salzenforst (Słona Boršć). Dále horské pásmo podél ulice Alte Straße jižně od dálnice A4 (260,4 m n. m.), vrch Hennersberg (249,8 m n. m.) a Windmühlenberg (248 m n. m.) stejně jako Himberg u obce Boblitz (244,4 m n. m.) a horské pásmo ležící jižně od Boblitz (245,4 m n. m.). Naopak nejníže položeným místem je hladina Budyšínské vodní nádrže se 156,4 m n. m., luh Albrechtského potoka (Albrechtsbach) u obce Basankwitz se 160 m n. m. a luh potoka Bolbritzer Wasser se 170 m n. m. Území města má nepatrně až mírně zvlněný reliéf s průměrnou výškou 180–200 m n. m. Pouze Spréva zde vykrajuje strmé údolí, jehož srázy dosahují výšky 40 m.
Základem podloží Hornolužické nivy je lužický granodiorit, který se blíží k povrchu v oblasti vrchů a kopců, v údolí Sprévy se pak objevuje ve formě otevřených skalních útvarů. V období pleistocenního zalednění (glaciály Elster a Saale) došlo k tomu, že morény a písky z ledovců přeformovaly a překryly krystalinikum v podloží. Tyto ledovcové písky a štěrky vystupují v oblasti vrchů a kopců částečně na povrch, což je patrné v městských částech Salzenforst/Großwelka, ale také v částech Oberkaina, Strehla stejně jako Nadelwitz, Niederkaina a Burk. Jak lužický grandiorit, tak písky a štěrky se v městské oblasti stavebně využívají (lom Oberkaina, Kiesabbau v části Salzenforst apod.). Pozůstatkem poslední doby ledové, konkrétně období Weichsel (glaciál), jsou z části velmi silné vrstvy spraše, které překrývají rozsáhlé oblasti Hornolužické nivy. Mocnost této vrstvy dosahuje průměrně 1 m, na severu nivy pak téměř 2,5 m. Na území města činí mocnost sprašové vrstvy 0,6 až 2,5 m, v průměru tedy asi 1 m. Spraš je výchozím materiálem pro složení zdejší půdy. Městskou oblastí pak procházejí potoční údolí, která jsou vyplněna lužními zeminami na písečném a štěrkovém podkladu. Mocnost těchto vrstev je maximálně 1–3 m.
Půdy v městské oblasti se v zásadě vyvíjely ze spraší a sprašových hlín, v nichž převažují sprašové parahnědozemě a sprašové parahnědozemě s podílem hnědé pseudogleje. Tyto půdy zpravidla nejsou přemokřené, jejich povrch je zamokřen pouze z 20–40 %. Podle indexu kvality orné půdy jsou průměrně oceňovány mezi 50 až 60 body. Jihozápadně od budyšínské přehrady se vyskytují horské písčité a sprašové hnědozemě a horské sprašové pseudogleje, přičemž se jedná převážně o půdy zamokřené a hodnocené indexem kvality orné půdy průměrně na 50–60 bodů. V lužních oblastech Sprévy a větších potoků převládají zamokřené lužní hlíny, bahnité gleje a povrchové lužní gleje. Podzemní voda tu sahá 1 až 0,6 m pod povrch plužiny.

### Vodstvo

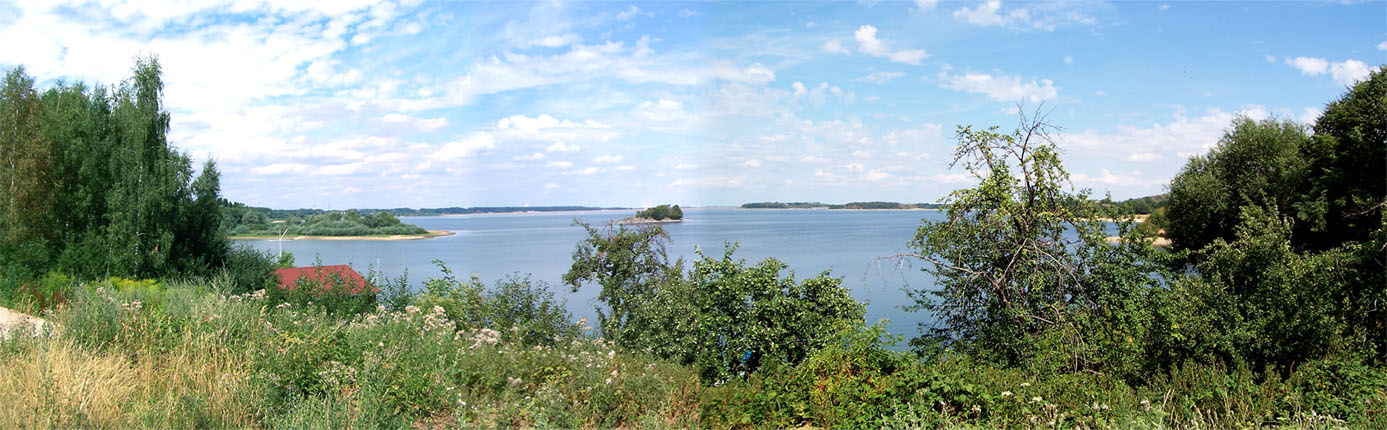
Budyšínská vodní nádrž

Nejvýznamnějším vodním tokem v prostoru Budyšína je řeka Spréva, která městskou oblastí protéká z jihozápadu na severovýchod v částečně hluboce vykrojeném a úzkém údolí. Protilehlé svahy se zde k sobě přibližují na vzdálenost 50 m a mají sklon téměř 70 °. Průměrná výška svahu je kolem 30 m. Původní průběh Spévy je dnes regulován 6 zábranami. Řekou proteče v průměru 3,25 m3 vody za sekundu. Severně od centra města je Spréva zadržována v Budyšínské vodní nádrži, která může pojmout až 49 milionů m3. Tato přehrada slouží k zásobování Elektrárny Boxberg, jako rekreační areál a zároveň poskytuje útočiště mnoha druhům ptactva. Vedle přehrady se nachází v Budyšíně a jeho okolí v okruhu 25 km 111 vodních ploch a toků. Povodí Sprévy tvoří několik menších potoků, ke kterým patří zvláště potok Boblitzer Wasser, jenž se v jiné části svého průběhu nazývá Albrechtský potok (Albrechtsbach), dále Wuischker Wasser a konečně přítoky Boblitzer Wasser: Neuteichnitzer Wasser, Milkwitzer Wasser, Temritzer Wasser, Jordanbach a Stiebitzbach. Albrechtský potok ústí do Sprévy na východním okraji města. Přírodní rybník o rozloze 1 ha se nachází v Nadelwitz, další rybníky, tůně a mokřiny leží v luzích potoků. Ve městě je od roku 2003 vymezeno několik povodňových oblastí podle saského Zákona o vodách, jenž zde zakazuje stavbu obytných budov. Dne 7. srpna 2010 došlo na Sprévě a četných dalších vodách v Budyšíně a okolí k největší povodni za více než 100 let. Podzemní voda směřuje do města z hor na jihu od Budyšína směrem na sever. Tato voda proniká pleistocenními vrstvami písku a štěrku. Pitná voda, která byla původně zajišťována např. ve vesnici Strehla, je z velké části dopravována dálkovým vodovodem z vodního díla v obci Sdier (Zdźěr). Vedle tohoto zdroje existuje na území města ještě jedno místo, odkud je získávána pitná voda, které leží jihovýchodně od městské části Schmochtitz. Dříve významný pramen v kotlině Gesundbrunnen už je nepoužitelný.

### Podnebí

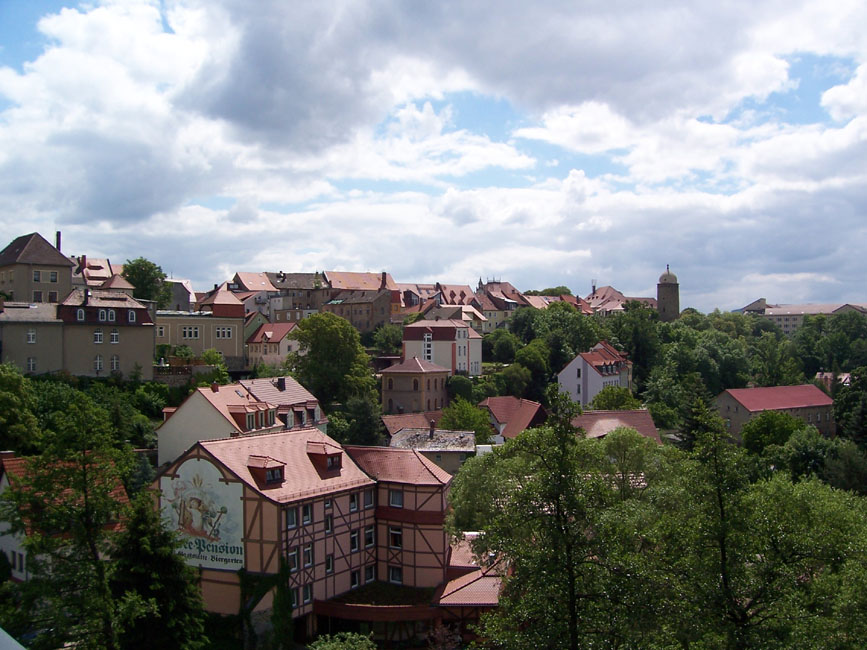
Staré město, fotografované z Mírového mostu (Friedensbrücke) v jihovýchodním směru.

V oblasti města Budyšína převažuje kontinentální vnitrozemské podnebí s maritimními vlivy. Jsou pro ně typická chladná vlhká jara a léta, dlouhý teplý podzim a zima s velmi častými, ale spíše krátkými sněhovými obdobími (přibližně 54 sněžných dní). Průměrná roční teplota naměřená v letech 1960–2017 je 8,4 °C. V nejteplejším měsíci červenci dosahuje průměrná teplota 17,7 °C. Nejchladněji je v lednu s průměrnými teplotami kolem −1.5 °C. Rozdíl mezi těmito dvěma měsíci je tedy 19,2 °C. S průměrným ročním úhrnem srážek 603 mm má Budyšín středně suché klima. Území města leží v nejteplejších oblastech ve východní části Saska. V údolí Sprévy převládají především v zimě často silné jižní větry, vanoucí z Čech a sílící v úzkém údolí Sprévy. Již ve středověku byl Budyšín známý pro své zdravé povětří, což dokládá i přísloví: „Když vítr neví, kudy kam, fouká přes Budyšín.“ (Weiß der Wind mal nicht wohin, weht er über Budissin.). V topografickém ohledu je lokální klima utvářeno prouděním studeného vzduchu na západě a jihozápadě od městské části Stiebitz, jihovýchodně od vesnice Strehla a na severozápadě od části Teichnitz. Tento studený vzduch se od léta až do prvních mrazů drží v údolí Sprévy a v kotlině Gesundbrunnen. K hromadění studeného vzduchu obsahujícího emise škodlivých látek produkované dopravou, průmyslem a vytápěním obytných domů dochází zvláště v zimě během inverze. V létě vane vítr ze západu. V zimě ale v Budyšíně panují zvláštní větrné poměry, kdy vane vítr zejména z jihu po celý den a se značnou silou. Na základě těchto podmínek vznikají v některých suchých stráních údolí Sprévy a na hradě Ortenburgu malé tepelné ostrovy, ve kterých bývá o 2–3 °C vyšší teplota. Proto tu také rostou teplomilné rostliny. Přehrazení Sprévy, které ovlivňuje proudění studeného vzduchu, však tyto chladné a tepelné ostrovy nivelizuje.

### Flora a fauna

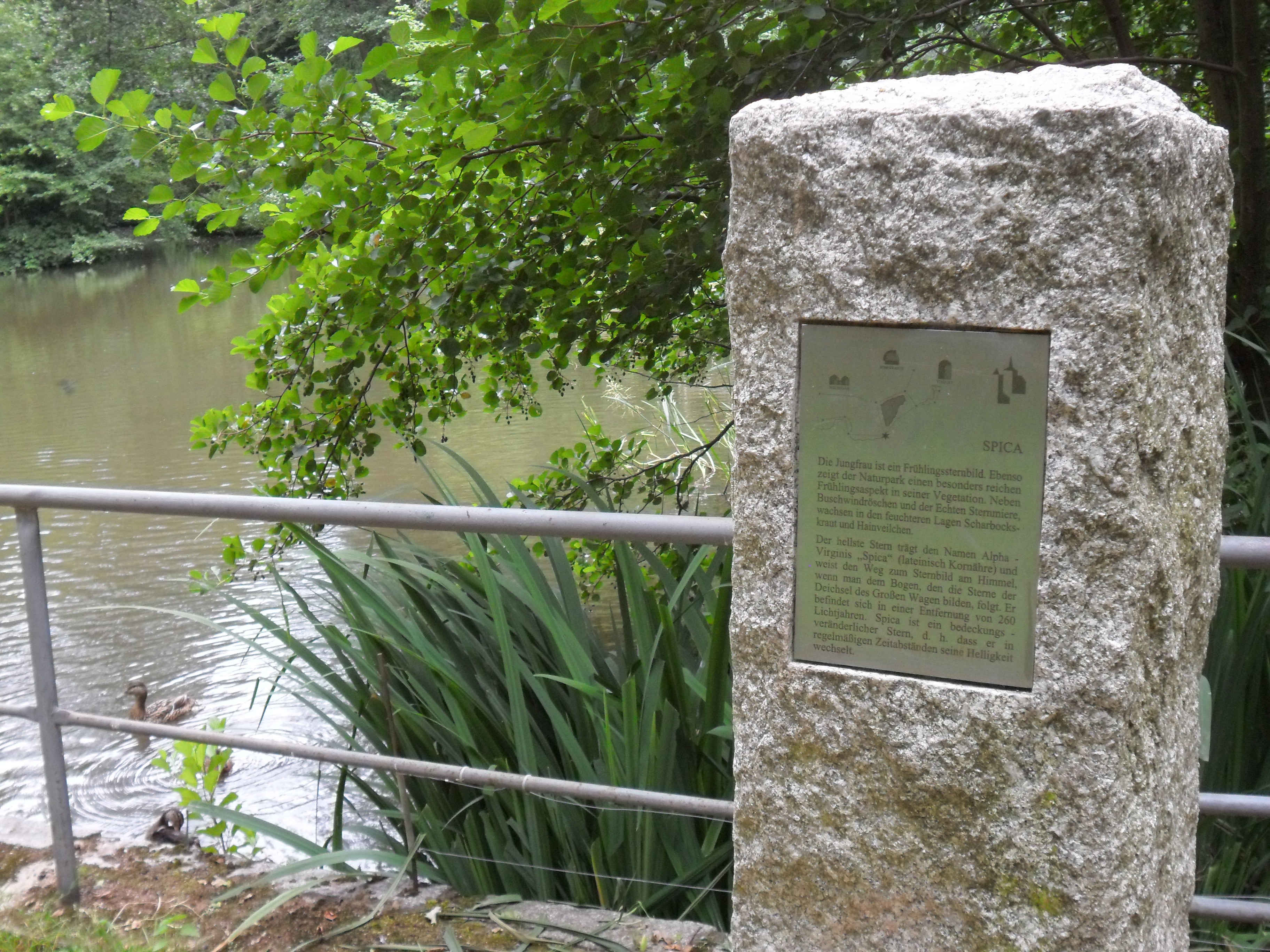
Přírodní park Budyšín
(Naturpark Bautzen)

Na jihovýchodě města se nachází „Přírodní park Budyšín“ (Naturpark Bautzen), jehož majitelem se město stalo po roce 1989. V letech 2003/04 byl park obnoven. Územím, které je podle vyhlášky Krajského ředitelství v Drážďanech hodno zvláštního obecního zájmu, je „Oblast Sprévy nad Budyšínem“ (Spreegebiet oberhalb Bautzen), v níž žijí volně rostoucí rostliny a divoká zvířata, na které se vztahuje Směrnice o stanovištích. Dalšími chráněnými územími v blízkém okolí jsou přírodní rezervace „Wollschank und Zschark“ u 20 km vzdálené obce Commerau (Komorow), a 11 km severovýchodně vzdálená Oblast hornolužických rybníků a vřesovišť (Biosphärenreservat Oberlausitzer Heide- und Teichlandschaft), což je biosférická rezervace v rámci mezinárodního programu UNESCO. Zónami relativně neporušené přírody na bezprostředním území Budyšína jsou bývalé hradební valy mezi Lauskou a Bohatou branou (Lauengraben) se zahradně upravenou plochou 18 000 m², na níž jsou ovocné stromy, vrby, lípy a topoly včetně importovaného morušovníku bílého (Morus alba), a dále vrch Protschenberg (Hrodźiško), jenž je botanicky nejzajímavější lokalitou města. Na zalesněných stráních Protschenbergu se na malé ploše vyskytuje široká škála rostlinných společenstev, např. zlatobýl kanadský (Solidago canadensis), chrpa luční (Centaurea jacea), řebříček obecný (Achillea millefolium), vratič obecný (Tanacetum vulgare), pryskyřník hlíznatý (Ranunculus bulbosus), dále acidofilní rostliny, jako je mochna jarní (Potentilla neumanniana), mateřídouška vejčitá (Thymus pulegioides), šťovík menší (Rumex acetosella), mochna stříbrná (Potentilla argentea), hadinec obecný (Echium vulgare) a hloh jednosemenný (Hloh jednosemenný), a konečně kontinentální a teplomilné rostliny, např. višeň turecká (Cerasus mahaleb), pampeliška červenoplodá (Taraxacum laevigatum), třešeň ptačí (Cerasus avium), javor klen (Acer pseudoplatanus), hrušeň obecná (Pyrus communis), sasanka hajní (Anemone nemorosa), ptačinec hajní (Stellaria nemorum) a kokořík mnohokvětý (Polygonatum multiflorum).

### Ochrana životního prostředí

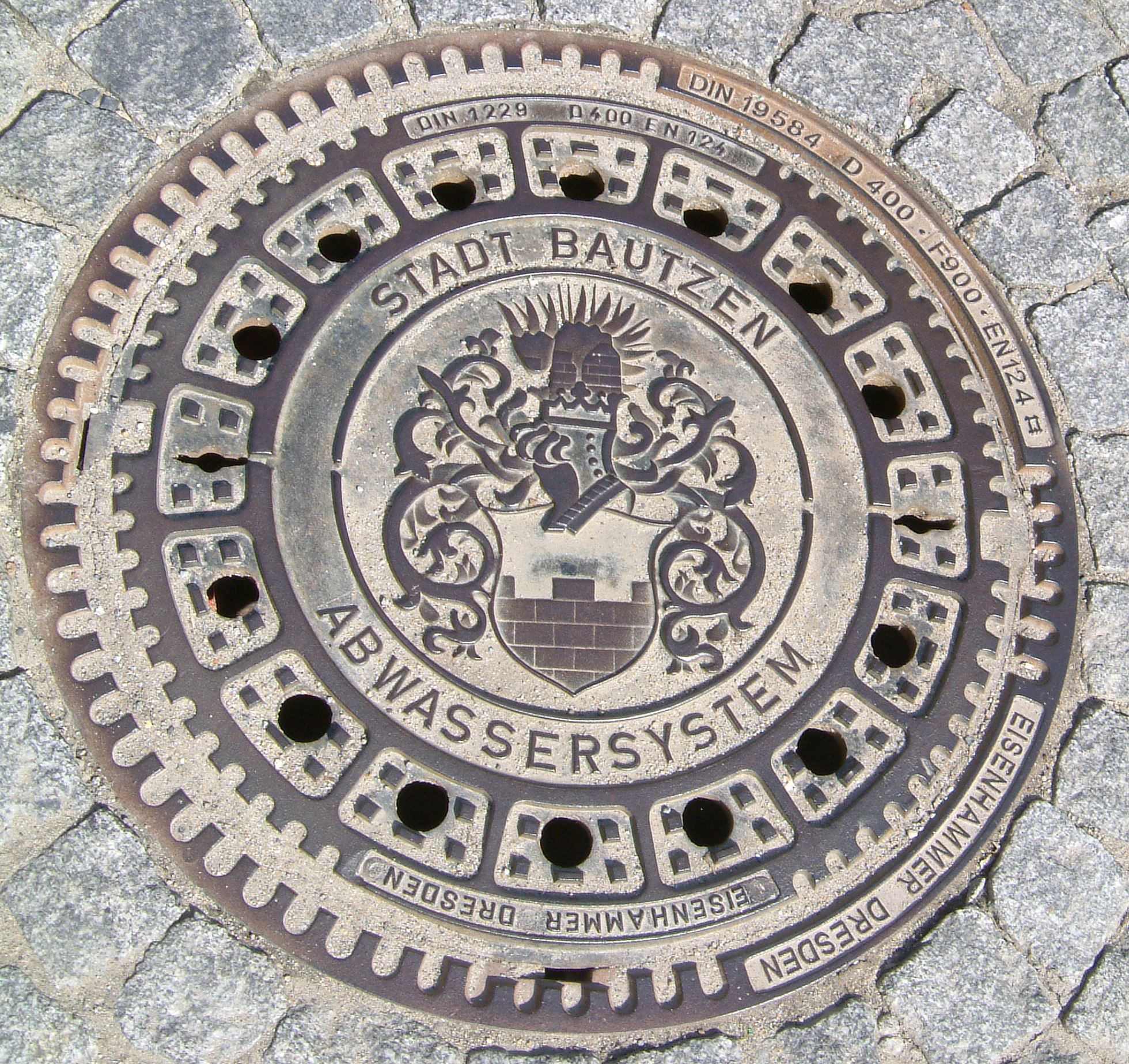
Poklop kanálu s městským znakem Budyšína

Do území Budyšína zasahují celkem tři chráněné krajinné oblasti. Jsou to „Hornolužická pahorkatina“ jihovýchodně od městské části Oberkaina, „Údolí Sprévy“ na jihozápadě od města a „Sprévská nížina“. Zde jsou chráněny některé biotopy a ve Sprévské nížině u městské části Malschitz také zdejší ptactvo. V roce 2006 byl ve městě naměřen roční průměr koncentrace imisí: PM10 dosahovaly hodnoty 27 μg/m³, oxid dusičitý 27 μg/m³, což je podle Směrnice Evropské unie č. 1999/30 tolerovatelná hodnota. Hluková zátěž byla měřena u spolkové dálnice A4 v blízkosti městské části Salzenforst a na západním okraji města. Při mapování hluku bylo zjištěno malé překročení limitů, které činilo 65 dB ve dne a 55 dB v noci. Během rekonstrukce dálnice byly některé místní obytné lokality chráněny protihlukovými bariérami. Z územního rozvoje města byly vyňaty povodňové oblasti podél Sprévy a jejích ramen Stiebitzbachu a Albrechtského potoka. Na zastavěném území Budyšína byl v roce 2006 v některých oblastech konstatován nedostatek veřejné zeleně a otevřených prostranství. V roce 2015 bylo zjištěno sulfátové znečištění Sprévy následkem těžby hnědého uhlí v Lužickém hnědouhelném revíru.

### Charakter osídlení

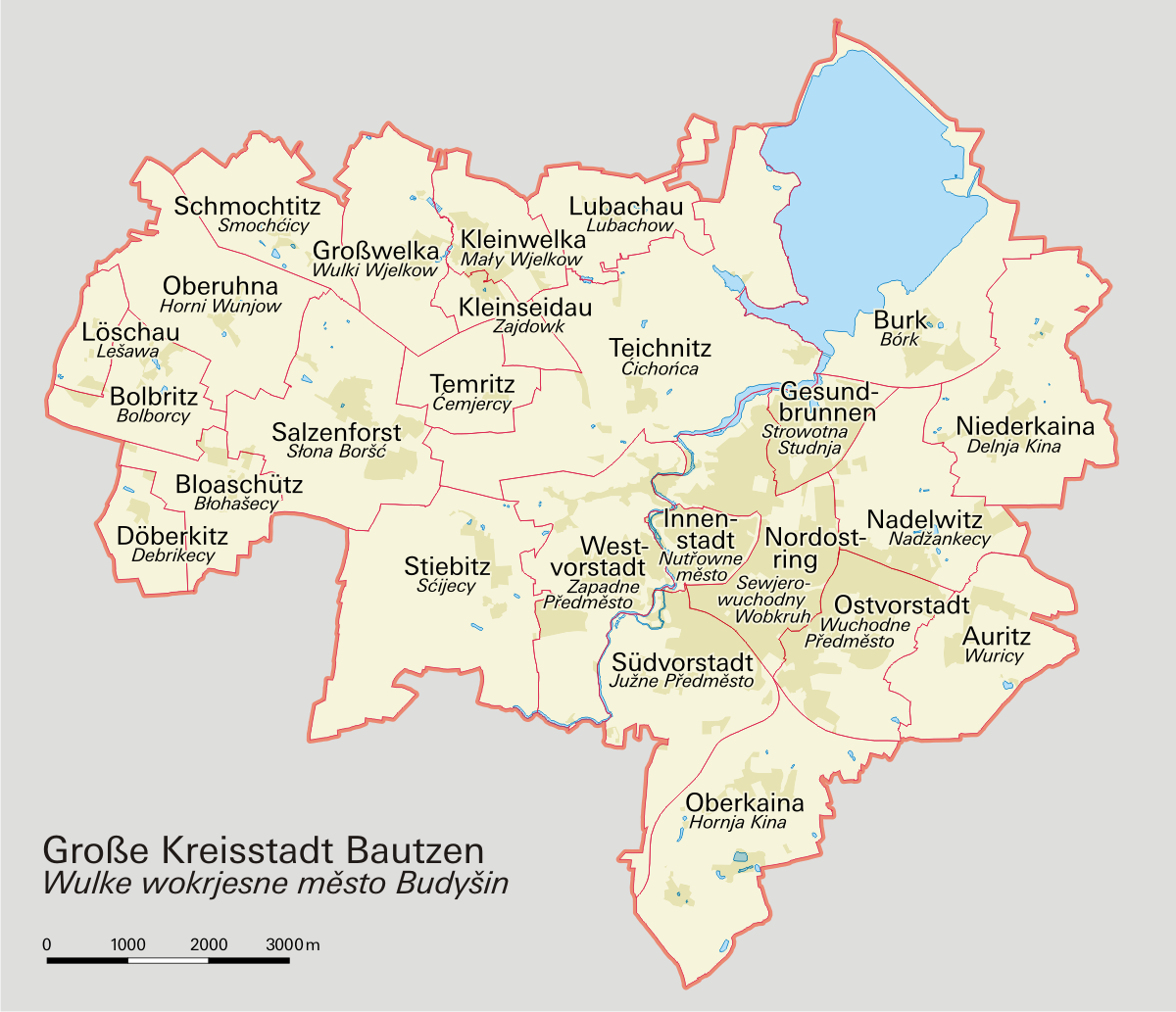
Mapa městských částí Budyšína

Budyšínské staré město se rozprostírá na skalní plošině nad Sprévou, jehož vrcholem je hrad Ortenburg. Původně bylo ohraničeno městskými hradbami. Později vystavěné nové čtvrti na východě města se přimykají k někdejším hradbám, po jejichž odstranění se město rozšířilo východním i západním směrem. V sedmdesátých letech 20. století byly na východě vybudovány nové čtvrti Gesundbrunnen a Allendeviertel. Od roku 1990 bylo potom do města začleněno několik sousedních obcí. Rozloha města je 66,63 km², hustota osídlení na jeho území 590,4 obyvatel/km². Při územním rozvoji města je respektováno, že Budyšín leží v německo-srbské oblasti osídlení, které má své historické a kulturní zvláštnosti. Specifickou roli při tom má používání hornolužické srbštiny a pěstování lužickosrbské kultury. V saské ústavě z roku 1992 je zakotveno právo lužickosrbského národa na ochranu, uchovávání a podporu jeho národní identity a jazyka. Budyšín, který je sídlem srbských institucí, proto ve svých rozvojových konceptech usiluje o zachování bikulturního rázu tohoto regionu.

### Městské části

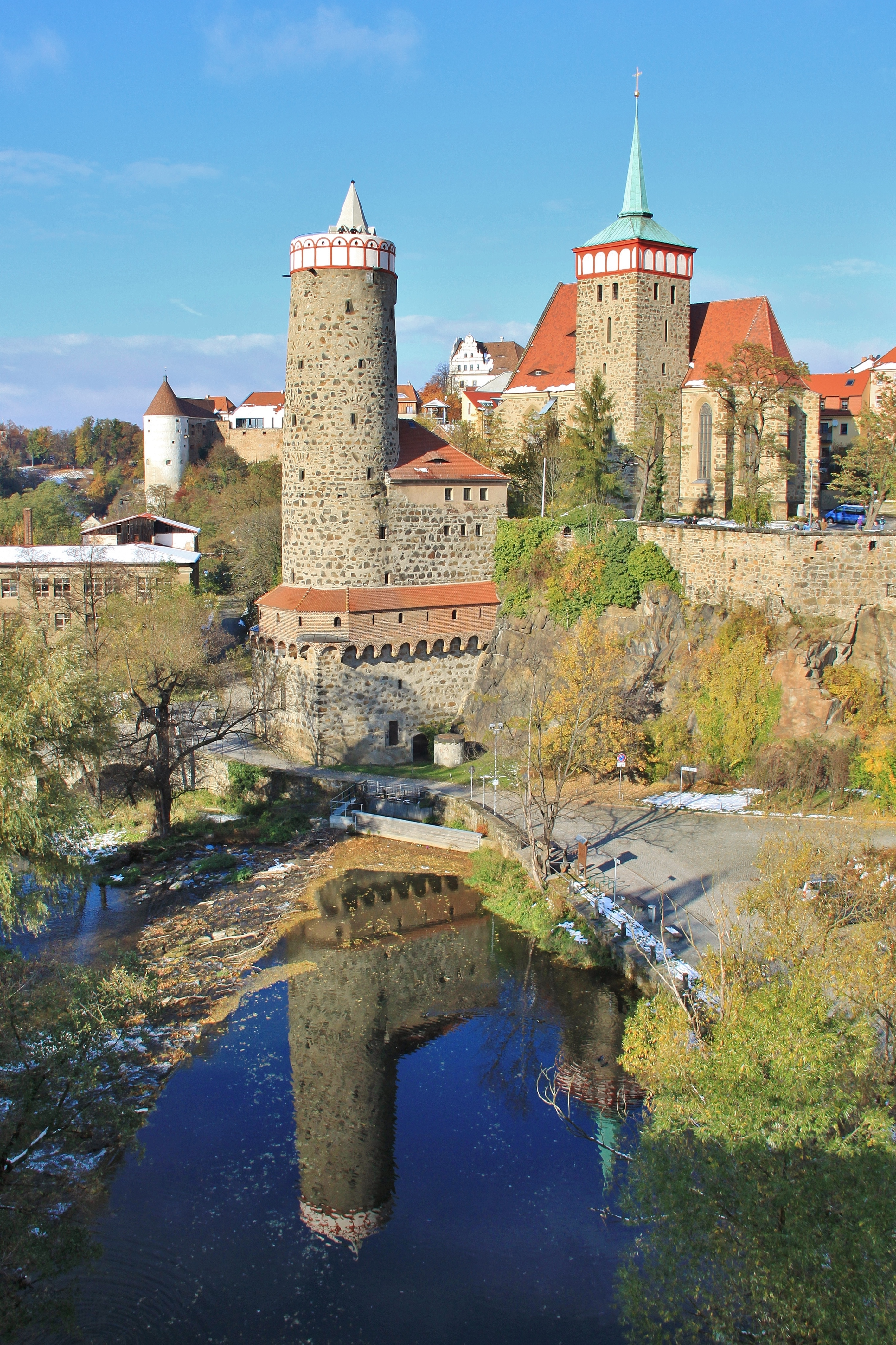
Stará vodárna, kostel sv. Michala

Budyšín se dělí na 30 městských částí (v závorce jsou stejně jako dále v textu uvedeny názvy v hornolužické srbštině). Počty obyvatel jsou uvedeny k 31. prosinci 2023. Vlastní jádro s téměř 35 000 obyvateli se skládá z prvních šesti uvedených částí:
- Innenstadt (Nutřkowne město) – Historické jádro Budyšína, ohraničené linií bývalých vnějších hradeb, zahrnuje středověké území města rozšířené o oblasti ze 14. století, které se k původnímu centru přimykají na východě a na jihu. Žije v něm 5 448 obyvatel.
- Nordostring (Sewjerowuchodny wobkruh) – Nachází se severně a východně od centra a z větší části je tvoří měšťanské domy z 19. a z počátku 20. století. Po usnesení městské rady z roku 2006 byla tato městská část spojena s oblastmi na sever od starého města a vznikla tak nejlidnatější městská část Budyšína s 10 538 obyvateli.
- Gesundbrunnen (Strowotna studnja) – Nově vystavěná oblast na severovýchodě ze sedmdesátých let 20. století. Od roku 2006 jsou četné pozemky, které původně patřily k Gesundbrunnen, začleněny pod čtvrť „Nordostring“, proto má dnes již jen 6 268 obyvatel.
- Westvorstadt (Zapadne předměsto) – Představuje část původního města západně od Sprévy, které bylo často označováno jako „Nové město“. K němu byla připojena historická vesnice Seidau, která se nachází bezprostředně na sever od čtvrti Innenstadt a hradu Ortenburg. Má 3 243 obyvatel.
- Südvorstadt (Južne předměsto) – Leží jižně od železniční trati „Drážďany–Zhořelec“ u čtvrti Innenstadt. Žije v něm 1 771 obyvatel.
- Ostvorstadt (Wuchodne předměsto) – Nachází se na jihovýchodě od centra a sestává převážně z měšťanských domů z 19. století a počátku 20. století podobně jako sídliště z třicátých let Strehla (Třělany) a o něco novější Allendeviertel. Má 5 854 obyvatel.

- Auritz (Wuricy) – Území zvané Auritz na jihovýchodu města bylo původně součástí obce Kubschütz. V roce 1999 bylo začleněno do Budyšína a dnes jsou vesnice Auritz a částečně Jenkwitz (Jenkecy) novou městskou částí s 417 obyvateli.
- Basankwitz (Bozankecy) – Místní část na severovýchodě Budyšína, má 33 obyvatel.
- Bloaschütz (Błohašecy) – Území průmyslové oblasti „Bautzen-Salzenforst“; 105 obyvatel.
- Boblitz (Bobolcy) – Místní část na jihu města, má 29 obyvatel.
- Bolbritz (Bolborcy) – Území, které se nachází asi 6 km severozápadně od centra. Městská část od roku 1999; 122 obyvatel.
- Burk (Bórk) – Vesnice v severovýchodní části města na břehu budyšínské přehrady; 517 obyvatel.
- Döberkitz (Debrikecy) – Území vzdálené asi 6 km západně od centra. Od roku 2007 oficiální městská část; 39 obyvatel.
- Großwelka (Wulki Wjelkow) – Bezprostředně na západ od Kleinwelky; 258 obyvatel.
- Kleinseidau (Zajdowk) – Obec jižně od Kleinwelky, strukturálně s ní spojená; 176 obyvatel.
- Kleinwelka (Mały Wjelkow) – Dříve samostatná obec na severu území města; 728 obyvatel.
- Lubachau (Lubachow) – Vesnice nacházející se západně od budyšínské přehrady; 86 obyvatel.
- Löschau (Lešawa) – Nejzápadnější a nejmenší městská část Budyšína; 23 obyvatel.
- Nadelwitz (Nadźanecy) – Místní část na východě města, která sestává z vesnice Nadelwitz (Nadźanecy) a větších orných a lesních ploch; 290 obyvatel.
- Neumalsitz (Nowe Małsecy) – Víska na břehu Budyšínské vodní nádrže, má 23 obyvatel.
- Niederkaina (Delnja Kina) – Místní část na severovýchodě Budyšína, má 435 obyvatel.
- Niederuhna (Delni Wunjow) – Místní část na severozápadě města, má 25 obyvatel.
- Oberkaina (Hornja Kina) – Místní část na jihu města, má 796 obyvatel.
- Oberuhna (Horni Wunjow) – Místní část na severozápadě města, má 63 obyvatel.
- Oehna (Wownjow) – Víska na břehu Budyšínské vodní nádrže, má 65 obyvatel.
- Salzenforst (Słona Boršć) – Území vzdálené asi 4 km severozápadně od centra. Od roku 2007 oficiální městská část; 275 obyvatel.
- Schmochtitz (Smochćicy) – Obec se nachází asi 6 km severozápadně od centra města. Od roku 2007 je městskou částí; 49 obyvatel.
- Stiebitz (Sćijecy) – Skládá se z vesnic Stiebitz (Sćijecy) a Rattwitz (Ratarjecy) v západní části města; 587 obyvatel.
- Teichnitz (Ćichońca) – Místní část severně od jádra města, jejíž součástí je také vesnice Neuteichnitz (Nowa Ćichońca). Má 269 obyvatel.
- Temritz (Ćemjercy) – Temritz leží asi 4 km severozápadně od centra, patří k Budyšínu od roku 1999. Má 69 obyvatel.

## Historie

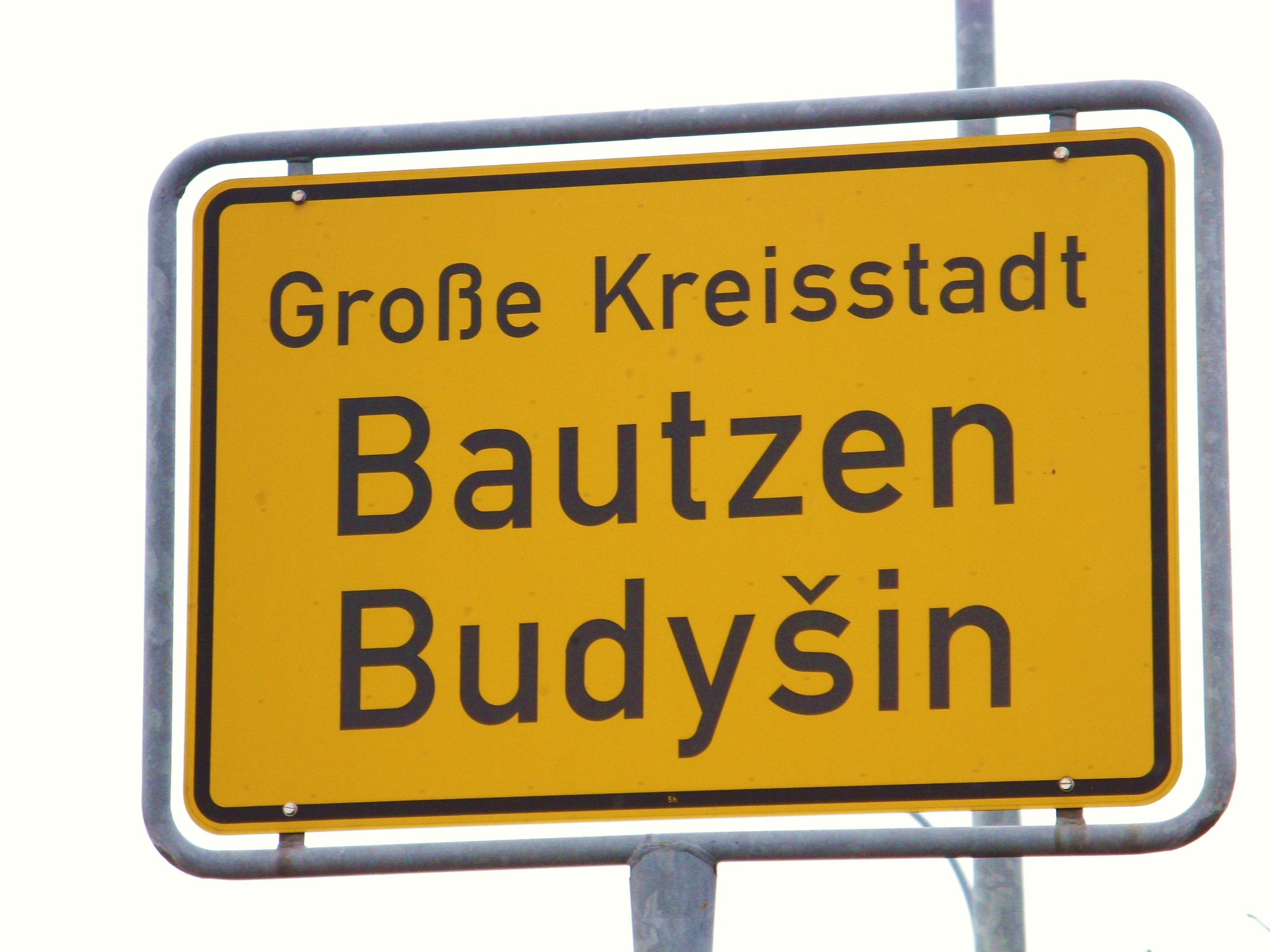
Dvojjazyčné místní značení v městské části Niederkaina s nápisem v němčině a hornolužické srbštině

### Název města

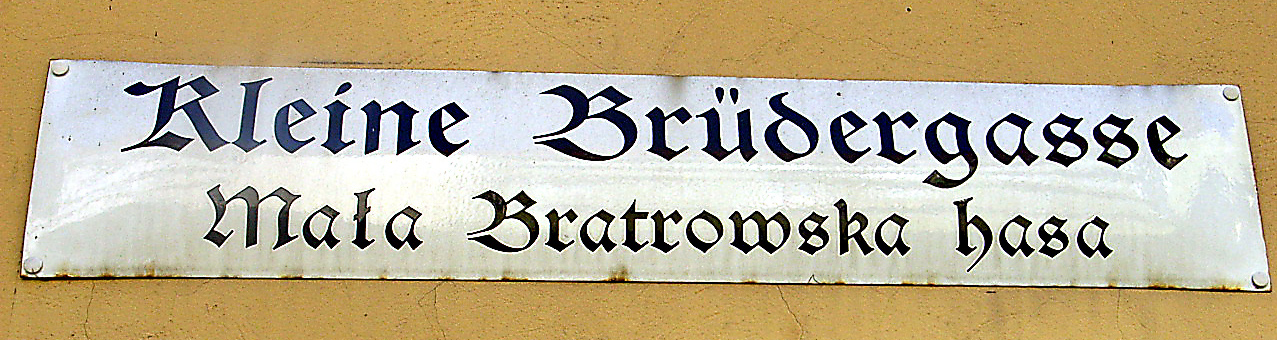
Německo-srbský název ulice v městské části Innenstadt

Poprvé byl název města zmíněn v roce 1002 jako civitas Budusin. Původ tohoto jména je nejasný: někteří odborníci se kloní k názoru, že vychází z praslovanského základu „bud“, „bod“ nebo „budeč“, tedy „místo na hranici“, jinou rozšířenou variantou je to, že sídliště bylo pojmenováno podle slovanských knížat jména Budissentius (popř. Budestaus), resp. Budislav či Budimír. Mohlo být však odvozeno také z ženského jména „Budiša“ nebo „Budy“ (sídliště z chatrčí). Jedna budyšínská pověst potom praví, že v místě, kde dnes leží Budyšín, se během cesty zastavila těhotná česká kněžna a ke svému překvapení tu přivedla na svět dítě. Přispěchal k ní její manžel a zeptal se: „Bude syn?“ Až do 15. století se v písemných dokumentech objevují téměř výhradně následující varianty: Bawdysen, Baudyssen, Paudescheyn, Baudissyn, Budessen, Baudissin, Bauwdiczen, Buditcynn a Bawdycyn. Tento původní název dodnes žije v hornolužické i dolnolužické srbštině, v češtině a polštině. Od poloviny 15. století byly stále častěji používány germanizované varianty, jmenovitě Bucen (1450), Boytzen (1512), Pautzen (1519) a roku 1523 poprvé Bautzen. Až do 19. století zde usazené obyvatelstvo užívalo obě takto vzniklá jména Budissin a Bautzen paralelně, přičemž latinizovaný název Budissin byl vyhrazen pro úřední písemnosti. Na základě saského ministerského dekretu bylo 3. června 1868 město přejmenováno na Bautzen. Toto jméno bylo na počest města přiděleno asteroidu „(11580) Bautzen“. Označení „Bautzen/Budyšin“ nese také jeden vlak Intercity-Express.

### Pravěk a raný středověk
Okolí města patří k nejdéle osídleným oblastem Horní Lužice, v údolí Sprévy a tedy v městské části Burk (Bórk) na severovýchodu a poblíž vsi Niedergurig (Delnja Hórka) jsou doložena lidská sídla již v období mladšího paleolitu, ale také v neolitu, době bronzové a železné. Ve 3. století našeho letopočtu v krajině pobývaly východogermánské kmeny. Od 7. století se v oblasti začal usazovat slovanský kmen Milčanů. Bavorský geograf působící v 9. století informuje o 30 hradních okrscích (civitates) Milčanů, mezi nimiž měl Budyšín bezpochyby vedoucí úlohu. Se zavražděním míšeňského markraběte Ekkeharda v roce 1002 začalo třicetileté období bojů o Budyšínsko (terra Budissiensis) mezi Němci a Poláky. Téhož roku je hrad Ortenburg v Budyšíně poprvé písemně zmíněn jako budusin civitatem u kronikáře Dětmara z Merseburku coby hlavní centrum Horní Lužice a zároveň středisko Milčanů. V roce 1008 civitas Budusin obléhal a dobyl polský kníže Boleslav Chrabrý. Dne 30. ledna 1018 byl na Ortenburgu podepsán tzv. Budyšínský mír mezi císařem Svaté říše římské Jindřichem II. a Boleslavem Chrabrým. V roce 1029 se snažil Poláky mezitím důkladně opevněný hrad dobýt římský císař Konrád II. Sálský. Po rozkladu polského státu bylo roku 1032 Budyšínsko opět začleněno do Míšeňské marky. Tehdy byl na místě dnešního Chrámu svatého Petra postaven kostel zasvěcený Janu Křtiteli. Hrad byl v té době správou panství zahrnujícího kolem 250 malých slovanských vesnic, celá oblast měla asi 6500 obyvatel.

### Léno českých panovníků

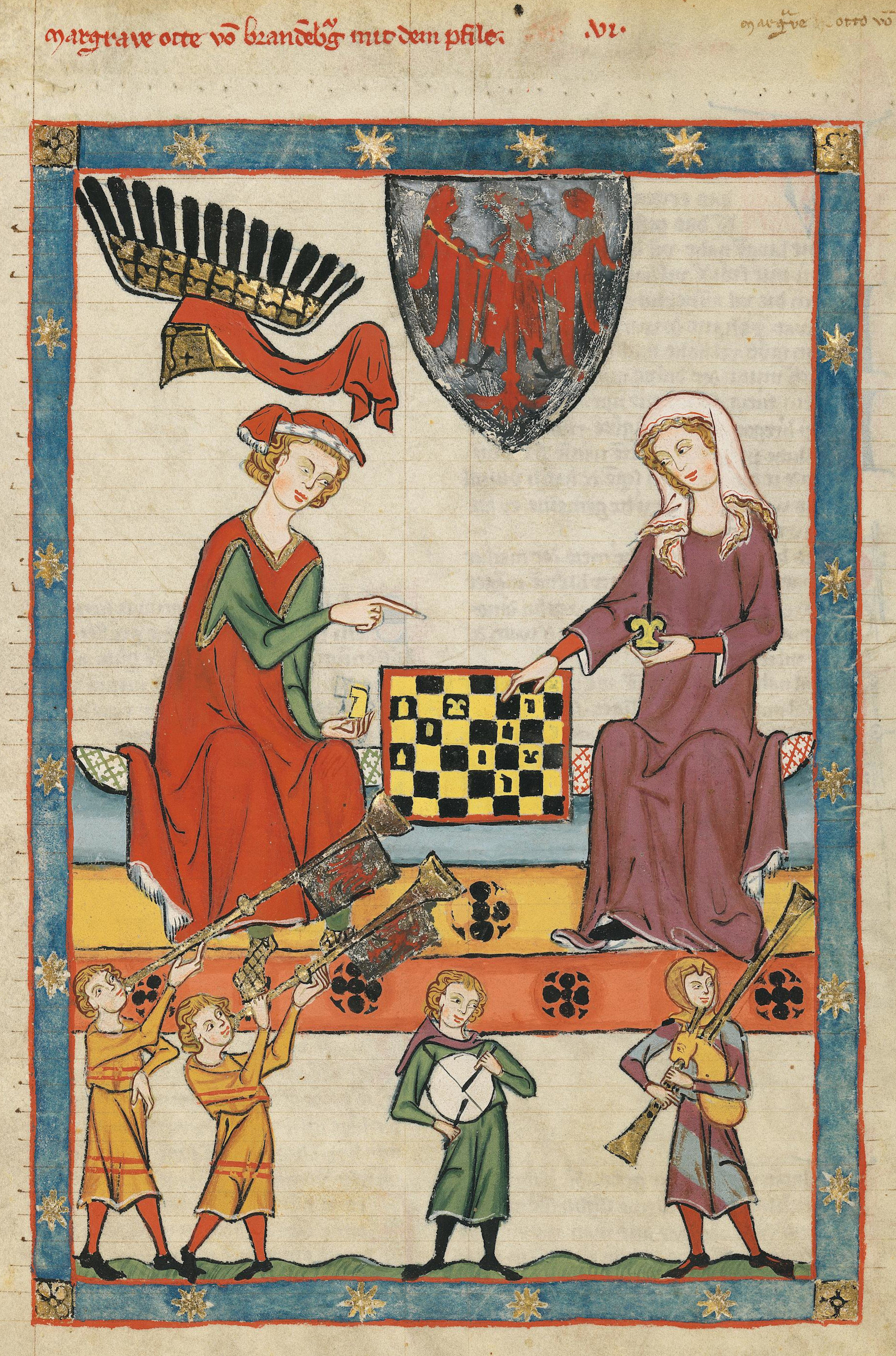
Markrabě Ota IV. Braniborský v Codexu Manesse (kolem roku 1300)

V souvislosti s bojem o investituru daroval císař Jindřich IV. v roce 1075 Budyšínsko loajálnímu českému knížeti Vratislavu II., jenž je zase předal jako věno Wiprechtu z Grojče, který se oženil s jeho dcerou Juditou. Když v roce 1135 Wiprechtův syn Jindřich z Grojče zemřel bezdětný, připadl tento kraj zpět českému knížeti. V letech 1144–1157 jej ovšem římský král Konrád III. přenechal míšeňskému markraběti Konrádovi. Teprve po té, v roce 1158, bylo území Horní Lužice jakožto říšské léno císařem Fridrichem I. Barbarossou definováno jako vedlejší země Království českého. Nebylo však k zemím České koruny přivtěleno, ale zachovalo si povahu relativně samostatné územní jednotky. Po roce 1200 byly osídleny lesní oblasti na jihu Horní Lužice, a z tohoto důvodu se ukázalo bezprostřední spojení i zeměpanská příslušnost k Čechám nezbytností. Ve 13. století spadalo město pod tři různé jurisdikce: pod zeměpanské fojtství, budyšínskou kapitulu založenou v roce 1221 a zemské hejtmanství. V této době probíhala německá kolonizace Horní Lužice. Již v rané fázi městského stavebního vývoje vzniklo v místě ulice Heringsgasse (původně Judengasse) židovské osídlení, které však v důsledku vyhnání Židů v letech 1407 a 1439 zaniklo. Význam Budyšína byl podtržen jmenováním královského dvora, který sídlil na místě dnešního náměstí Holzmarkt. Na současném půdorysu starého města je patrno plánovité rozšiřování města na jihovýchodě, přičemž hlavní osou města byla již tehdy ulice Reichenstraße. Privilegium českého krále Přemysla Otakara I. z roku 1213 zjevně počítalo s dalším rozšiřováním města. Z počátku 13. století pochází historická mapa světa Die Ebstorfer Weltkarte (1235), na níž je Budyšín označen jako královské město (Budisin ci[vitas] regio) pod zobrazením tří věží obklopených hradbou. Protože město spravované podle německého práva leželo uprostřed oblasti obydlené toho času výhradně Lužickými Srby, přijímalo také lužickosrbské osídlence, kteří se ve 13. století usadili v oblasti dnešní uličky Wendische Gasse. Kolem roku 1400 již byl předpokládaný podíl Lužických Srbů téměř 40 %. Počet obyvatel v tomto roce dosahoval podle dochovaných záznamů (Geschoßbuch) ve starém městě 2035, na předměstí 3300 osob. Budyšín byl tudíž jedním z tehdy největších měst na východě (po roce 1945 spíše kulturně chápaného) středního Německa. Z listiny ze dne 17. dubna 1357 je zřejmé, že budyšínští radní zavedli magdeburské právo, které lépe odpovídalo potřebám rozvíjejícího se města. Důležitou roli pak hrála nejrůznější privilegia, jež se týkala celního práva, mincovního regálu, práva na trh apod. Po svatbě braniborského markraběte Otty III. s dcerou českého krále Václava I. v roce 1243 přešla Horní Lužice jako zástava Askáncům, což byl panovnický rod vládnoucí v braniborském markrabství. V roce 1268 byla braniborským markrabětem ve městě oficiálně zřízena mincovna, kterou v témže roce doplnila nově založená mincovna zhořelecká, s níž se měla v ražbě každý rok střídat. V roce 1282 osvobodili braniborští markrabí Ota a Konrád občany Budyšína od tržního cla, které museli platit, aby na městském tržišti mohli prodávat svoje zboží. Roku 1284 tito markrabí povolili budyšínským měšťanům stavbu prvního kupeckého, respektive soukenického domu v Horní Lužici. Poslední markrabě z rodu Askánců Waldemar potom v roce 1307 městu poskytl právo volit si svého rychtáře a konečně roku 1310 osvobodil měšťany od soudní podřízenosti zemskému fojtovi ve věcech týkajících se smírčí přísahy.

### Budyšín pod českou vládou

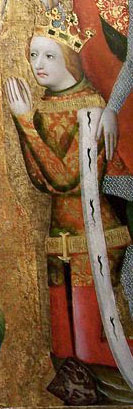
Mladý Václav IV. na Votivním obraze Jana Očka z Vlašimi (14. století)

Když v roce 1319 vymřela braniborská linie Askánců, připadla Horní Lužice českému králi Janu Lucemburskému. Ten 31. srpna téhož roku udělil městu privilegium, které upravovalo půlmílové právo, jež mělo chránit podnikání měšťanů a zároveň do města začleňovat usedlosti v jeho okolí. 22. května 1329 Jan dodatečně rozhodl, že v okolí jedné míle od města Budyšína nesmí nikdo provozovat hostince, ani řemesla. Toto mílové privilegium bylo potvrzeno Karlem IV. v letech 1372 a 1374. Dalším opatřením bylo osvobození od zeměpanského solného monopolu, které bylo vydáno Janem Lucemburským už v roce 1335. Svědectví o právech a povinnostech měšťanů poskytuje tzv. srbská měšťanská přísaha („Burger Eydt Wendisch“) z počátku 16. století – nejstarší písemné svědectví o hornolužické srbštině. V roce 1346 rozhodla městská rada Budyšína spolu s dalšími pěti svobodnými či královskými městy Horní Lužice Zhořelcem, Žitavou, Lubání, Löbau a Kamencem o vytvoření Hornolužického šestiměstí, jehož cílem byla společná obrana proti loupeživým rytířům.
Karel IV. pobýval v Budyšíně vícekrát a dokonce si jej zvolil za místo svých diplomatických schůzek. K tomu přispívala neutrální poloha, neboť město nebylo přímo v Čechách. O Letnicích 1363 se zde účastnil slavnostní bohoslužby, při níž Arnošt z Pardubic kázal také německy (sermone vulgarii ad populum). V roce 1369 tu pobýval od října do listopadu, když se zabýval inkorporací Dolní Lužice. Nejdelší doložená Karlova návštěva ve městě proběhla od konce října 1371, kdy zde strávil Vánoce i Nový rok. Již od poloviny 14. století docházelo v Budyšíně k rozmíškám mezi městskou radou a měšťany, což se Karel pokusil v letech 1355–1356 řešit tím, že měšťanům nařídil poslušnost radě. Ta byla až do roku 1391 tvořena výhradně členy patricijských rodin. Měšťanské právo ovšem náleželo jak patricijům, tak řemeslníkům, což bylo příčinou častých nepokojů. V roce 1391 řemeslníci uspěli, Václav IV. na jejich popud změnil uspořádání radnice a zavedl tzv. grémium, které se vedle 12 členů obce skládalo vždy ze dvou zástupců každého cechu. Zároveň měšťanům umožnil, aby si volili radu tak často, jak to bude nutné. Situace se však přesto nezklidnila, neboť před rokem 1408 došlo k několika povstáním, když se tito řemeslníci domáhali svých práv. V roce 1408 přijel Václav IV. do Budyšína a potrestal povstaleckou radu: 78 osob nechal okamžitě zatknout, a z nich 15 nebo (podle jiných výpovědí) 18 stít. Ostatní byli omilostněni, museli však město opustit. Následovala další změna městského uspořádání, která de facto povolovala svobodné volby radních. V roce 1429 a 1431 byl Budyšín neúspěšně obléhán husity. Podle legendy město zachránil archanděl Michael, proto byl na jeho počest před hradbami postaven kostel sv. Michala. V rozmezí let 1469 a 1490 patřil Budyšín na základě Olomoucké smlouvy z roku 1479 spolu s dalšími vedlejšími zeměmi Uhersku. Na to ještě dnes upomíná reliéf na východní straně Matyášovy brány na Ortenburgu, na němž je vypodobněn uherský král a katolickými stavy zvolený český vzdorokrál Matyáš Korvín. Po jeho smrti se stala Lužice opět součástí Českého království. Nesoulad ve vztazích mezi českými králi a Šestiměstím vyvolalo až reformační hnutí, které se rozšířilo po celé Horní Lužici. Lužické stavy totiž uplatňovaly princip cuius regio, eius religio, takže města vyhlásily protestantským územím, zatímco vesnice a klášterní pozemky zůstaly katolické. Po přihlášení se k evangelické konfesi tak byla města v opozici vůči svému zeměpánovi, katolickému českému králi. Čeští králové v první polovině 16. století (Ludvík Jagellonský, Ferdinand I. Habsburský) však byli příliš slabí, protože museli válčit s Osmanskou říší.

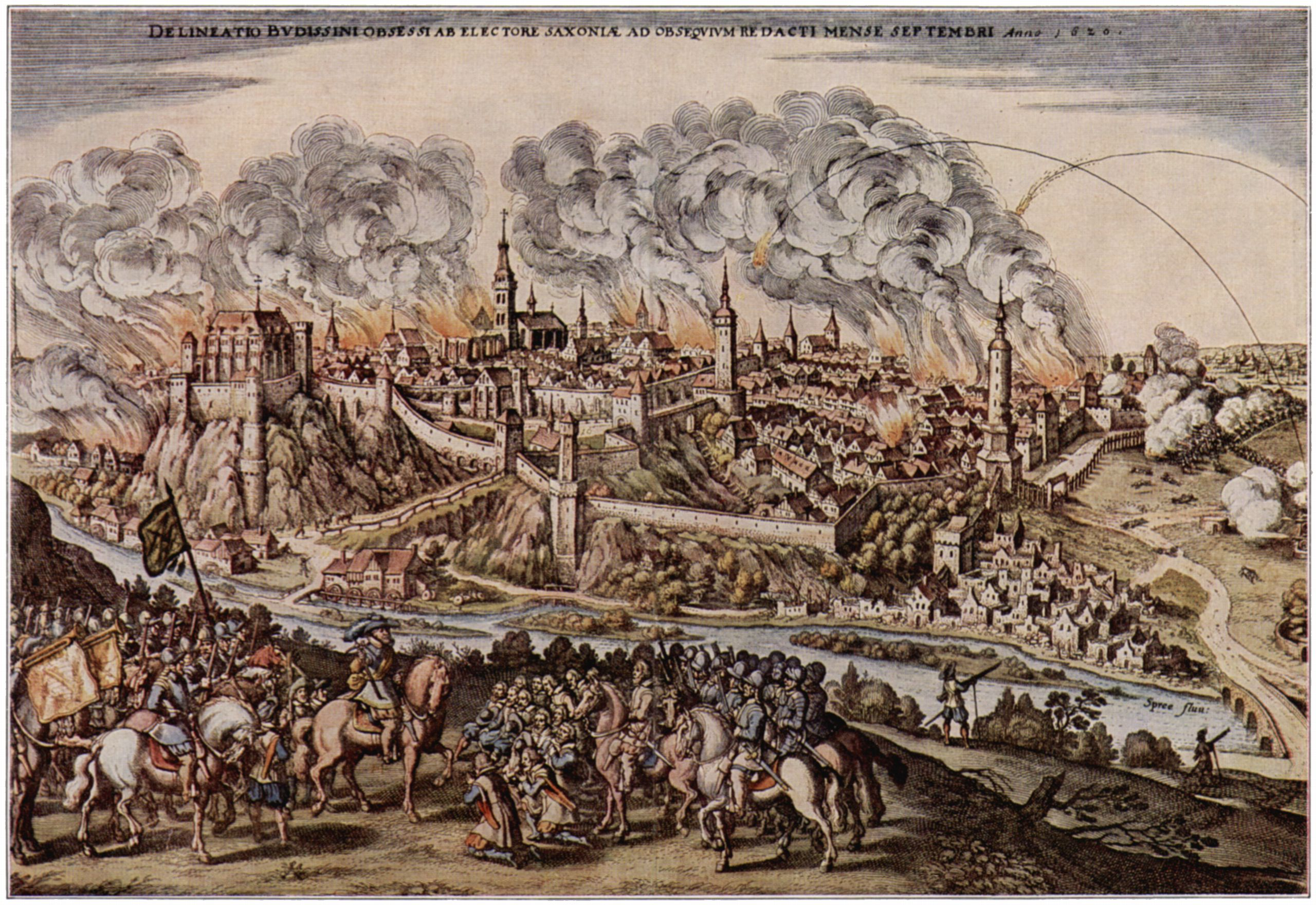
Budyšín po roce 1620 (Matthäus Merian)

Za neposkytnutou vojenskou pomoc ve šmalkaldské válce v letech 1546–1547 potrestal Ferdinand I. Habsburský Budyšín a další členy Šestiměstí souborem trestních opatření, který je znám pod pojmem Pönfall (1547). Ten hluboce změnil dosavadní právní a hospodářské struktury těchto měst. Král si zástupce Šestiměstí nejprve pozval do Prahy, kde jim oznámil zneplatnění všech privilegií a následně jim uložil peněžitý trest ve výši 100 000 guldenů, z nichž 20 000 připadlo na Budyšín. Zároveň bylo městu zkonfiskováno 24 usedlostí a statků, a jeho soud byl podřízen pražskému Apelačnímu soudu. Zástupci Šestiměstí se tehdy museli podvolit „milosti a nemilosti“ krále, což mělo za následek citelné zchudnutí měst. Teprve v roce 1559 došlo k určitému zmírnění a znovu bylo obnoveno právo volby radních. Ferdinandův záměr omezit zvláštní výsady Šestiměstí se ovšem minul účinkem. Budyšínská městská rada se nadále sama označovala jako respublica Budissinensis, jejím purkmistrem byl consul a radní senatores. V letech 1599–1604 docházelo v Budyšíně k pronásledování čarodějnic: v těchto procesech byly obviněny tři osoby, dvě ženy byly sťaty. Za třicetileté války byl cílem lužických stavů toleranční patent, kterým by České království legalizovalo jejich evangelické vyznání. Ferdinand II. Štýrský se po potlačeném povstání vrátil na český trůn, ale protože neměl na válku dostatek prostředků, uzavřel v roce 1623 spojenectví s kurfiřtem protestantského Saska Janem Jiřím I. Ten byl 24. června 1623 se slavnostním holdováním přijat lužickými stavy a městskou radou na budyšínské radnici. Válečné události však město postihly 2. května 1634, kdy nechal před svým odchodem císařský plukovník Svobodný pán von der Goltz v listopadu dobyté město vypálit, přičemž přišlo o život přes 600 obyvatel. V roce 1635, po podepsání tzv. Immissionsrezeßu, došlo k předání Horní a Dolní Lužice Sasku, čímž český král Ferdinand II. splatil svůj dluh za vojenskou pomoc. Český král ovšem nadále zůstal garantem práv menšinových katolíků v Horní Lužici. Po holdování stavů prostřednictvím hejtmanů budyšínského a zhořeleckého kraje se stal kurfiřt Jan Jiří uznaným zeměpánem a uživatelem příjmů z obou markrabství. Pražský mír (1635) potom v rámci třicetileté války ukončil konflikt mezi císařem a říšskými stavy.

### Budyšín pod saskou vládou

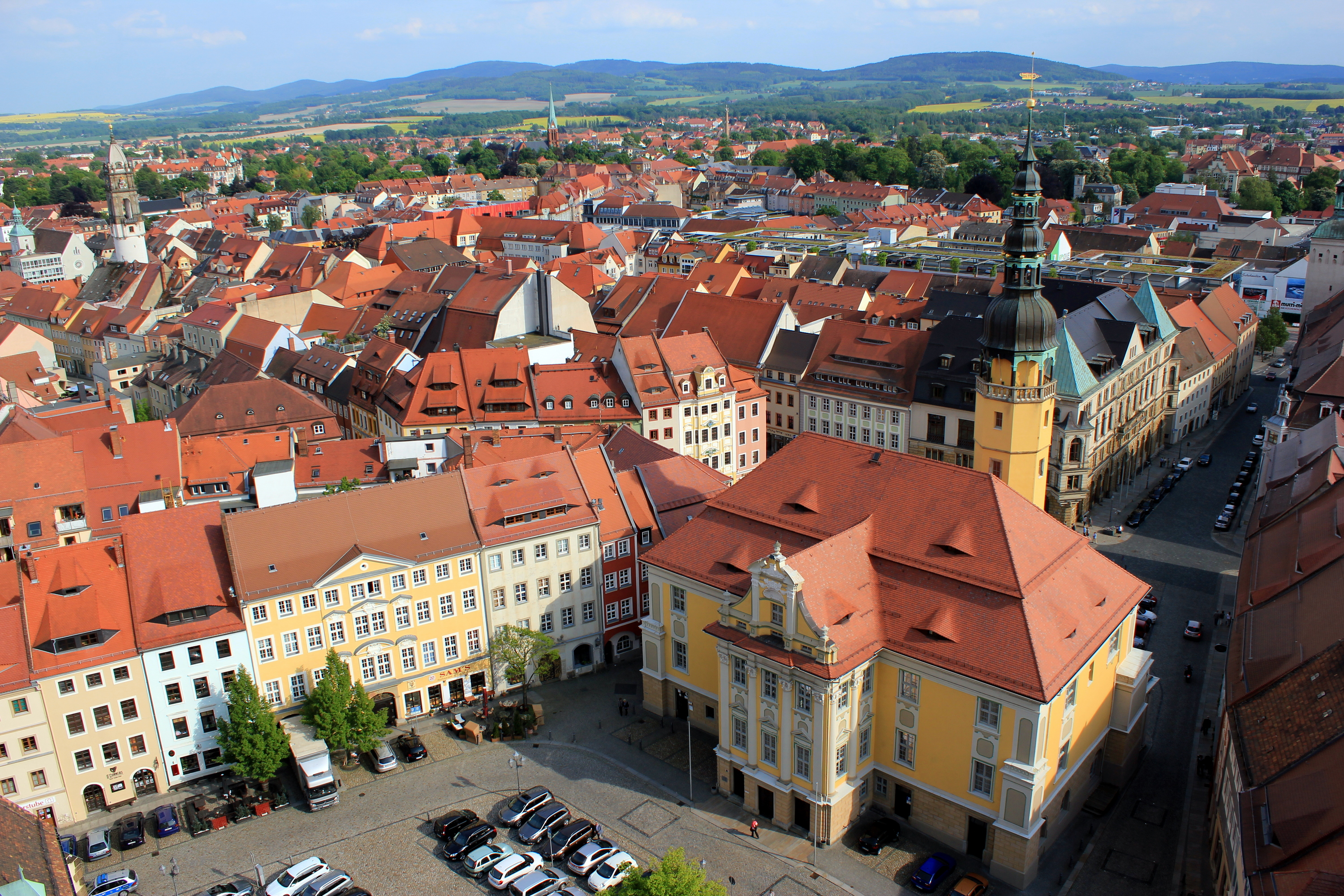
Pohled z věže dómu na staré město směrem k vrchu Czorneboh

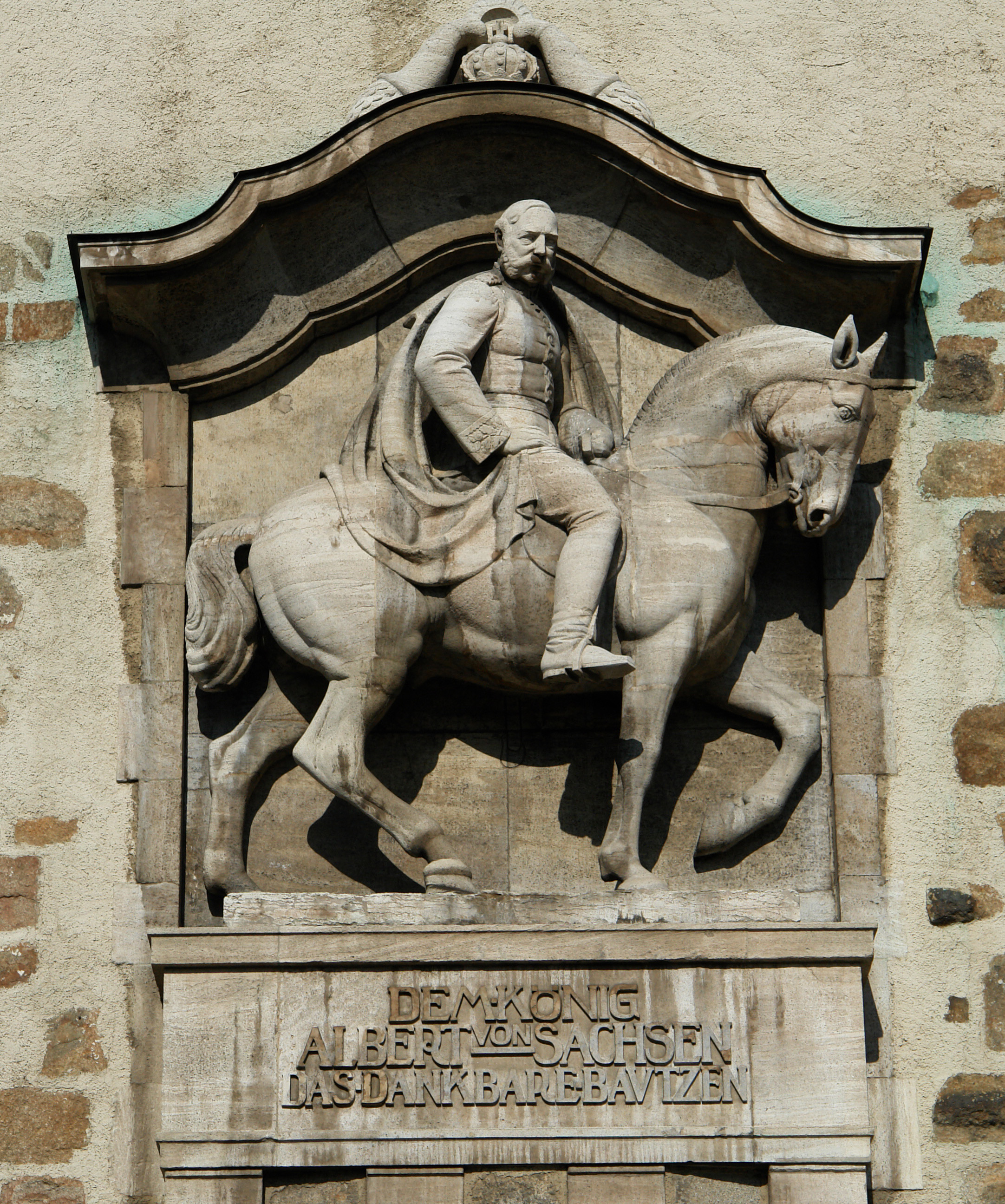
Reliéf s jezdeckým portrétem saského krále Alberta I. na Lauské věži v Budyšíně (Walter Hauschild, 1913)

V následujících letech probíhala stavební obnova města poškozeného požárem a válečnými událostmi. V roce 1666 zřídil kurfiřt Jan Jiří II. (1556–1680) mincovnu v dnešní ulici Hohengasse. Roku 1672 byl jmenován zemským fojtem Horní Lužice korunní princ Jan Jiří, pozdější kurfiřt Jan Jiří III. (1680–1691). Jelikož městská rada věřila, že si Budyšín vyvolí za svou rezidenci, nechala v Chrámu svatého Petra zřídit Patronátní lóži. Roku 1676 bylo město opět postiženo těžkým požárem, který zničil 415 domů. V roce 1678 byl v rámci markrabství Horní Lužice ve městě zřízen kurfiřtský vrchní poštovní úřad. Bylo to zřetelné uznání Budyšína jako hlavního města markrabství uvnitř Saska: privilegium, kterého se dostalo kromě Budyšína jen Lipsku. Za sedmileté války byly na město uvaleny vysoké kontribuce. V roce 1774 došlo k založení první kartounky, což byl počátek následné industrializace. Téhož roku začaly vycházet také první politické noviny Budissiner Fragen und Antworten nebst anderen Nachrichten. Roku 1780 byla založena Dobrovolná občanská hasičská společnost (Freiwillige Bürger Feuer Compagnie), která je dnes jednou z nejstarších v Sasku. Na počátku 19. století se odehrál nejslavnější budyšínský kriminální případ Jana Karáska (1765–1809), vůdce loupežnické bandy působícího na pomezí Čech a Lužice, který byl v letech 1800–1803 vězněn ve věži vodárny na Ortenburgu. Jeho případ poskytl látku či inspiraci mnohým populárním dílům. Byl nazýván „saským Rinaldem“, což je asociace s románovým bestsellerem Rinaldo Rinaldini od Christiana Augusta Vulpia (1762–1827). V novější době jej znovu ztvárnil Egon Erwin Kisch ve své knize Pražský pitaval. V průběhu osvobozovacích válek se u Budyšína v roce 1813 (na dnešním území města a na místě sousedních vesnic na východě) odehrála bitva mezi protinapoleonskou koalicí a Francouzi, která skončila vítězstvím Napoleonových vojsk. Po porážce Napoleona v roce 1815 potom rozhodl Vídeňský kongres o rozdělení Horní Lužice ve prospěch Pruska. Města Zhořelec a Lubáň se tak stala součástí pruského státu, čímž Šestiměstí zaniklo. Dne 2. února 1832 pak bylo zavedeno nové saské městské uspořádání, které změnilo dosavadní strukturu budyšínského městského zastupitelstva.
S rozdělením Horní Lužice, jejíž centrální správa dosud sídlila na budyšínském Ortenburgu, došlo k citelnému zmenšení markrabství a ztrátě jeho politického významu. Od roku 1817 proto probíhal proces postupného začleňování markrabství do saského království. Po vyhlášení saské ústavy (1831), platné i v Horní Lužici, však přesto musela saská vláda s lužickými stavy uzavřít separátní dohodu, která upravovala zvláštní výjimky. V polovině 19. století probíhala výstavba nových škol, divadla a budov zastupitelství, která pozměnila středověký obraz města a měla za následek rozšíření jeho plochy. Počet obyvatel během hospodářského rozmachu vzrostl z 6 200 (kolem roku 1800) na 10 500 v roce 1849, dále 13 200 roku 1871 a konečně 17 500 v roce 1880. Revoluční léta 1848/1849 s sebou přinesla zvýšený zájem o nejrůznější národní vlastenecké spolky a rovněž diskusi o dvojím názvu města Budissin, resp. Bautzen. Dne 3. června 1868 pak byl „Budissin“ úředně přejmenován na nový oficiální název „Bautzen“. Do 20. století město dovedl první primátor (Oberbürgermeister) Konrad Kaeubler, jenž byl jmenován v roce 1900, v úřadu označovaném jako Stadtoberhaupt byl však již od roku 1890. Stavba Saské zemské věznice (Bautzen I) byla dokončena v roce 1904 a podle plánu začala plnit svůj účel. V běžně mluveném jazyce se tato instituce nazývá „Žlutá bída“ (Gelbes Elend) kvůli použitému žlutému slínku. Zároveň bylo vytvořeno zadržovací středisko Bautzen II, které patřilo okresnímu soudu. Přibližně ve stejnou dobu, v roce 1900, založila izraelská náboženská obec židovský hřbitov na předměstí v místě ulice Muskauer Straße. Bohoslužby obce se konaly v pronajatých místnostech. V roce 1915 saské úřady zrušily Budyšínský okres, takže město bylo vyňato z Budyšínského hejtmanství jako tzv. město bez okresu, dokud nevznikl Zemský okres Budyšín v roce 1946.

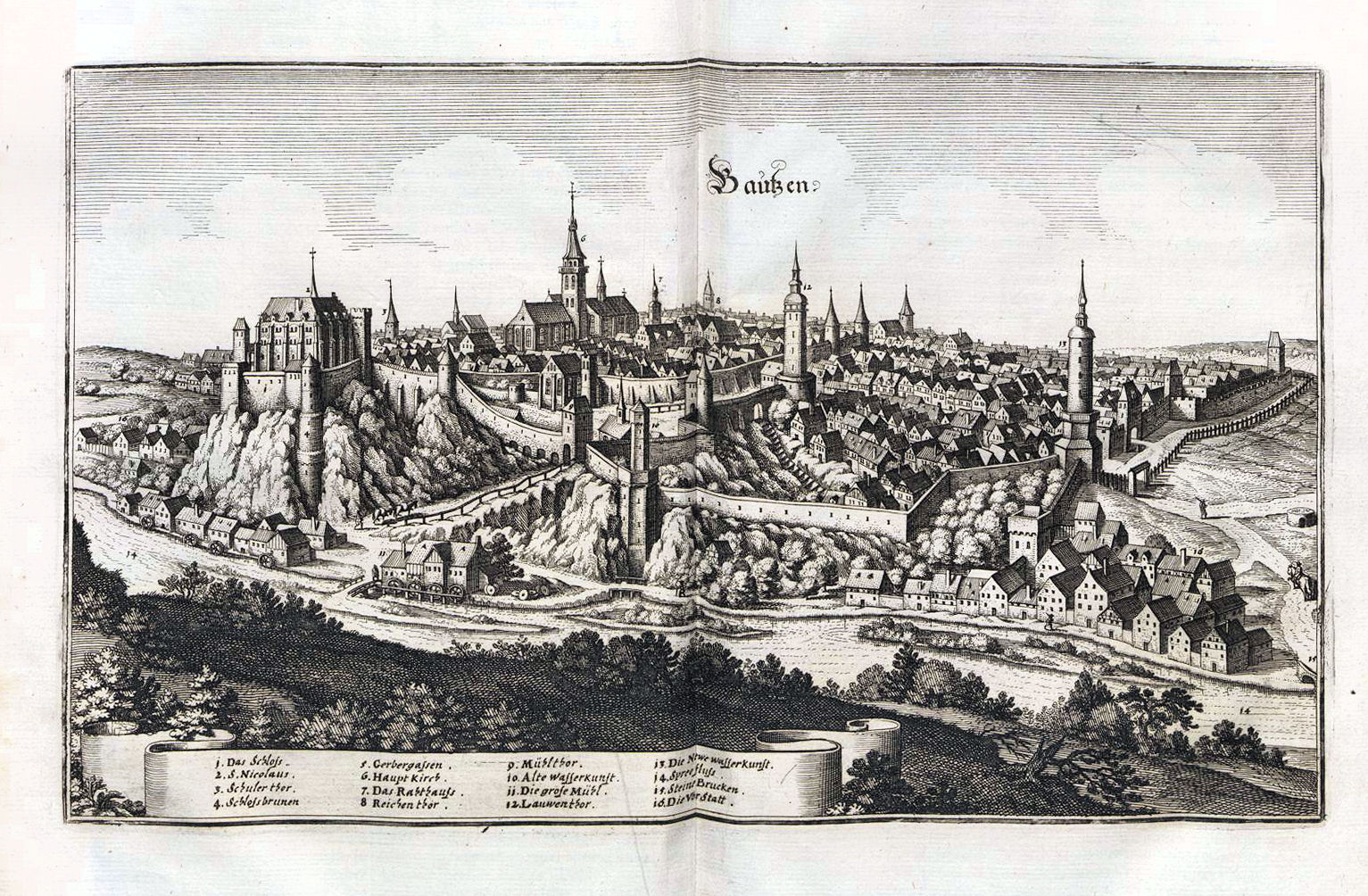
Budyšín kolem roku 1650 (Topographia Germaniae)
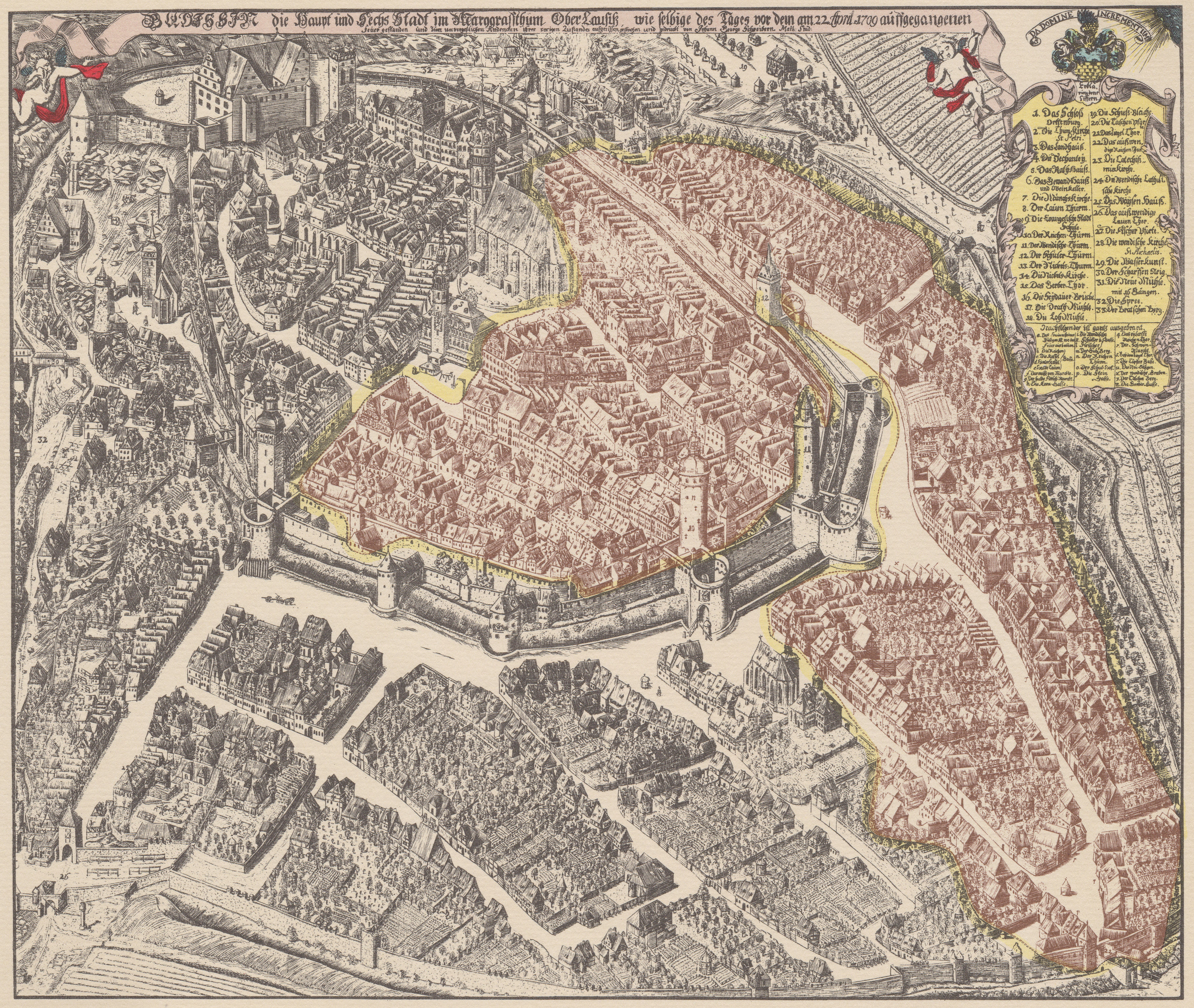
Plán města z roku 1709
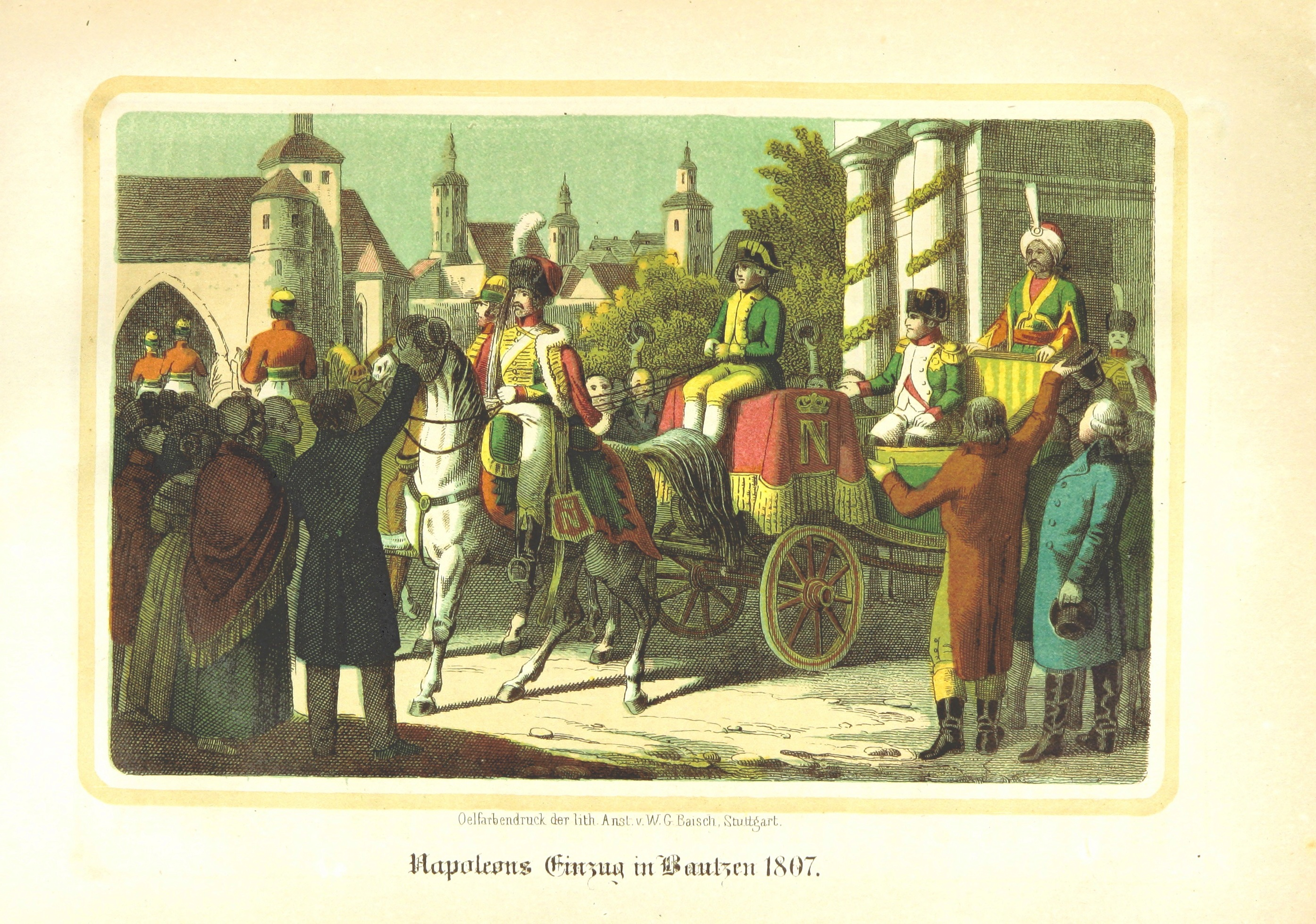
Napoleonův vstup do Budyšína roku 1807
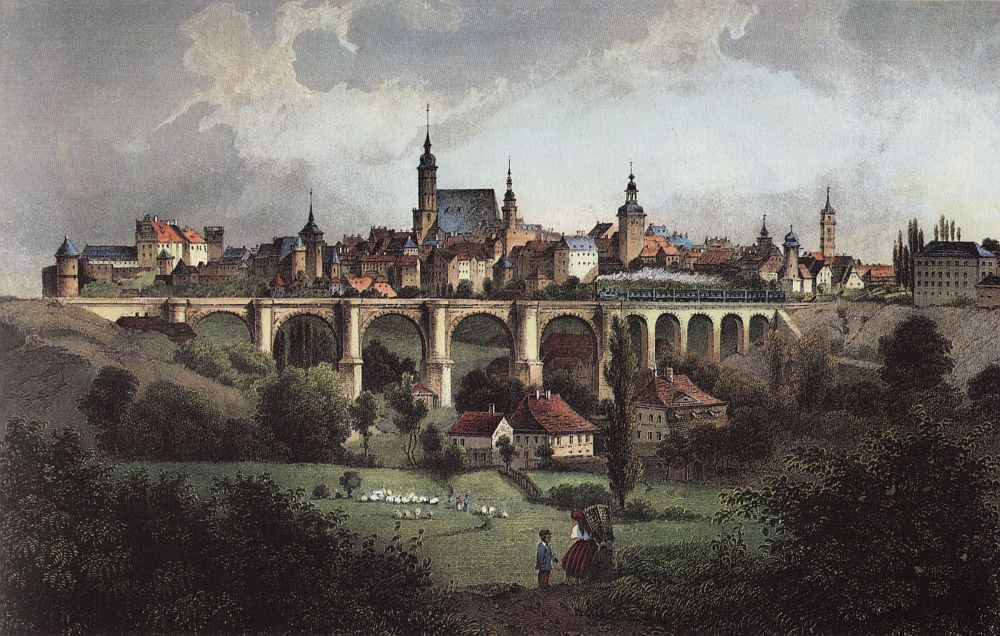
Budyšín kolem roku 1850

### Léta 1918–1949

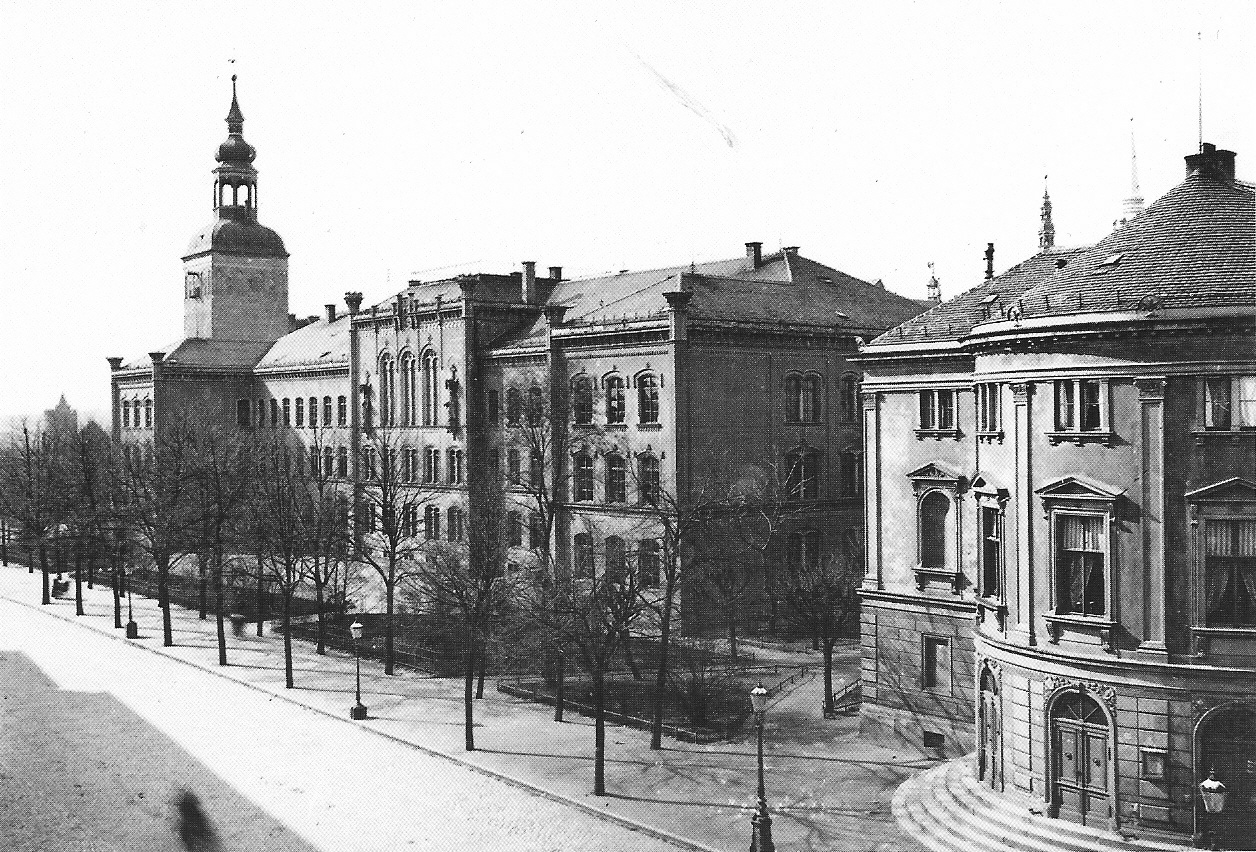
Pohled na Lauský příkop (kolem roku 1905). Vpravo je budova městského divadla zbořená v roce 1968

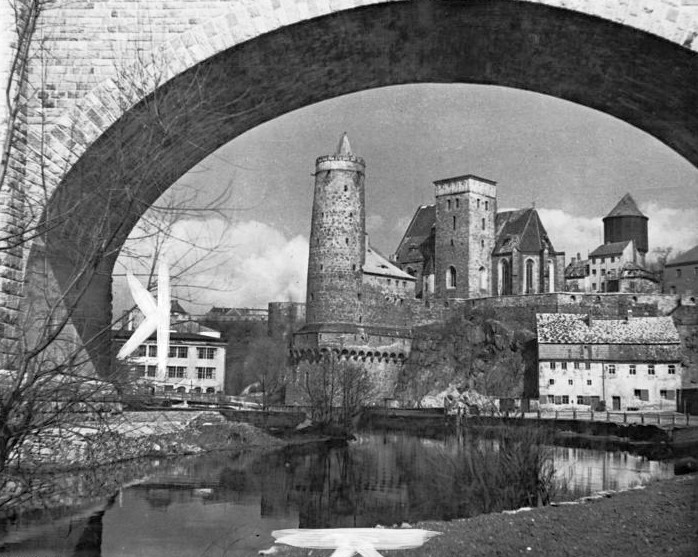
Kostel sv. Michala s věží historické vodárny, 1952

V přechodném období po první světové válce, kdy existovala tzv. Saská republika rad, abdikoval poslední král z rodu Wettinů Fridrich August III., načež v roce 1919 vznikl Svobodný stát Sasko coby spolkový stát Výmarské republiky. Nový budyšínský primátor Hermann Niedner se v roce 1920 snažil neúspěšně zabránit zrušení zvláštních práv Horní Lužice, které se připravovalo v souvislosti s obnovením saské ústavy. Ta vešla v platnost 1. listopadu 1920. V roce 1921 bylo papežem Benediktem XV. obnoveno míšeňské biskupství se sídlem v Budyšíně. Ve dvacátých letech prosazoval primátor Niedner z důvodu poválečné inflace politiku úspor. 1. července 1931 bylo Budyšínské okresní hejtmanství sloučeno s okresním hejtmanstvím v Drážďanech, čímž došlo k faktickému rozpuštění Horní Lužice v Sasku a ztrátě její 1000 let trvající samostatnosti. Ortenburg zůstal pouhým sídlem archivu a působištěm kriminálního oddělení zemské policie. Když se v lednu 1933 chopila moci NSDAP, došlo brzy ke změnám v městské správě. Nestranickému primátorovi Niednerovi byl v březnu odňat jeho úřad a po jmenování jeho nástupce Waltera Förstera převládli v zastoupení města členové NSDAP. Změněná situace byla překryta oslavami tisíce let, po které měla Horní Lužice přináležet k německému říšskému území. Tyto oslavy se odvolávaly na jízdu Jindřicha I. Ptáčníka do Dolní Lužice kolem roku 932. Tím mělo být vytvořeno volné spojení s Horní Lužicí. Vrcholem této události pak bylo udělení čestného občanství Adolfu Hitlerovi. Tentýž rok bylo ve městě zatčeno mnoho politických odpůrců, socialistů a komunistů, ale také svědků Jehovových. Měděný hamr (Kupfer- und Aluminium-, Walz-, Draht- und Hammerwerk C.G.Tietzens Eidamm) v ulici Talstraße se stal „táborem ochranné vazby“ (Schutzhaftlager) pro 500 německých a srbských odpůrců Hitlerova režimu. Ke stejnému účelu sloužily i dům odborů na dnešní Dr.-Maria-Grollmuß-Straße a dům v Lauenstraße 33. V období nacionálního socialismu byl Budyšín rovněž sídlem státního dozoru nad národním hnutím Lužických Srbů, tzv. Wendského oddělení (Wendenabteilung). Domowina a na šedesát dalších srbských organizací bylo v roce 1937 rozpuštěno. V letech 1943–1944 byl před transportem do koncentračního tábora Buchenwald v objektu Bautzen I vězněn komunistický politik Ernst Thälmann. Také v zadržovacím středisku Bautzen II byla internována řada politických vězňů, např. Julius Fučík. Na jihu města – přímo u Sprévy – se nacházel pobočný tábor koncentračního tábora Groß-Rosen, v němž 1000 až 1500 vězňů, převážně Židů, vykonávalo nucené práce při výrobě zbraní pro Waggonbau- und Maschinenfabrik vorm. Busch (Wumag), což byla součást Flickova koncernu. Na konci druhé světové války utrpělo město zvláště mezi 19. a 26. dubnem 1945 značné škody. Byly zničeny báně Lauské věže (Lauenturm/Lawska wěža) a kostela sv. Michala, téměř všechny mosty byly vyhozeny do povětří, železniční viadukt ovšem až po 4. květnu. Dne 26. dubna 1945 proběhl v bitvě o Budyšín poslední větší německý tankový útok druhé světové války; město bylo dobyto zpět a až do kapitulace zůstalo v německých rukou.

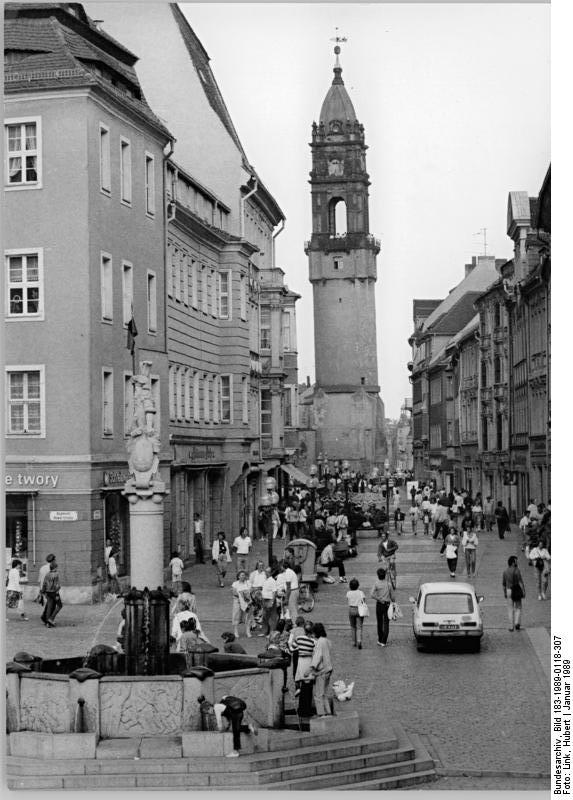
Ulice Reichenstraße ve starém městě s Bohatou věží (Reichenturm/Bohata wěža); (Spolkový archiv, 1989)

Po prvních poválečných volbách v sovětské okupační zóně v červnu 1946 byla v Budyšíně opět obnovena regulérní komunální správa. Odvrácenou stranou těchto voleb však bylo znerovnoprávnění lužickosrbského obyvatelstva. Domowina, která byla respektována pouze jako kulturní zajímavost, byla zbavena práv na politické zastoupení, takže do voleb nekandidovala žádná srbská strana. Tato tendence pokračovala i po novém zemském uspořádání Saska v roce 1947. Zemská věznice v Budyšíně se tehdy stala zvláštním táborem sovětské okupační mocnosti a jejího Lidového komisariátu vnitřních záležitostí (NKVD), resp. „Zvláštním táborem č. 4“ (od konce roku 1948 č. 3). V budovách byli umístěni vězni odsouzení sovětským vojenským soudem, zatímco takzvaní „internovaní“, tj. vězni bez rozsudku, byli ubytovaní venku v dřevěných barácích. Při celkovém počtu 27 300 vězňů a průměrné vytíženosti cca 6 500 internovaných přišlo podle registrace v táborových kartotékách sovětského vedení tábora v letech 1945–1950 o život nejméně 3 000 lidí. Jejich jména jsou uvedena v Budyšínské knize mrtvých, kterou publikoval Památník Budyšín. Nejčastější příčinou jejich úmrtí byla dystrofie, tuberkulóza, tyfus a úplavice. Existují však odhady, které uvádějí mnohem vyšší počty. Podle zpráv očitých svědků, které shromažďuje organizace Bautzen-Komitee e. V., jsou mrtví údajně pochováni na tzv. „Karnickelbergu“. Při průzkumných výkopech byly však v roce 1992 v bezprostřední blízkosti tábora nalezeny kosterní pozůstatky jen 176 mrtvých. Podle jedné z teorií byl „Karnickelberg“ v oblasti, kterou zaplavila přehrada. Nejméně 4 000 budyšínských vězňů bylo deportováno do sovětských táborů na nucené práce. V budyšínských věznicích bylo zadrženo mnoho odpůrců režimu, např. spisovatelé Walter Kempowski a Erich Loest. V roce 1992 byl objekt Bautzen II uzavřen. Dnes se tu nachází Památník Budyšín.

### Období NDR
Již od konce 40. let i po vyhlášení Německé demokratické republiky (NDR) pokračovala v městském zastupitelstvu výrazná dominance Sjednocené socialistické strany Německa (SED) spojená s ideologizací celého státního aparátu. Všichni starostové až do roku 1990 byli členy této strany. Budyšín, který v roce 1946 znovu získal status zemského okresního města, se potýkal s dopravními problémy, nedařilo se např. prosadit výstavbu již kdysi plánované dálnice do Zhořelce. Kvůli nedostatku stavebních hmot bylo zanedbáváno historické centrum, jehož byty se stávaly neobyvatelnými. Pro nedostatek bytů byla v sedmdesátých letech založena nová sídlištní čtvrť Gesundbrunnen. V roce 1989 žilo ve městě 52 053 obyvatel, více než třetina z nich v této nové čtvrti. V období NDR byly ve městě hlavními zaměstnavateli velké státní podniky VEB Waggonbau Bautzen (nyní Alstom), továrna na řezací stroje Perfecta, telekomunikační společnost a kombinát na výrobu stavebních hmot. Dále byl založen Srbský učitelský institut a Institut pro srbský folklór coby pobočka Akademie věd NDR. Kulturní dům Mezinárodní solidarita, který existoval v letech 1953–1963, byl zařízením pro podporu a politické využití dezertérů přeběhlých ze Spolkové republiky Německo. Roku 1979 pak bylo sídlo katolického biskupství přeloženo do Drážďan.

### Po roce 1989
Panující společenské i politické poměry a rostoucí nespokojenost obyvatelstva vedly na konci 80. let ke stále častějším demonstracím, které vyvrcholily politickým převratem na podzim roku 1989. Dne 7. listopadu bylo také v Budyšíně na bázi demokratického dialogu založeno Nové fórum a nejrůznější diskuse probíhaly i v srbských organizacích, církevních obcích a v divadle. Starosta Heinz Wagner (SED) odstoupil v lednu 1990. Od roku 1990 byl obnoven titul primátora a zároveň se změnila struktura městské správy. V roce 1990 byla zrušena Důstojnická vysoká škola Otty Lilienthala, která zde sídlila od osmdesátých let. Ve spolupráci se Zemským okresem Budyšín a Svobodným státem Sasko byla zahájena rozsáhlá rekonstrukce starého města. Hospodářská situace ve městě však byla stejně jako v celé Horní Lužici obtížná. Mnoho obyvatel města ztratilo své dosavadní zaměstnání a muselo se odstěhovat za prací. Roku 1991 bylo opět obnoveno Hornolužické šestiměstí a Nadace pro srbský lid. Dne 1. září 2002 oslavil Budyšín slavnostním průvodem 1000 let od první písemné zmínky.
Během migrační krize vzbudilo město pozornost násilnými činy proti uprchlíkům a uprchlickým ubytovnám. Saský úřad pro ochranu ústavy poukázal v roce 2015 na to, že v Zemském okrese Budyšín jsou aktivní pravicoví extrémisté. Dne 21. února 2016 byl neznámými osobami zapálen bývalý hotel Husarenhof, který byl určen jako ubytovací zařízení pro žadatele o azyl. Přihlížející při tom vyjádřili „neskrývanou radost“. Dne 13. prosince 2016 bylo vrženo pět Molotovových koktejlů do areálu azylové ubytovny zvané „Spreehotel“. O šest let později, 28. října 2022, zaútočili neznámí pachatelé na „Spreehotel“ podruhé: uvnitř domu vypukl požár, který se hasičům podařilo uhasit.

## Obyvatelstvo

Vývoj počtu obyvatelstva Budyšína od roku 1871 do roku 2017

Budyšín byl v raném středověku jedním z největších měst středního Německa. Přibližně od 15. století však vývoj počtu obyvatelstva stagnoval. Relativně pozdní industrializace přinesla nové impulzy a také za časů NDR město zaznamenalo přírůstek obyvatelstva. Od politické změny v roce 1990 se populace snížila z 52 000 (1989) na přibližně 39 000 kvůli obyvatelům, kteří se vystěhovali, a nízké porodnosti. Od roku 2000 se však tento klesající trend výrazně zpomalil. V roce 2020 byl Budyšín podle populace desátým největším městem Saska. Od historických dob zde žijí Lužičtí Srbové, potomci slovanských zakladatelů města z kmene Milčanů. Od 11. století se sem stěhovali německy hovořící obyvatelé především z Franska a Hesenska. O podílu jednotlivých národnostních skupin je málo známo. Podle pramenů z roku 1400 mohli Lužičtí Srbové tvořit jednu třetinu obyvatelstva (zde je však nutné brát v úvahu také asimilaci a smíšené rodiny). V současné době je srbská populace v Budyšíně mezi 5 a 10 %. Podíl Němců se srbskými předky je mnohem vyšší, ale také mnoho Srbů má německé předky. Katoličtí Srbové měli v roce 2001 nepatrně vyšší porodnost než Němci. Po roce 1989 však dochází k jejímu poklesu v souladu se saským popřevratovým trendem. V době protireformace pak do Budyšína emigrovalo rovněž určité množství protestantských Čechů, v tomto sídelním městě katolického děkanátu ale nevznikla komunita srovnatelná svým významem s českou obcí v Žitavě.

## Náboženský život
Mezi věřícími občany města převažují protestanti, třetina obyvatelstva je ovšem bez konfese. Ve městě je největší protestantská komunita v Sasku: církevní obec sv. Petra, která má asi 5800 členů. Z ní vzešla komunita „Bautzen-Gesundbrunnen“, která se v roce 1994 stala nezávislou protestantskou farností. Dvojjazyčná katolická farnost svatého Petra patří se svými asi 5 000 členy k největším svého druhu v drážďansko-míšeňské diecézi. Obě křesťanské komunity sdílejí Chrám svatého Petra, který je nejstarším simultánním kostelem v Německu a zároveň jedním z největších tohoto typu.

## Politika

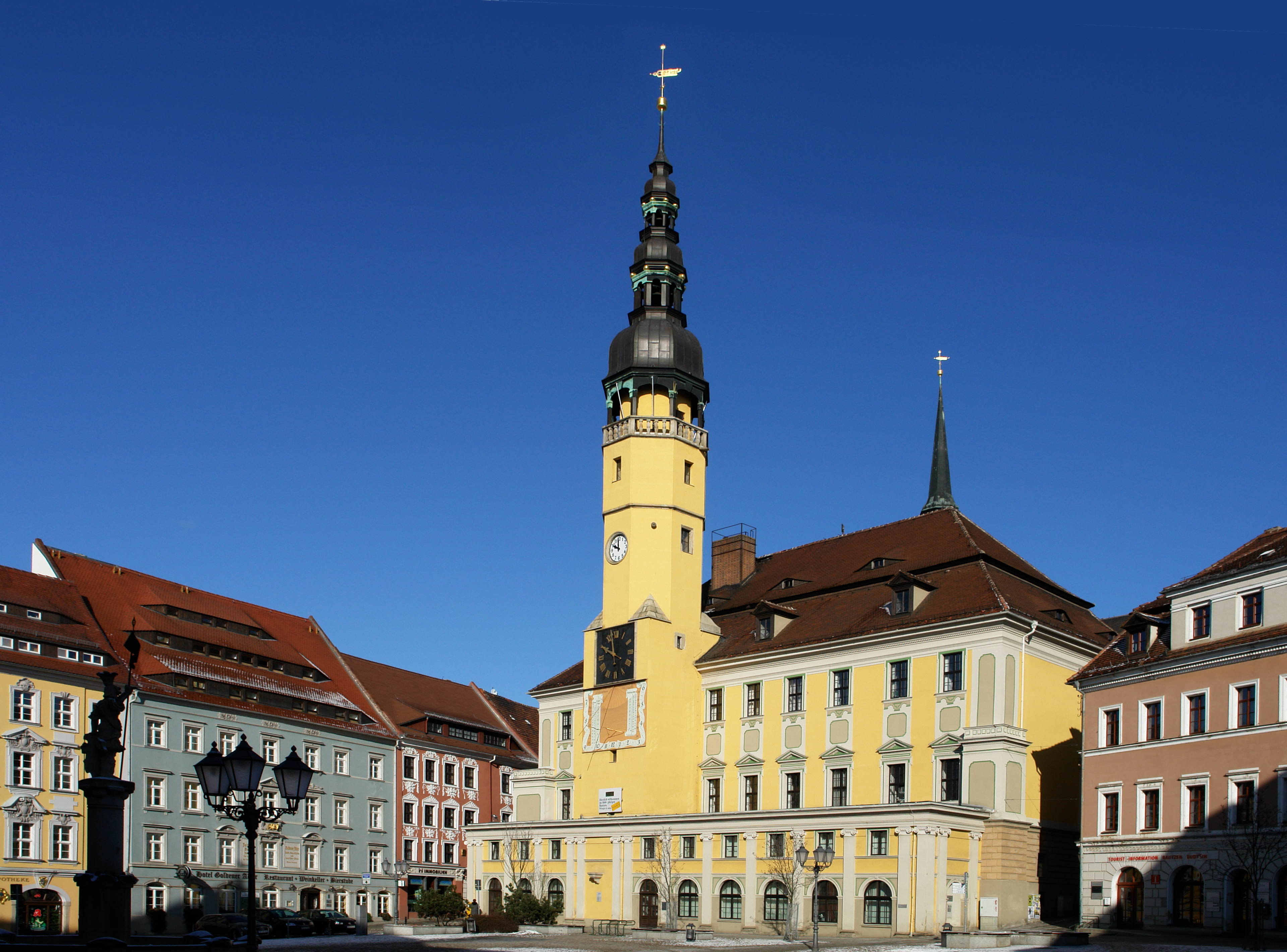
Budyšínská radnice

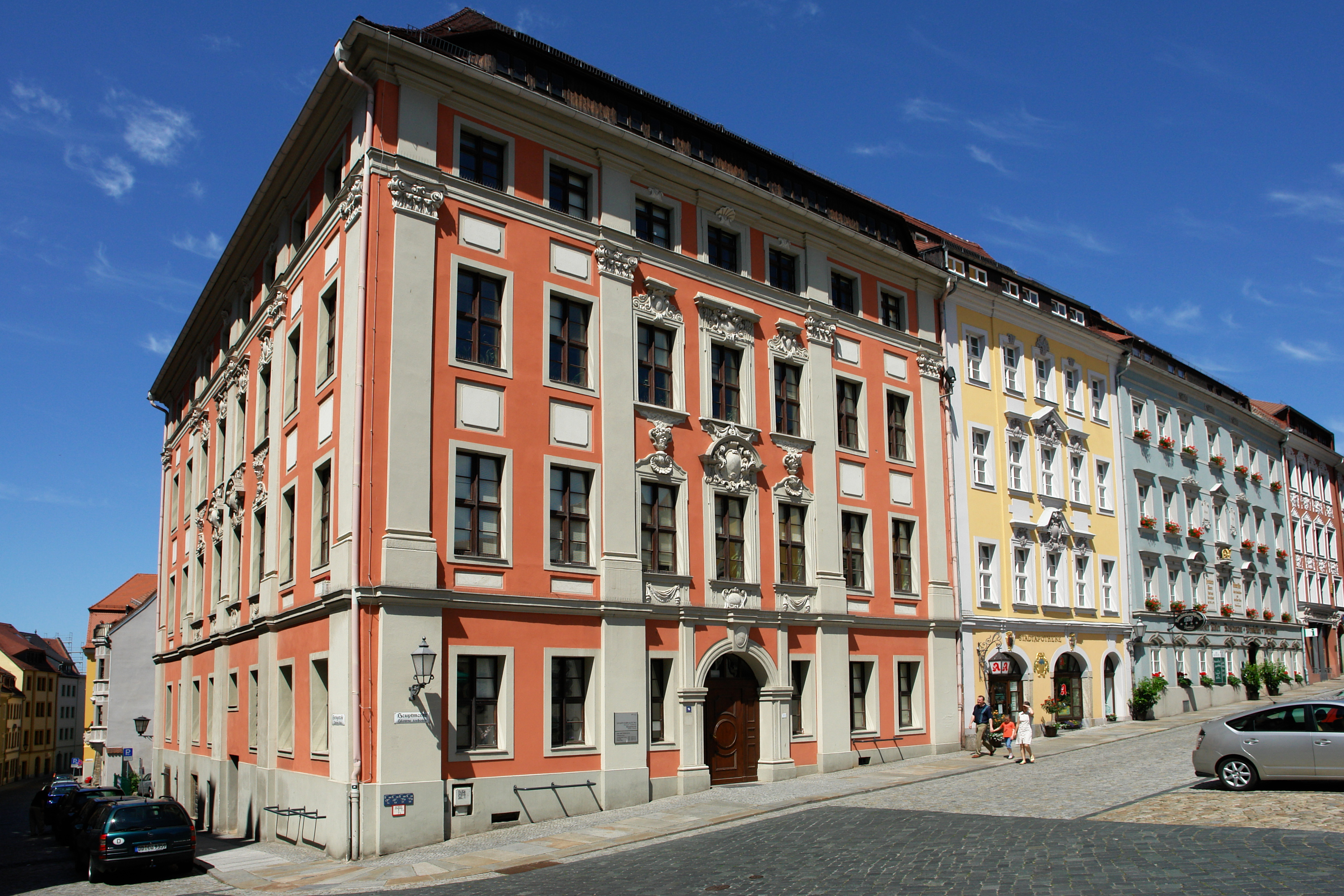
Měšťanské domy na západní straně náměstí

### Primátor a městská rada
Od srpna 2022 je primátorem města bývalý ředitel gymnázia Karsten Vogt (CDU), jenž zvítězil v první kole červnových voleb se ziskem 53,3 % hlasů v prvním kole. Ten vystřídal Alexandera Ahrense (SPD), který byl primátorem od srpna 2015. Alexander Ahrens tehdy vystřídal Christiana Schramma (CDU), jenž byl starostou od roku 1990, od roku 1995 pak působil jako primátor. Ahrens, který byl tehdy ještě bez stranické příslušnosti, porazil ve volbách v roce 2015 jako společný kandidát SPD, Die Linke a Bürger Bündnis Bautzen se 48,1 % kandidáta CDU Mathiase Knaaka (35,3 %). Kromě primátora má Budyšín dva starosty odpovědné za dílčí oblasti správy: Robert Böhmer (hospodářství, finance, vzdělání a sociální věci) a Juliane Naumann (výstavba). Městská rada Budyšína je složena z 30 členů. Zasedá buď na radnici, nebo v historickém Soukenickém domě (Gewandhaus/Kupnica). V okrajových částech města (Niederkaina, Stiebitz, Kleinwelka, Salzenforst-Bolbritz) existují čtyři místní rady, jejichž čestní členové jsou voleni na pět let. Složení městské rady je následující:
|      | CDU | Die Linke | Bürger Bündnis Bautzen (BBBz) | SPD | FDP | NPD | Svaz 90/Zelení | PEGASUS | Bautzen direkt | AfD | Celkem |
| 2009 | 13  | 7         | 3                             | 3   | 3   | 1   | 1              | 2       | 1              | –   | 34     |
| 2014 | 13  | 7         | 4                             | 4   | 2   | 2   | 1              | 1       | –              | –   | 34     |
| 2019 | 8   | 3         | 6                             | 2   | 2   | 0   | 2              | –       | –              | 7   | 30     |

### Znak

Městský znak z roku 1378

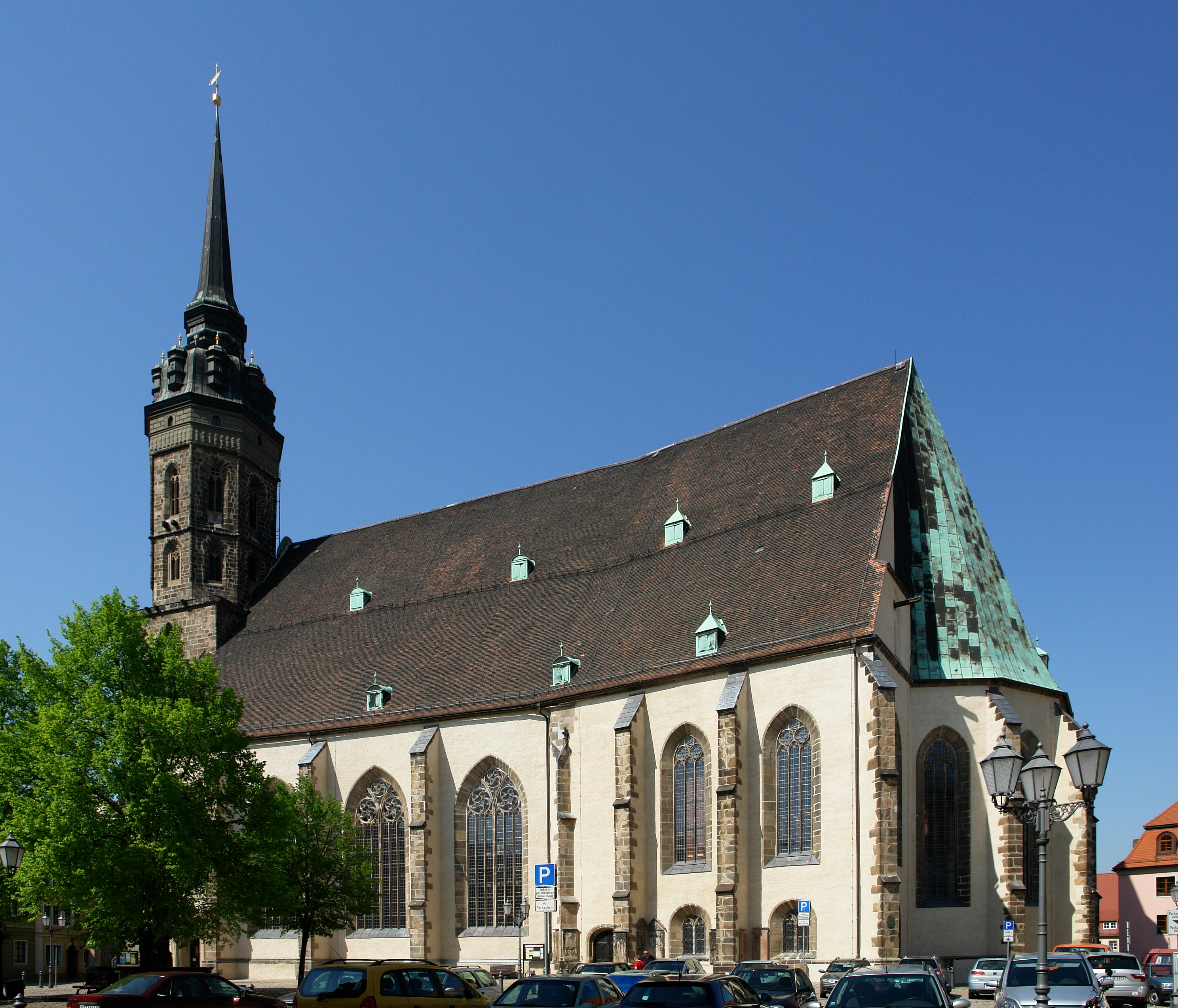
Chrám svatého Petra

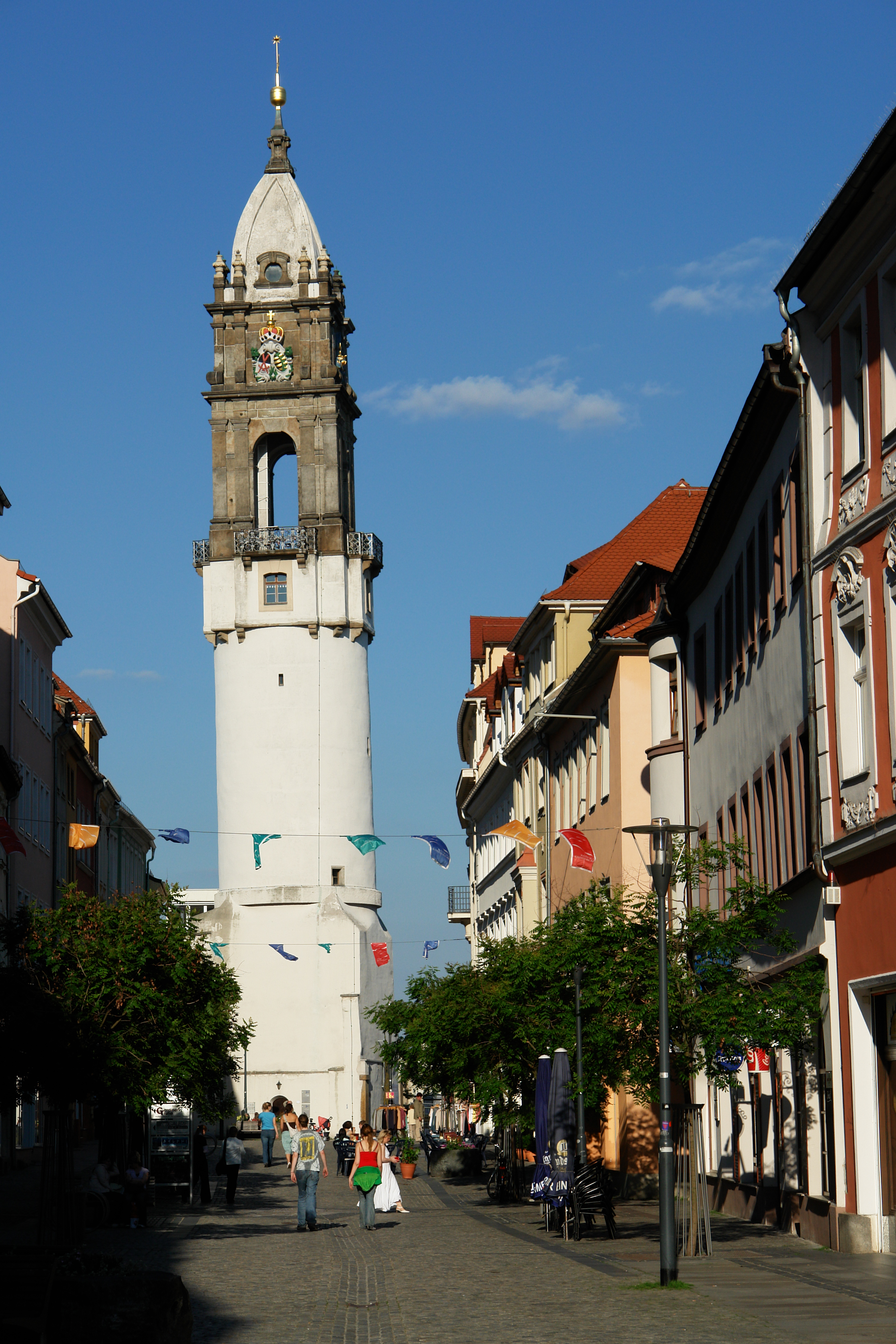
Bohatá věž (Reichenturm/Bohata wěža) v ulici Reichenstraße

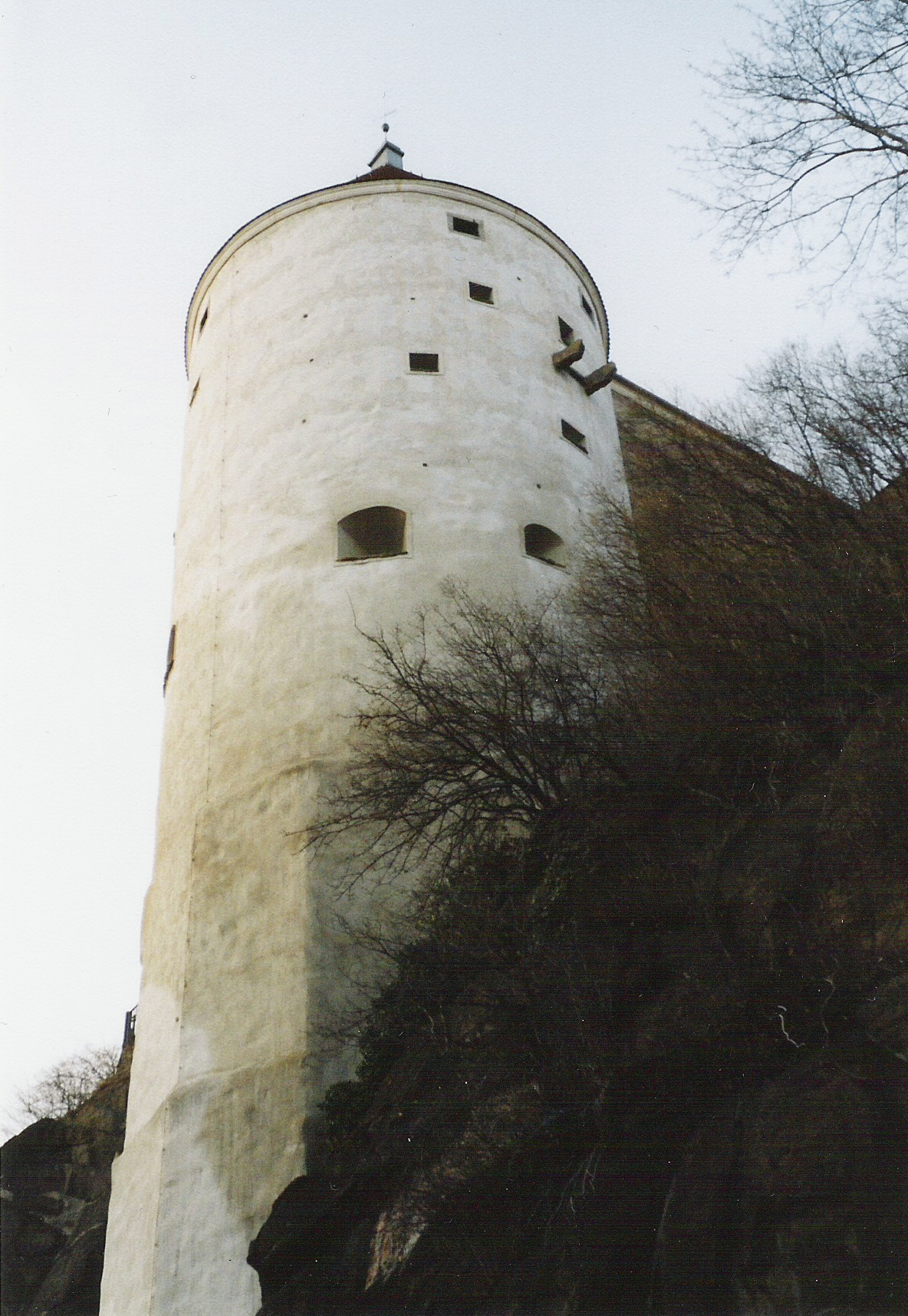
Hradní vodárna na Ortenburgu

Městský znak patrně vychází z korouhve Wiprechta z Grojče z 11. století (kolem roku 1080), ačkoliv jeho původ není zcela objasněn. Nejstarší známé vyobrazení tohoto znaku se objevuje na dvou pečetích prince Václava IV., jemuž chtěl císař Karel IV. zajistit následnictví trůnu. První pečeť tehdy dvouletého prince je z roku 1363. Její součástí je nápis: Wenceslaus quartus dei gracia Boemie rex, Brandenburgensis et Lusacie marchio, Luczenburgensis et Slesie dux. Druhá pečeť je o deset let mladší (1373) a její nápis je nepatrně obměněn: Wenceslaus, dei gracia Boemie rex, Brandenburgensis marchio, Luczenburgensis, Slezie et Lusacie dux. Nejstarší zpráva o používání znaku k reprezentaci města pochází z Augsburské kroniky, podle níž byl tento znak zástupci Budyšína použit při pohřební ceremonii na počest Karla IV. v roce 1378.
Znak se skládá ze štítu (který se někdy samostatně používá jako znak), přilby, ozdoby přilby (obsahující ozdobné prvky křídla a opakování štítu) a pokrývky přilby, která štít úponkovitě rámuje. Mezi ozdobou a přilbou se nachází trojitá koruna. Jádrem znaku a jeho nejstarší částí je štít, na němž je umístěna zlatá hradba na modrém poli, patrně budyšínská městská hradba, která zaujímá polovinu štítu zakončenou třemi cimbuřími. Kvůli zvláštnímu významu města v raném středověku byly elementy tohoto znaku, zejména štítu, v různých obměnách přejímány do jiných znaků v regionu. Tento znak byl v minulosti používán pro celou Horní Lužici, což lze doložit např. v Praze na výzdobě Staroměstské mostecké věže. Také dnes je tento znak neoficiálním znakem celého regionu. Pečeť Budyšína v dobách Šestiměstí zahrnovala kromě hradby také dvě věže, bránu s padací mříží a české lvy. Na základě skutečnosti, že je věznice Bautzen I postavena ze žlutých pálených cihel, byla někdy v běžném povědomí identifikována s budyšínským městským znakem.

### Partnerská města
Partnerskými městy Budyšína jsou:
- Dreux, Francie (1992)
- Heidelberg, Německo (1991)
- Jablonec nad Nisou, Česko (1993)
- Jelení Hora, Polsko (1993)
- Worms, Německo (1990)

Od roku 1994 tvoří Budyšín společně s městy Zhořelec (Görlitz) a Hoyerswerda městský svaz regionálních center Saska, tzv. „Oberzentraler Städteverbund“ (OZSV). Toto společenství vzniklo v rámci státního rozvojového plánu a zabývá se rozvojem infrastruktury, ekonomickou stabilizací regionu a regionálním marketingem.

## Pamětihodnosti

### Sakrální stavby
- Chrám svatého Petra (Dom St. Petri/Katedrala swj. Pětra) – Gotický halový chrám, jenž byl postaven v letech 1213–1221, je hlavní dominantou a nejstarší památkou města. Jeho nejstarší dochovanou částí je západní průčelí z konce 13. století, zdobené románsko-gotickým ústupkovým portálem. Ze dvou zamýšlených věží byla postavena pouze jižní. Tato mohutná šestihranná věž, která byla v roce 1664 osazena barokní helmicí, je vysoká 83,7 m. Veřejnosti je přístupná a nabízí se odtud výhled na město i okolí. Samotný halový chrám je pozdně gotickou stavbou z 15. století s typickou síťovou klenbou, má čtyři lodi a nepravidelný, zakřivený půdorys. Katolickou a protestantskou část odděluje přepážka (dnes 1 m vysoká). V protestantské části se dochoval např. dřevěný renesanční oltář, knížecí lóže z roku 1673 a secesní varhany. Někdy se zde pořádají koncerty pro dvoje varhany v obou částech chrámu. V katolické části stojí za pozornost barokní krucifix Balthasara Permosera z roku 1713 a hlavní oltář (1722, s obrazem Petra přijímajícího klíče). Tento kostel fungoval po obnovení drážďansko-míšeňského biskupství roku 1921 jako katedrála tohoto biskupství.[81]
- Kostel svatého Michala (Michaeliskirche/Michałska cyrkej) – Tento dnes trojlodní kostel byl podle pověsti vystavěn jako poděkování za záchranu města před husity. Poprvé je zmiňován v roce 1473 jako kaple svatého Michala. Původní kaple tvoří východní část stavby z roku 1495, do roku 1520 pak byla dokončena klenba a střecha. Uvnitř je oltář, který v roce 1693 vytvořili Stöckel a Kanderbach. Od roku 1619 slouží jako lužickosrbský evangelický kostel, při němž byla zřízena i škola.[82]
- Kostel sv. Marie a Marty (Maria-und-Martha-Kirche/Cyrkej Marje a Marty) – První zmínka o tomto kostele je z roku 1359, v roce 1382 se jeho jméno objevuje v souvislosti s nemocnicí sv. Marie a Marty. Roku 1870 městská rada rozhodla o jeho zboření a nahrazení dnešní novostavbou od architekta Christiana Schramma v novogotickém slohu. Slouží luteránské farnosti sv. Petra.[83]
- Tuchorský kostel (Taucherkirche/Tuchorska cyrkej) – Kostel Nejsvětější Trojice byl vysvěcen roku 1599. V jeho sousedství se nacházel špitál. Během napoleonských válek sloužil i samotný kostel jako vojenská nemocnice. V jeho blízkosti je hřbitov o rozloze 7,9 ha.[84]
- Kostel Panny Marie (Liebfrauenkirche/Cyrkej našeje lubeje knjenje) – Tento jednolodní katolický kostel umístěný před městskými hradbami je patrně druhým nejstarším v Budyšíně. Po staletí sloužil hlavně jako farní kostel katolických Srbů z předměstí a okolních vesnic.[85]
- Mnišský kostel (Mönchskirche) – Stavba byla zahájena v roce 1240 spolu s komplexem františkánského kláštera. Prvním písemným dokladem ze dne 6. května 1248 je udělení papežského odpustku od Inocence IV. Dne 1. srpna 1401 františkánský klášter zcela vyhořel, ale byl přestavěn. Po dalších požárech se zachovala už jen zřícenina s lomenými okny a portálem. V těsném sousedství je vodárenská věž z roku 1877.[86]
- Kostel svatého Mikuláše (St.-Nikolai-Kirche/Mikławska cyrkej) – Kostel v severní části města byl postaven v 15. století. Jako součást opevnění byl vypálen za třicetileté války v roce 1634. Zůstalo zachováno obvodové zdivo s integrovanou malou kaplí, uvnitř kterého a v jehož okolí je dnes hřbitov, na němž jsou pohřbeny významné lužickosrbské osobnosti.[81]

Z celkem sedmi kostelů v historickém centru města se pro bohoslužby využívá pět (chrám svatého Petra, kostel svatého Michala, kostel svatých Marie a Marty, Tuchorský kostel (Taucherkirche), kostel Panny Marie), zbylé dva jsou v ruinách (Mnišský kostel a kostel svatého Mikuláše). Dále je zde malý klášterní kostel svaté Kláry s moderním designem interiéru od Fredericka Presse, ústavní kostel ve věznici Bautzen I, jedno jako kostel sloužící církevní komunitní centrum se zvonicí v městské části Gesundbrunnen, dvě kaple a menší církevní stavby v některých městských částech, například v Kleinwelce.

### Profánní stavby

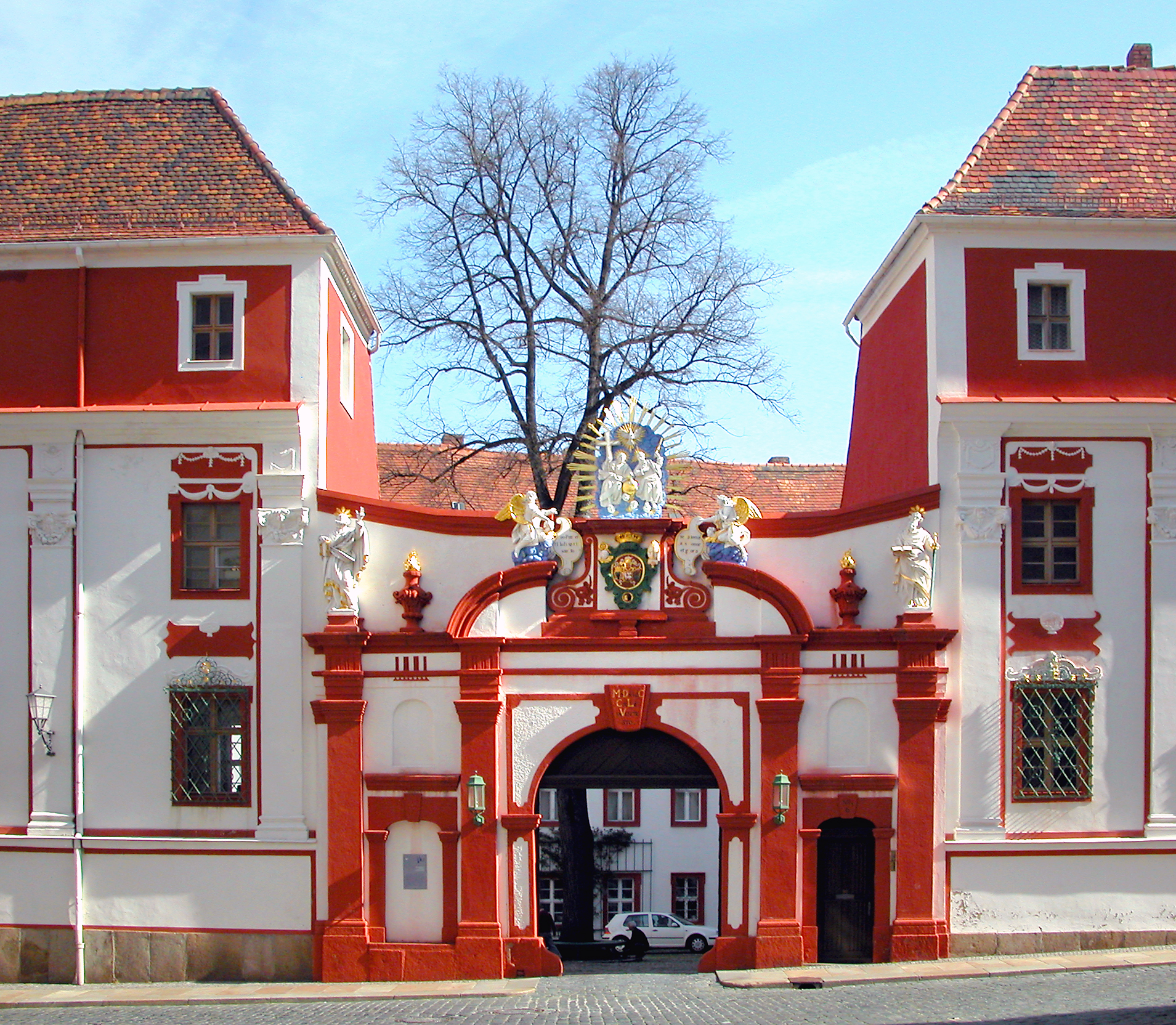
Děkanát budyšínské kapituly

- Ortenburg (Hród) – Hrad se nachází ve starém městě na skalnaté plošině nad Sprévou. Po staletí byl kmenovým hradištěm Milčanů a hlavní pevností Horní Lužice, která byla vlastněna příslušnými zeměpány. Vstup do hradu střeží nejmarkantnější stavba celého komplexu: pozdně gotická Matyášova brána s kaplí sv. Jiří. Byla vybudována za vlády uherského krále Matyáše Korvína, který získal Lužici na konci vlády Jiřího z Poděbrad. Na pískovcovém reliéfu je Matyáš vypodobněn tak, že sedí na trůně a opírá se nohou o českého lva. Hlavní budova v čele hradního nádvoří je dnes renesančně přestavěna, což je patrné zvláště na výrazných štítech. Při prohlídkách města je možno navštívit audienční síň se štukovým stropem z roku 1662, na kterém jsou zachyceny hlavní události z historie Horní Lužice. Za zmínku stojí zdejší kaple z 15. století. V hlavní hradní budově dnes sídlí Saský vyšší správní soud. Pozoruhodnou stavbou je rovněž Hofrichterhaus (Dom dwórskeho sudnika) s filigránovým renesančním komínem. V dalších budovách sídlí Srbské muzeum a Německo-srbské lidové divadlo, u něhož je vystavena figurální kompozice „Alegorie tragédie“ od sochaře Ernsta Rietschela z roku 1840, která původně patřila k výzdobě dvorního divadla v Drážďanech. Ke hradu vede ulice Schlossstraße lemovaná domy s převážně barokními fasádami, ale se středověkými základy.[81][88]
- Děkanát budyšínské kapituly (Domstift Bautzen) – Severně od chrámu stojí budova Děkanátu budyšínské kapituly, jejíž původní dispozice se datuje kolem roku 1500. Koncem 17. století a počátkem 18. století byla dosud jednopatrová stavba rozšířena ve tvaru písmene U. Jižní část a barokní portál byly postaveny v polovině 18. století. Portál zobrazuje erb katedrální kapituly a pod ním jeho tehdejšího kapitulního děkana, Jakoba Johanna Josefa Wosky von Bärenstamm, v horní části je potom znázornění Nejsvětější Trojice se svatými a anděly po stranách. Instituce byla založena počátkem 13. století biskupem Brunem II. z Míšně a od té doby je centrem katolické církve v Horní Lužici. Dnes zde sídlí biskupský ordinariát, archiv (od roku 1221), knihovna (od roku 1350) a chrámová pokladnice (od roku 1985).[89]
- Radnice (Rathaus Bautzen/Radnica) – Jižně od chrámu se nachází radnice, jejíž původní budova byla otevřena již ve 13. století. Od založení Hornolužického šestiměstí v roce 1346 sloužila jako sídlo tohoto spolku. V roce 1489 byl položen základní kámen pro starou radniční věž. Ta byla zničena za velkého požáru roku 1634. Po rekonstrukci z roku 1663 přišel v roce 1704 další požár, během něhož byly budova i věž opět poškozeny. Vznikla nová třípodlažní věžová kopule, která se zachovala dodnes. V letech 1729–1732 byla radnice přestavěna podle plánů Johanna Christopha von Naumanna a získala svou současnou barokní podobu. Modifikace se zaměřily na rozšíření horního patra, zvětšení oken a přestavbu starého schodiště na barokní dvojité schodiště na severní straně.[90]

Na hlavním náměstí středověkého centra je nejvýznamnější barokní soubor v Budyšíně zachovaných měšťanských domů. Domy na západní straně ulice Lauenstraße mezi Lauskou věží a radnicí jsou ve stylu saského „vysokého“ baroka, které bylo typické pro předválečné Drážďany. U stavby na Lauenstraße 6 (fasáda se čtyřmi alegorickými postavami) je doložen vliv Permoserova stylu. Na hlavním tržišti se nachází také Soukenický či kupecký dům (Gewandhaus/Kupnica), z původního objektu je však zachován jen pozdně gotický sklep, jehož hvězdová klenba spočívá na jediném žulovém osmibokém centrálním sloupu. Pro dějiny Lužických Srbů má zvláštní význam Monseho dům (Monse-Haus), v němž byla v roce 1552 založena první budyšínská tiskárna, která roku 1574 vytiskla první knihu v lužické srbštině: katechismus s církevními písněmi. Turistickou zajímavostí je Čarodějnický domek (Hexenhäusel), což je bývalá rybárna z roku 1604, k níž se váže pověst o Cikánce, která zde byla příznivě přijata a svým požehnáním ochránila dům před požáry. V ulici Wallstraße se nachází Vila Britze (Britze-Villa), rodiště a někdejší bydliště malířky Marianne Britze. Dnes je tu sídlo Srbského institutu. Na rohu ulic Wallstraße/Weigangstraße je pozoruhodná secesní Weigangova vila (Villa Weigang) z roku 1903.

#### Obranné věže

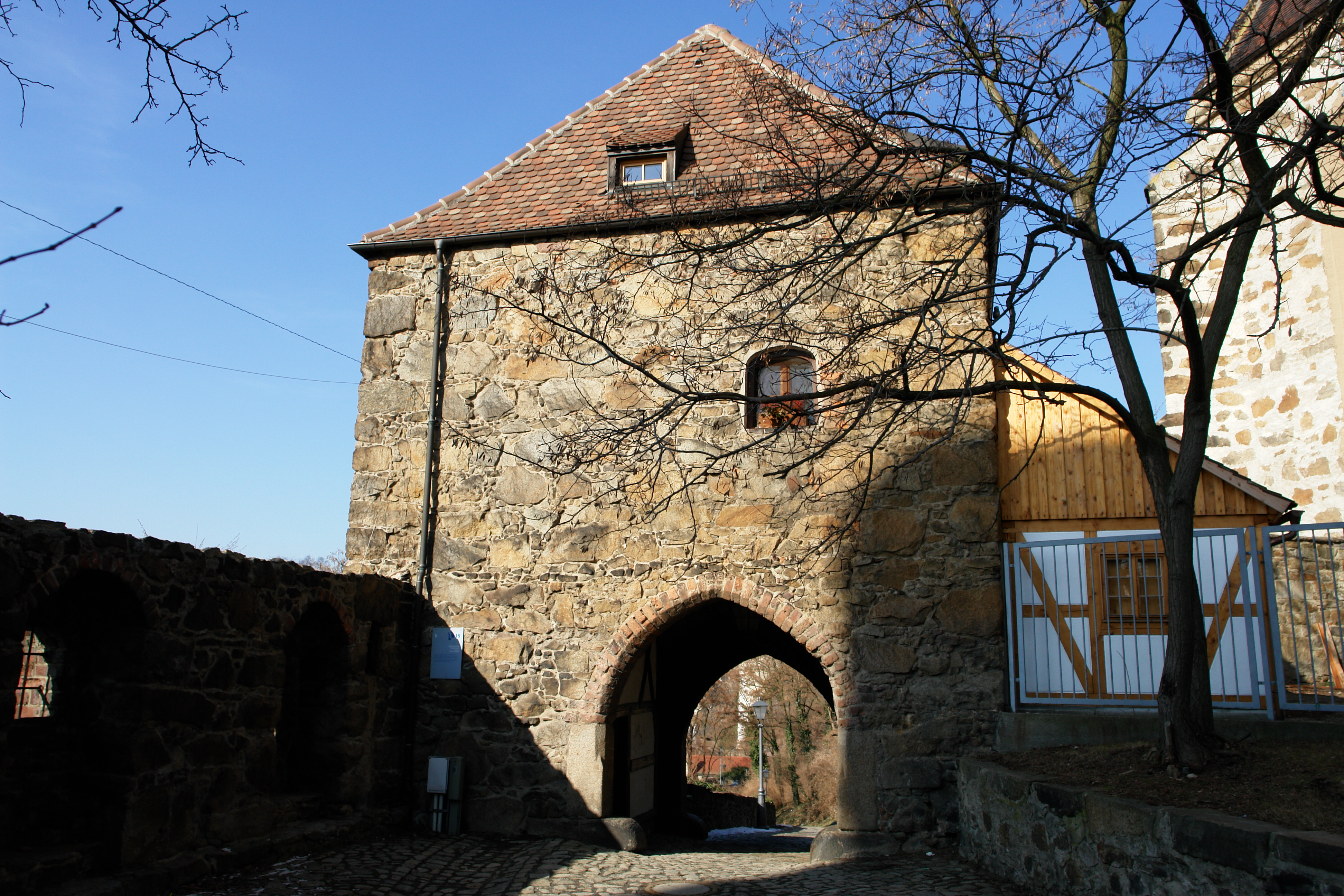
Mlýnská brána (Mühltor/Młynska wrota)

- Bohatá věž (Reichenturm/Bohata wěža) – Nachází se na východním okraji starého města, kde tvoří konec ulice Reichenstraße. Nejstarší část věže pochází z let 1490–1492. Horní část, která byla původně ze dřeva, byla podle návrhu Johanna Christopha von Naumanna roku 1715 dostavěna markantním barokním nástavcem, na jehož horní části jsou dva kurfiřtské a dva městské znaky. Po této úpravě věž měří 56 m; od své osy je vychýlena o 1,44 m.[94]
- Garbarská bašta (Gerberbastei/Garbarska bašta) – Má tvar masivní pětipodlažní kulaté věže z žulového lomového kamene. Zdivo je v dolní části věže asi 3,5 m silné. Na severní straně věže je pískovcový reliéf o rozměru 1,5 m², který zobrazuje budyšínský znak, ale je značně poškozen.[95]
- Lauská věž (Lauenturm/Lawska wěža) – Postavena v letech 1400–1403 její součástí je nejstarší věžní brána města. Název je odvozen z historického znaku Čech (Lev=Löwe). Jestliže někdo opouštěl město ve směru k Čechám, musel projít Lauskou bránou.[96]
- Matyášova věž (Matthiasturm/Maćijowa wěža) – Věž z konce 15. století na severovýchodě Ortenburgu. Byla postavena v souvislosti s přestavbou hradu v letech 1483 až 1486. Tato pozdně gotická stavba byla pojmenována po Matyášovi Korvínovi, který byl v té době majitelem hradu.[97]
- Mikulášská věž (Nicolaiturm/Mikławska wěža) – Je umístěna přímo na Mikulášském hřbitově s ruinou kostela sv. Mikuláše, od kterého věž patrně získala svůj název.[98]
- Mlýnská bašta (Mühlbastei/Młynska bašta) – Čtyřpodlažní kulatá věž byla postavena kolem roku 1468 a získala své jméno podle nedaleko ní později postaveného radního mlýna.[98]
- Mnišská bašta (Mönchsbastei/Mniša bašta) – Byla postavena kolem roku 1324 na obdélníkovém půdoryse. Bašta měla v případě války sloužit k ochraně mnichů, proto byla původně propojena koridorem s františkánským klášterem.[98]
- Röhrscheidtova bašta (Röhrscheidtbastei/Röhrscheidtowa bašta) – Byla postavena v roce 1469, někdy je nazývána také Fischerpforte. Svůj dnešní název získala podle architekta Staré vodárny Wenzela Röhrscheidta.[98]
- Srbská věž (Wendischer Turm/Serbska wěža) – Spodní část konstrukce na čtvercovém půdoryse je z počátku 15. století. Horní část na půdoryse kruhovém je z let 1478–1492. Když byl roku 1841 navržen plán na rekonstrukci věže, který nebral ohled na stávající struktury středověkého města, povolala městská rada architekta Gottfrieda Sempera, jenž navrhl uspokojivější řešení.[98]
- Šulerská věž (Schülerturm/Šulerska wěža) – Pochází z konce 15. století, kdy byla vystavěna jako věž se dvěma branami, kterou se vstupovalo do města a na parkán. Z důvodu poškození byla znovu dostavěna její horní část tentokrát ve stylu manýrismu a se čtyřmi štíty. Na severní straně se nachází pískovcový reliéf, který vznikl po roce 1400.[98]

### Pomníky

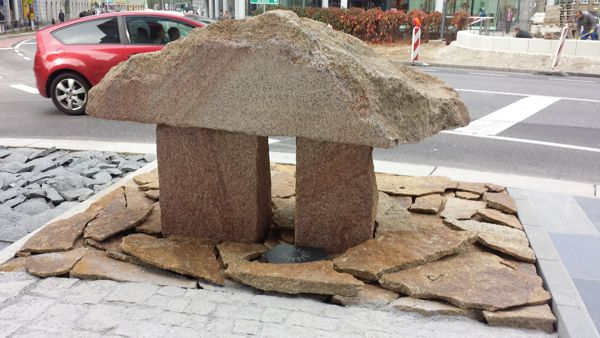
Sluneční brána

- Pomník Alberta I. Saského od sochaře Waltera Hauschilda na jižní straně Lauské věže, vytvořený v roce 1913.
- Památník a místo setkávání pro všechny oběti politické tyranie v budyšínských věznicích (Weigangstraße 8a).
- Pomník z roku 1950 na Židovském hřbitově v ulici Muskauer Straße připomínající vězně Pobočného tábora koncentračního tábora Groß-Rosen.
- Pamětní kámen s informační tabulí před areálem podniku Waggonbau Bautzen připomínající 300 vězňů, kteří se nedožili osvobození.
- Společný hrob a pamětní kámen z roku 1961 na rohu ulice Muskauer Straße pro 92 válečných zajatců ze Sovětského svazu a Polska, kteří se stali oběťmi masové vraždy v Neuwuischke.
- Sluneční brána postavená roku 2014 na Kornmarktu napodobující dolmen z Čertova kamene (Pließkowitz).[99]

### Parky
Podél bývalých hradeb, které oddělovaly centrum města od východních a jižních městských částí, se rozkládá rozsáhlý hradební park s dřevinami z různých částí světa. Pět kilometrů od historického centra města leží Kleinwelka s největším německým bludištěm, zahrnujícím dobrodružný a hádankový labyrint, dinopark a dinozahradu a park miniatur, jehož součástí je tzv. „Klein-Ossi-Land“. Zmíněný dinopark zahrnuje také dinosauří kino, archeologické pracoviště a část Universum s tematikou vesmíru a planety Země. Park vytvořil Franz Gruß z Großwelky, který v roce 1978 vymodeloval plastiky dinosaurů. Počínaje rokem 1994 dinopark rozšířil Thomas Stern. Od jeho vzniku sem zavítalo asi pět milionů návštěvníků.

## Kultura

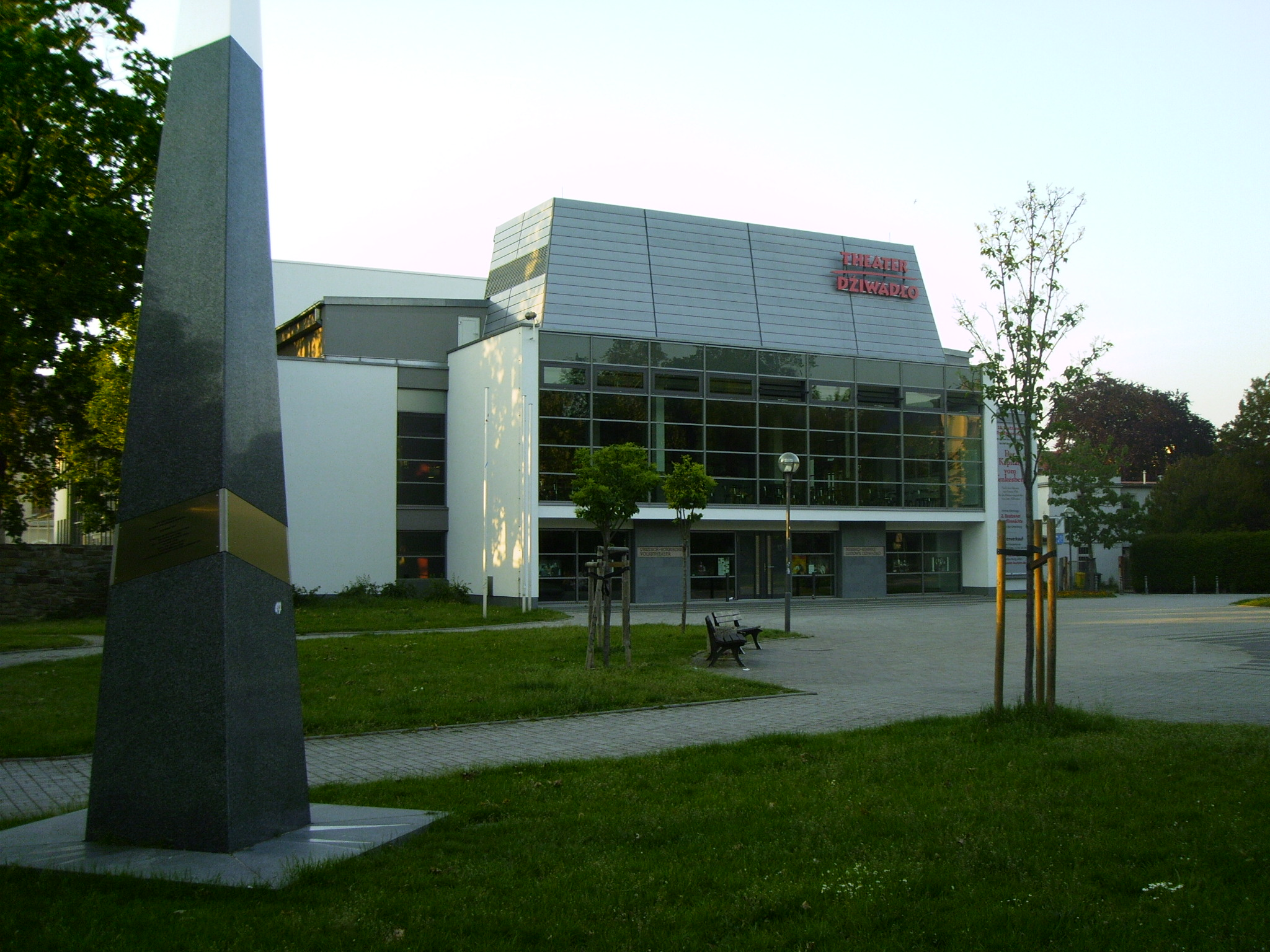
Německo-srbské lidové divadlo

### Německo-srbské lidové divadlo
Německo-srbské lidové divadlo (Deutsch-Sorbisches Volkstheater/Němsko-Serbske ludowe dźiwadło) sídlí na hradě Ortenburgu. Od roku 2003 má jeden sál pro loutkové divadlo a divadlo malých forem, druhý pro vlastní městské divadlo (Burgtheater/Dźiwadło na hrodźe). Je v majetku Zemského okresu Budyšín a částečně ho financuje „Nadace pro srbský lid“. Jedná se o jediné profesionální dvojjazyčné divadlo v Německu. Předchůdcem této instituce je původní budyšínské městské divadlo, které bylo otevřeno v roce 1796 poblíž Lauského příkopu (Lauengrabe), jenž byl součástí někdejšího opevnění. Tato historická budova však byla zbořena roku 1968 v rámci plánovaného rozšíření Budyšína na moderní socialistické město. Městský soubor se již v roce 1963 sloučil se srbským lidovým divadlem a od roku 1975 sídlí v nové budově na Ortenburgu. Z finančních důvodů mělo v letech 2003–2004 dojít k fúzi divadel v Budyšíně, Žitavě a Zhořelci s Novou lužickou filharmonií, která se ovšem nakonec neuskutečnila. Budova ze sedmdesátých let musela být přizpůsobena novým standardům, přičemž bylo investováno přibližně 18 milionů eur. V sezóně 2016/17 navštívilo celkem 152 434 diváků jednu z 905 akcí pořádaných v Německo-srbském lidovém divadle. Za toto období se konalo 19 premiér činoherních představení a 9 premiér v loutkovém divadle. K divácky nejúspěšnějším kusům patřila hra Die Olsenbande und das Gebiss des Grauens v režii Lutze Hillmanna. V roce 2018 navštívilo 153 788 diváků některou z 876 pořádaných akcí, mezi nimiž bylo 26 premiér v němčině a hornolužické i dolnolužické srbštině.

### Muzea a knihovny

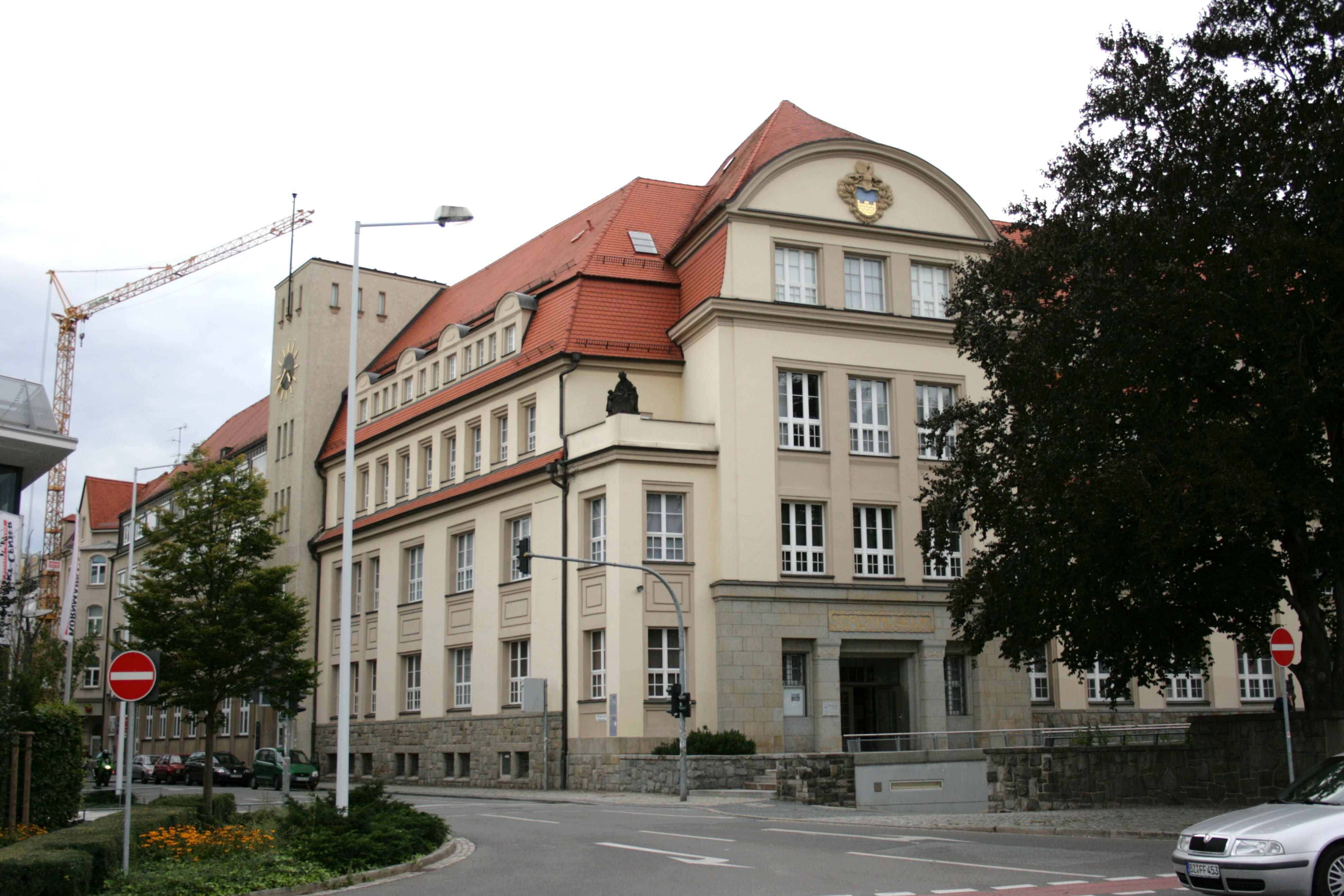
Museum Bautzen/Muzej Budyšin

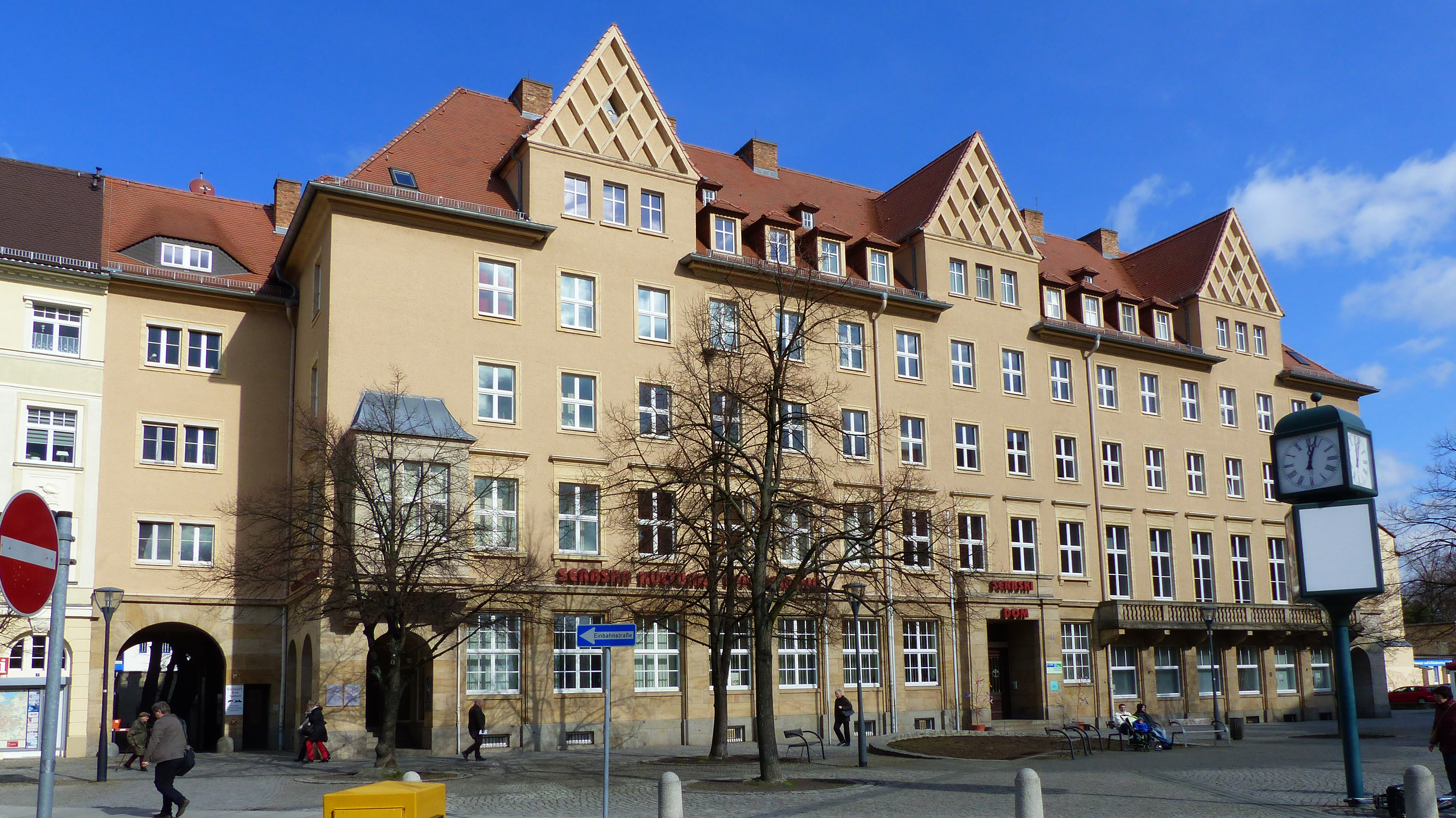
Lužickosrbský dům (Postplatz 2)

- Museum Bautzen (Muzej Budyšin) – Regionální muzeum Horní Lužice má stálou expozici rozdělenou do tří tematických oblastí: region, město Budyšín a výtvarné umění. Jeho prehistorická a protohistorická sbírka, ale i sbírka umělecká mají nadregionální význam. Součástí této umělecké sbírky je asi 17 000 exponátů od počátku renesance až po současnost. Mezi nejvzácnější díla patří obrazy Lucase Cranacha staršího, Carla Gustava Cara, Franze von Lenbacha, Maxe Liebermanna, Otto Dixe a Carla Lohse.[105][106]
- Lužickosrbské muzeum v Budyšíně (Sorbisches Museum Bautzen/Serbski muzej Budyšin) sídlí v budově Salzhausu na Ortenburgu. Stálá expozice i výstavy informují o historii, původu, jazyce, umění, literatuře, lidových zvycích a tradicích Lužických Srbů v Horní i Dolní Lužici. Se svými circa 23 000 inventarizovanými exponáty je nejvýznamnější muzeální institucí, která se věnuje tomuto tématu. V slavnostním sále muzea probíhají pravidelné kulturní akce.[107]
- Chrámová pokladnice budyšínské kapituly (Domschatzkammer St. Petri) – Nachází se v budově děkanátu budyšínské kapituly. Vedle archivu a knihovny je zde uložena sbírka cenných liturgických předmětů z období pozdní gotiky, baroku a historismu, které byly shromažďovány pro potřeby chrámu a v něm sloužených mší.[108]
- Stará vodárna (Alte Wasserkunst/Stara wodarnja) – Nachází se na okraji starého města poblíž Mlýnské brány. Od roku 1965 slouží jako technické muzeum. Na místě původního kola je dnes vodní turbína, s jejíž pomocí je vodní síla Sprévy využívána efektivněji. Tento objekt nabízí nejen návštěvu strojovny, ale také výhledovou plošinu, na níž ze sklepa vede 184 schodů, s výhledem na střechy Budyšína a Lužickou pahorkatinu.[109]
- Památník Budyšín (Gedenkstätte Bautzen/Wopomnišćo Budyšin) – Památník je místem připomínání obětí věznic Bautzen I a Bautzen II. Od roku 1993 se nachází v budově bývalého zvláštního záchytného střediska Bautzen II („Stasi-Knast“) v severovýchodní části města. Pamětní místo je pracovištěm Nadace saských památných míst pro připomínání obětí politické tyranie.[58]
- Budyšínská manufaktura na výrobu hořčice a muzeum (Bautz´ner Senfladen Manufaktur & Museum) – V muzeu hořčice jsou vystaveny historické exponáty z dějin budyšínské produkce hořčice.
- Městská knihovna (Stadtbibliothek) – Tradice budyšínské městské knihovny sahá až do roku 1527, kdy byla založena evangelická radní škola „Nova schola Budissinensis“. Z té doby pocházejí nejstarší knihovní fondy rukopisů a inkunábulí.[110]
- Lužickosrbská centrální knihovna (Serbska centralna biblioteka/Sorbische Zentralbibliothek) – Knihovna, která byla založena v roce 1949, je součástí Srbského institutu. V jejích fondech se nachází 110 000 knihovních jednotek.[111]

### Lužickosrbské instituce

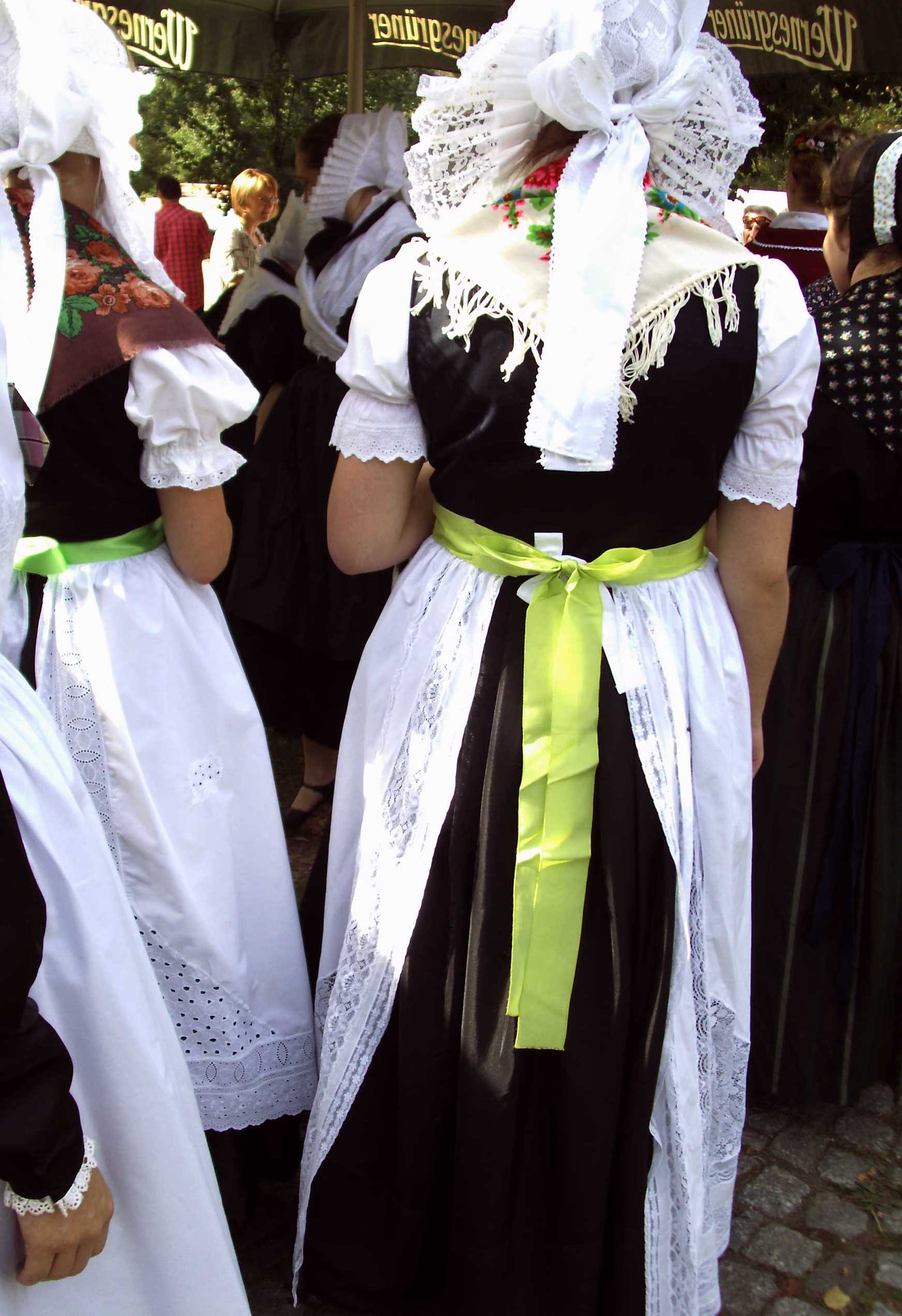
Ženy v rekonstruovaném kroji evangelické Srbky v Budyšíně (2011)

Budyšín je sídlem řady institucí lužickosrbského národa:
- Nadace pro lužickosrbský lid (Załožba za serbski lud) podporuje – jako společný nástroj spolkové a zemské vlády Braniborska a Saska – zachování i rozvoj, propagaci a šíření lužickosrbského jazyka, kultury a tradic jako výrazu národní identity.[112]
- Domowina tedy „vlast“ je již od roku 1912 ústředním spolkem Lužických Srbů (Zwjazk Łužiskich Serbow z. t.), který sídlí na Postplatzu a zastřešuje další srbské spolky a sdružení.[113]
- Nakladatelství Domowina vydává téměř všechny srbské knihy, noviny a časopisy. Zahrnuje také knihkupectví lužickosrbské literatury a jednu ze dvou srbských restaurací ve městě.[114]
- Lužickosrbský rozhlas (Serbski rozhłós) vysílá každý den, z téže budovy vysílá i Středoněmecký rozhlas (MDR), Studio Bautzen, tříhodinový program v lužické srbštině.[115]
- Lužickosrbský institut (Serbski institut) na Bahnhofstraße 6 je zaměřen na sorabistický vědecký výzkum a praktickou podporu lužickosrbského jazyka a kultury v Horní a Dolní Lužici.[116]
- Lužickosrbský lidový soubor (Serbski ludowy ansambl) byl založen Domowinou roku 1952. Financování zajišťuje „Nadace pro srbský lid“. Soubor se profesionálně zaměřuje na tři žánrové oblasti: balet, sborový zpěv a orchestr v duchu kulturních tradic Lužických Srbů.[117]
- Spolek pro autentickou lužickosrbskou lidovou hudbu (Towarstwo za staru serbsku ludowu hudźbu z.t.), jehož cílem je rozvíjet a provozovat lidovou hudbu takřka tak, jak kdysi zněla v celé dvojjazyčné Lužici. Hlavní důraz je přitom kladen na populární „wendské tance“.[118]
- Lužickosrbský spolek mládeže „PAWK“ (tj. „Pavouk“) je od svého založení v roce 1995 činný nejen v Lužici, ale také mezinárodně. Zastupuje Lužické Srby v organizaci Mládeže evropských národnostních menšin (JEV) a je uznávaným partnerem Federalistické unie evropských národnostních menšin (FUEN).[119]
- Lužickosrbský umělecký spolek (Zwjazk serbskich wuměłcow) sdružuje téměř 100 spisovatelů, skladatelů, tanečníků, hudebníků a malířů. Byl založen v roce 1990 a patří k nejaktivnějším elementům uvnitř zastřešující Domowiny.[120]

### Steinhaus
Steinhaus je kulturní centrum na ulici Steinstraße s koncertním sálem, kavárnou, divadelním jevištěm, kinem, ateliérem a galerií, které provozuje spolek Steinhaus e. V. Dodnes největší sociokulturní centrum ve východním Sasku vzniklo z Dětského domu Willyho Mirtschina někdejší FDJ, který byl po roce 1990 přeměněn na otevřený dům pro mládež. Mezi každoroční velké akce patří soutěž rockových skupin „BEAT“, stejně jako Breakdance-Battle či Skate Contest. V letech 2012–2014 byl dům zrekonstruován a rozšířen.

### Pravidelné události

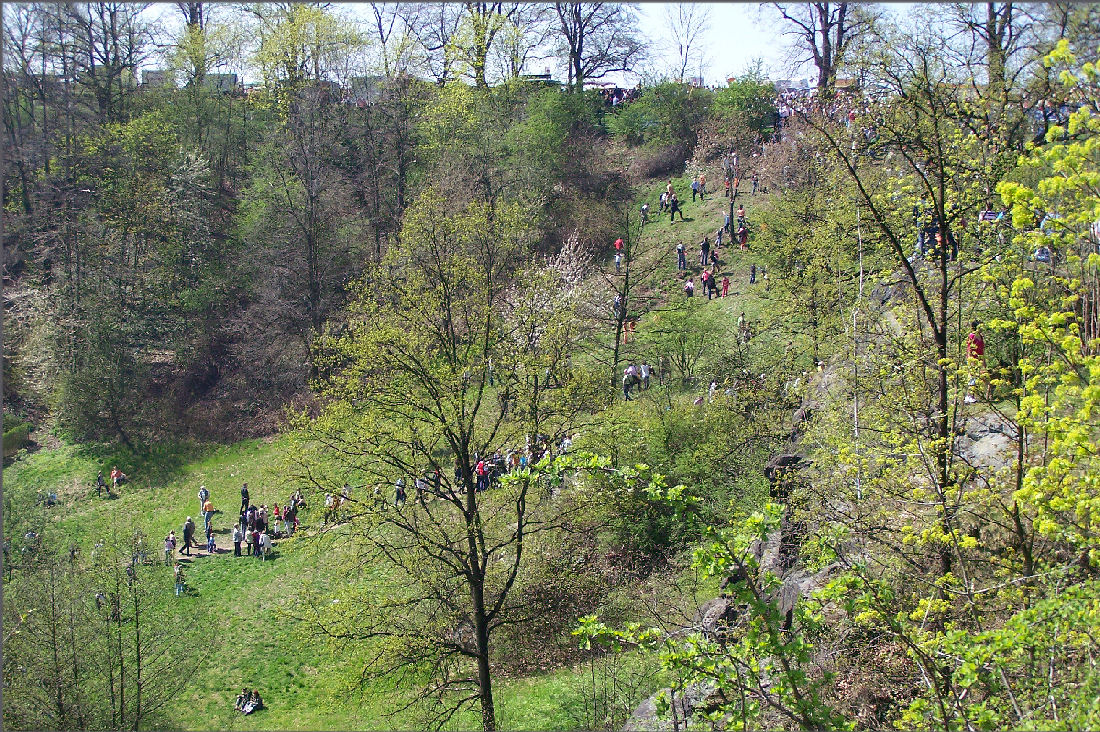
Postrkování velikonočních vajec na Protschenbergu

Na jaře se pravidelně konají pouliční oslavy „Bautzener Frühling“. Nadregionální význam má také tradiční postrkování velikonočních vajec na Protschenbergu v západním okraji města. Jedná se o největší dětský festival v regionu. Budyšín je jedním z výchozích bodů pro tzv. „Velikonoční jízdy“ (křižerjo), což je starý velikonoční zvyk, kdy lužickosrbští muži v tradičním kroji s cylindrem vyjíždějí o velikonoční neděli na koních kolem polí a zpívají přitom náboženské písně, jež mají zajistit úrodu pro následující rok. Zdejší vánoční trh, nazvaný Bautzener Wenzelsmarkt (Budyske Wjacławske wiki), tedy „Václavský trh“, je nejstarším v kronice doloženým vánočním trhem v Německu. Tato tradice sahá až do roku 1384, kdy král Václav IV. udělil městu právo konat v předvánočním čase svobodný masný trh. Velmi oblíbená jsou venkovní představení letního divadla, která se většinou konají na nádvoří Ortenburgu. Od roku 1993, každý rok v září, se koná „International Bautzener Stadtlauf“, což je největší běžecká událost v Horní Lužici.

### Kulinářské speciality
Řada restaurací nabízí typickou hornolužickou kuchyni a také srbskou gastronomii. Známá je zvláště budyšínská hořčice, která existuje v různých sortách a recepturách, a podává se v dochucených pokrmech a nápojích například ve speciální hořčičné restauraci (Senfstube) nedaleko náměstí. K typickým místním specialitám patří Teichelmauke, což je bramborová kaše se zelím, maštěná lněným olejem, převážně s uzeným masem nebo klobásou. Ke slovanským pokrmům lze počítat pečení perníků, placek zvaných „plince“ a koláčů („tykanc“).

### Sport
V městě sídlí fotbalový klub FSV Budissa Bautzen, který hraje v regionální lize. Lokálně významným klubem, který se soustředí zejména na práci s mládeží, je SV Bautzen. V době NDR byl Budyšín střediskem bowlingu s úspěšnými mužstvy Motor Bautzen a Fortschritt Bautzen. Například od roku 1970 do roku 1990 byl tým Budyšína ve všech bowlingových mistrovstvích NDR vždy mezi prvními třemi. Dále ve městě působí volejbalové oddělení klubu MSV Bautzen 04. Od roku 1989 se zde nachází sáňkařská dráha, kterou spravuje sportovní klub SG Bautzen Nord e. V.

## Ekonomika a infrastruktura

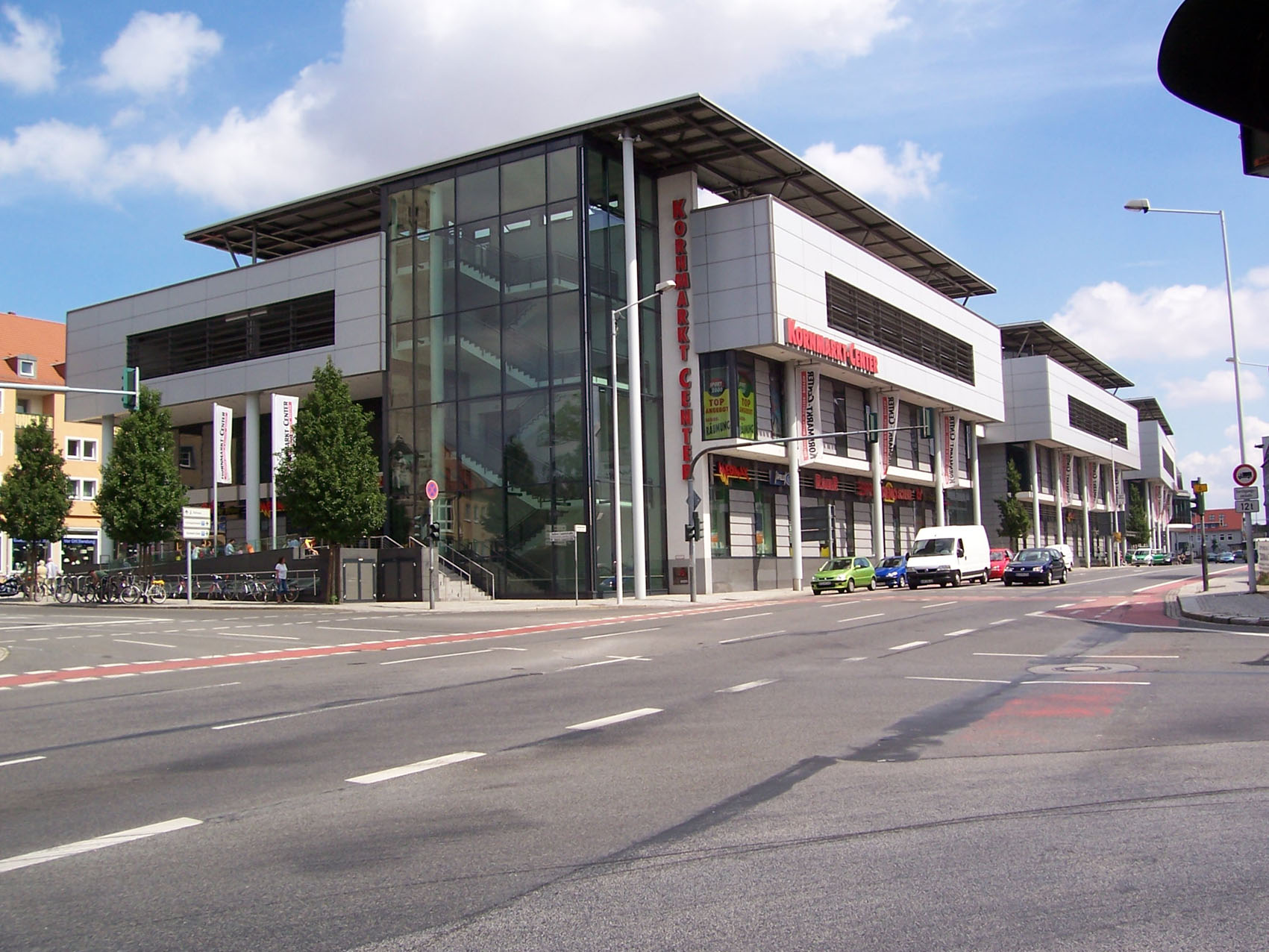
Kornmarkt-Center

V žebříčku každoročně zveřejňované studie Saské zemské kanceláře zaměřené na hospodářskou sílu saských měst obsazoval Budyšín po dobu několika let první místo. Různé ekonomické charakteristiky, jako jsou daňové příjmy a počet pracovních míst podléhajících odvodu pojistného na sociální zabezpečení se při tom porovnávají s počtem obyvatel. Obrat na jednu firmu sídlící v tomto městě dosahoval v roce 2016 výše 1,180 milionu eur, což v rámci Saska řadí Budyšín na druhé místo po Saské Kamenici. Město vděčí za svou relativní hospodářskou sílu především tradičně velmi smíšené odvětvové struktuře místní ekonomiky. Tato strukturální rozmanitost způsobuje poměrně nízkou náchylnost k hospodářským krizím mimo jiné proto, že je založena na společnostech, které zde již z velké části mají dlouhou tradici. Dalším podstatným bodem je skutečnost, že Budyšín je tradičním správním městem, a proto se vyznačuje vyšším zastoupením veřejných činitelů (justiční správy, soudů, vězeňské služby), jakož i velkým počtem advokátů a notářů. S 26 556 zaměstnanci, na něž se vztahuje sociální pojištění, bylo město například v roce 2016, v dostatečném předstihu před lidnatějším Görlitz s 21 921 zaměstnanci. Pracuje zde 69,6 % zaměstnanců, kteří sem dojíždějí za prací z celého regionu a dokonce z Drážďan. Vzhledem k značnému přebytku těchto dojíždějících je míra zaměstnanosti dosti vysoká, činí 666 zaměstnanců podléhajících příspěvkům na sociální zabezpečení na 1000 obyvatel – což je nejvyšší hodnota v Sasku. Naopak 45 % obyvatel s trvalým bydlištěm v Budyšíně za prací dojíždí do jiných míst v regionu.

### Hlavní podniky

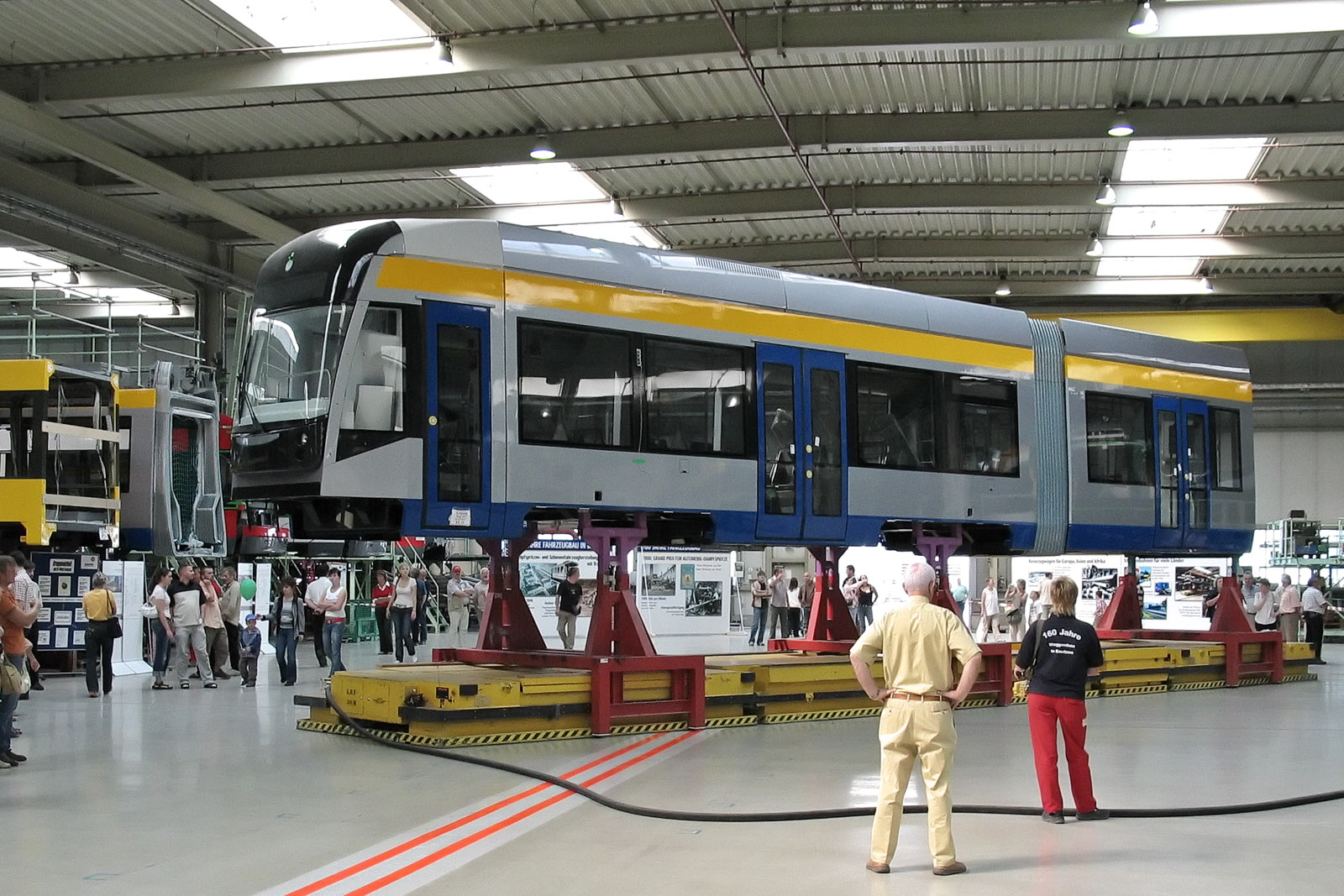
Alstom vyrábí vlaky

- AFT Förderanlagen Bautzen GmbH – Firma má asi 80 zaměstnanců, zabývá se především výrobou dopravních systémů, např. pozemních transportních systémů pro montážní linky v automobilovém průmyslu.[130]
- ALSTOM Transport Deutschland GmbH – (dříve Waggonbau Bautzen) je závod vyrábějící např. osobní železniční vozy. V roce 2015 zaměstnával asi 1200 osob.[131]
- DEBAG Deutsche Backofenbau GmbH – Podnik, který od 90. let 20. století produkuje profesionální pečicí trouby, má 120 zaměstnanců.
- Deutsche Post AG – Pošta provozuje v Budyšíně jedno ze svých 82 dopisních středisek v Německu.
- Develey Feinkostfabrik GmbH – Největší německá společnost obchodující s hořčicí převzala v roce 1992 původní značku a investovala do výroby budyšínské hořčice (Bautz’ner Senf).
- Hentschke Bau GmbH – Podnik ve stavebním průmyslu měl roku 2010 s 670 zaměstnanci obrat 140 milionů eur.
- Hermann Eule Orgelbau Bautzen GmbH – Firma ve vlastnictví rodiny Euleových, jeden z největších závodů pro výrobu a restaurování varhan v Německu.
- Perfecta Schneidemaschinenwerk GmbH Bautzen – Továrna na průmyslové řezací stroje.
- Sphairon Technologies GmbH – Výrobce produktů v oblasti telekomunikací a síťových technologií. Navazuje na podnik VEB Telecommunications Bautzen. Po odvrácení platební neschopnosti v roce 2010 a opuštění výroby v Budyšíně počátkem roku 2012 počet zaměstnanců klesl na méně než 100.
- V. D. Ledermann & Co. GmbH – Společnost převzala v roce 1993 části produkce značky „Markant“ a nyní vyrábí psací potřeby.
- Wurst- und Fleischwaren Bautzen GmbH – Podnik se 135 zaměstnanci produkující masné a uzenářské výrobky pro celý německý trh.
- BIT.Group GmbH – Firma založená v roce 2004 s více než 370 zaměstnanci se věnuje poskytování služeb zákazníkům SAP po celém světě. Důraz je kladen na služby SAP Service & Support, SAP Consulting a Cloud Services. V roce 2016 získala společnost Itelligence AG, která se také specializuje na služby SAP a provozuje několik datových center v Budyšíně.

K rozvoji podnikání pozitivně přispívá blízkost letiště v Drážďanech. Ve městě jsou dále zastoupena média: V létě 1990 byl založen reklamní list Bautzener Bote, dále je zde redakce srbského deníku Serbske Nowiny, které vydává vydavatelství Domowina. O místních událostech informují saské noviny, např. WochenKurier a Oberlausitzer Kurier.

### Doprava

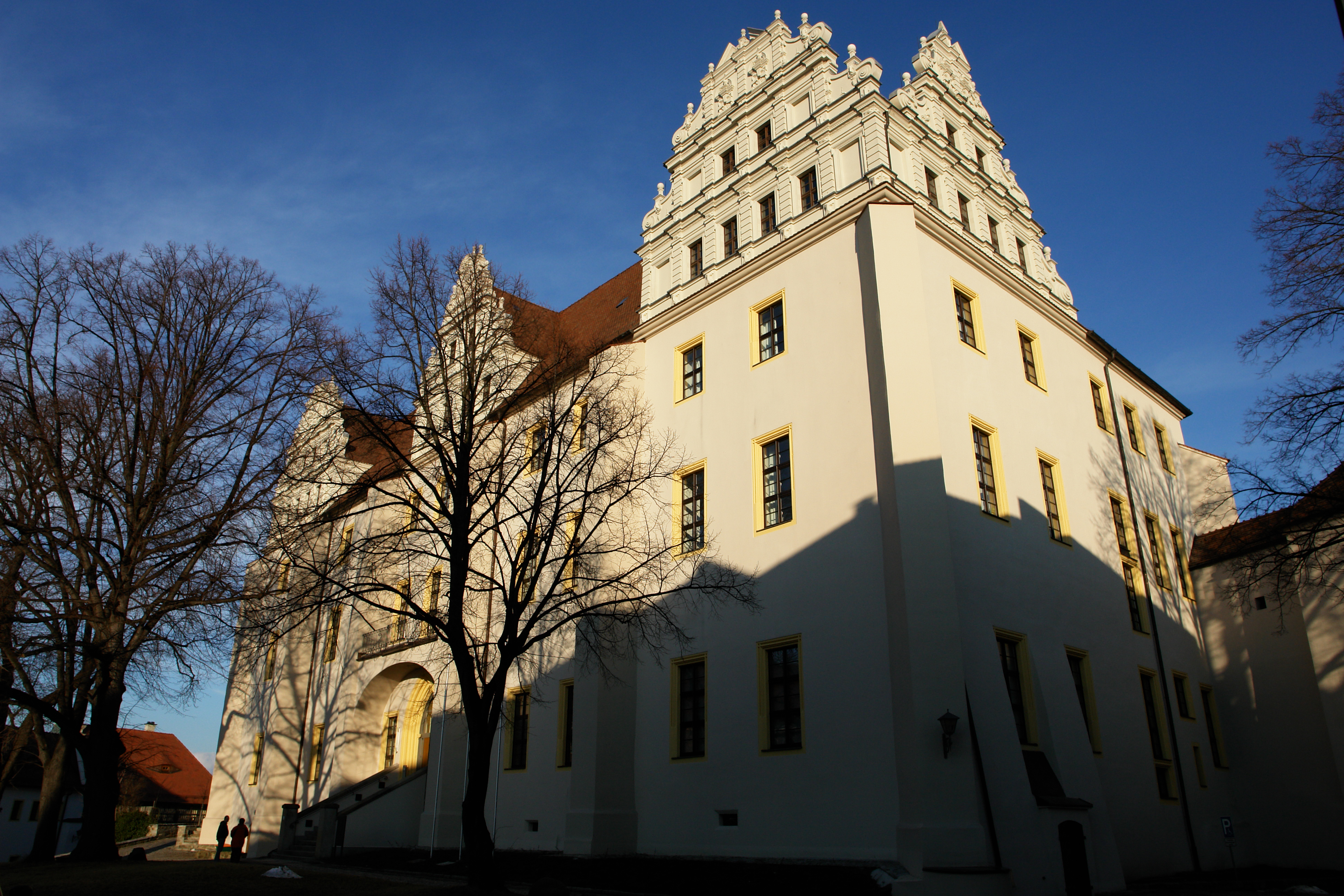
Hrad Ortenburg – sídlo Saského vyššího správního soudu

Budyšín má spojení se spolkovou dálnicí A4 Drážďany-Zhořelec (přes vjezdy Bautzen-Ost a Bautzen-West a Salzenforst). Poté, co byla v roce 2013 otevřena západní tečna, obchází spolková silnice 6 ve směru od Görlitz centrum města a Mírový most (Friedensbrücke), kde zejména v odpoledních hodinách doprava vázla. Silnice B 96 z Žitavy do Berlína také vede od jihu města přes západní tečnu k západním předměstím předtím, než opustí městskou oblast na severozápadě. Silnice B 156 z Weißwasseru obchází městskou oblast na nově vybudované trati z roku 2003. Dálniční přístup pro severní okruh a Hoyerswerdu je od roku 2006 optimalizován také dálničním přivaděčem.

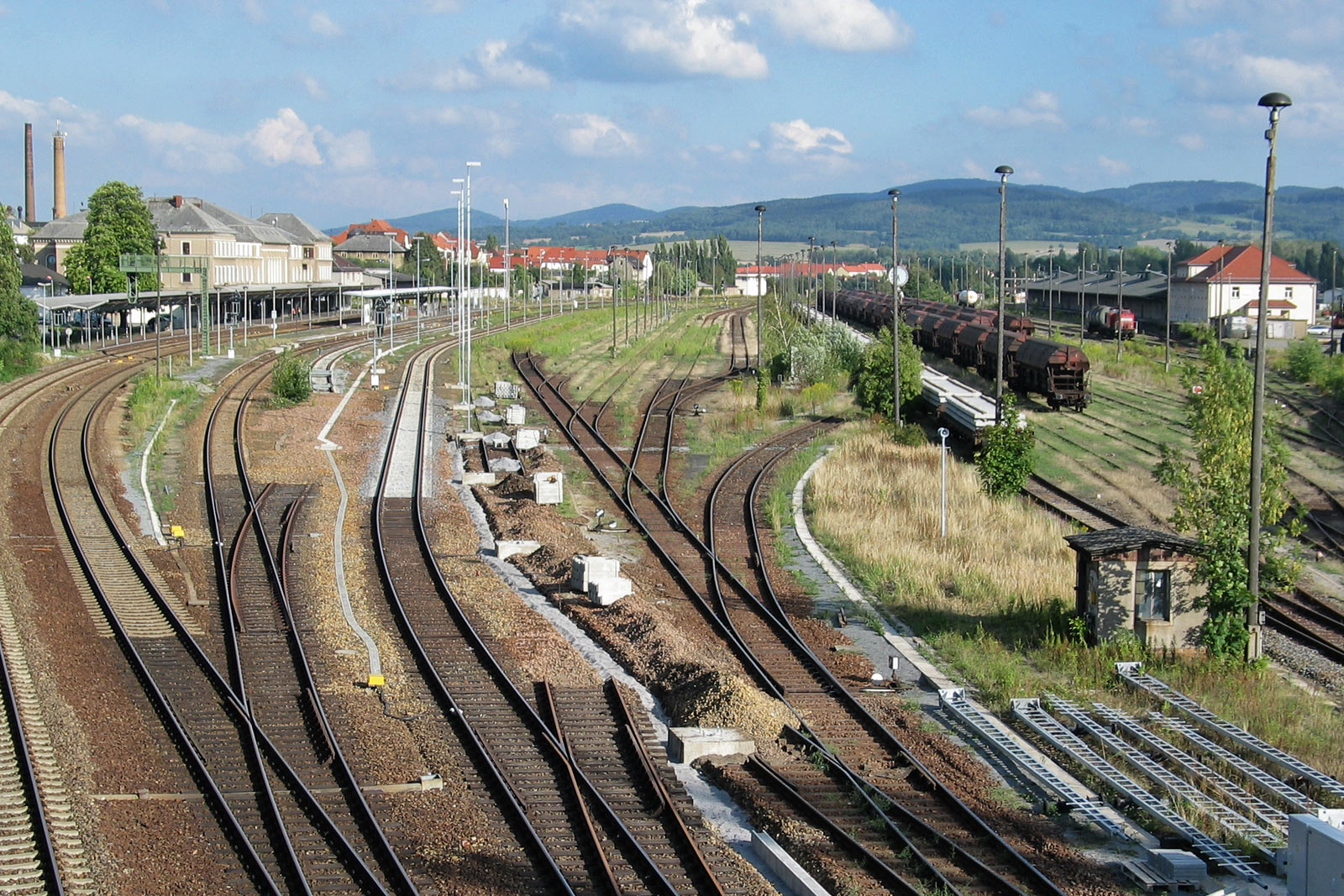
Nádraží v Budyšíně

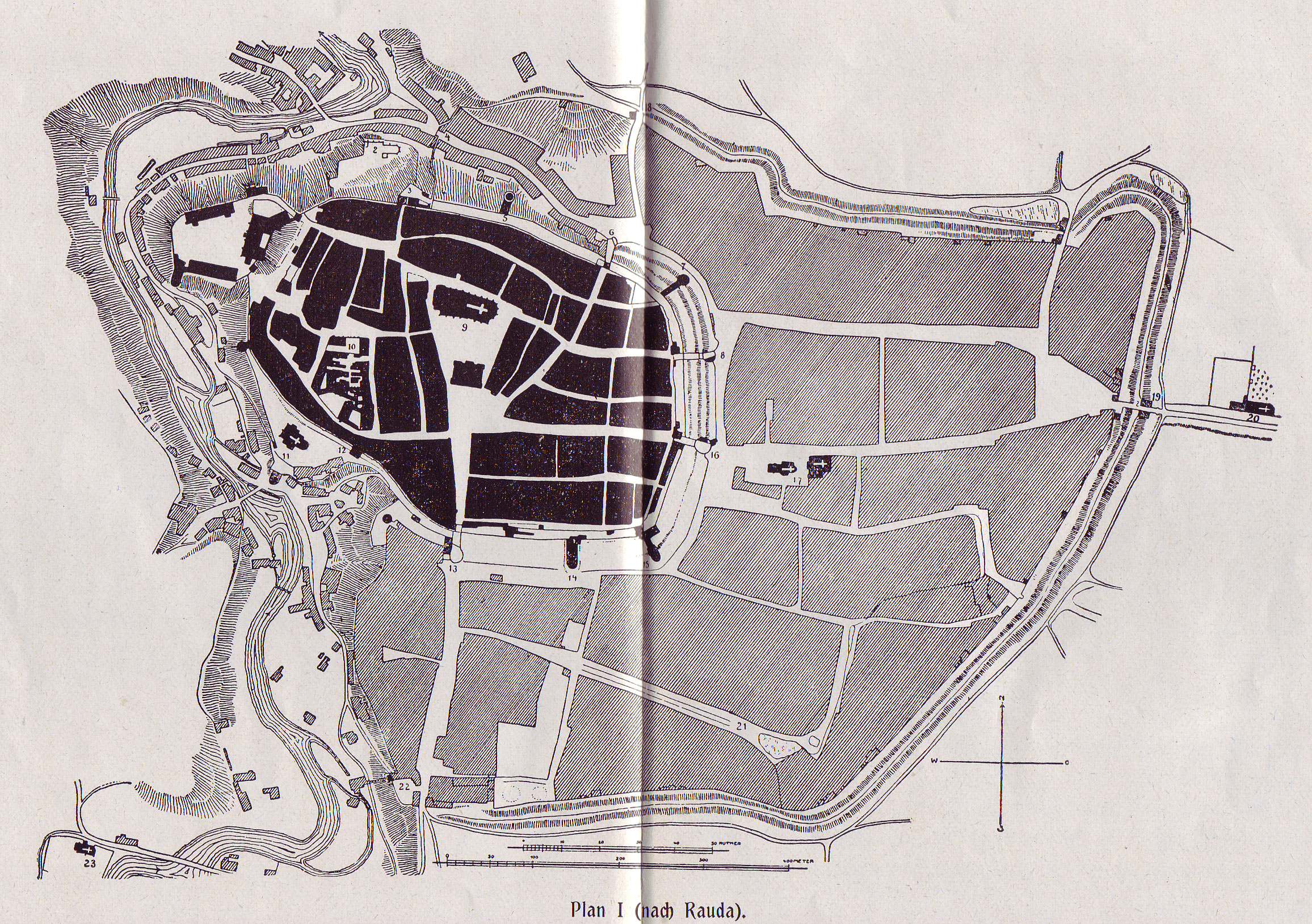
Plán města (ca. 1825)

Železniční stanice Bautzen byla otevřena v roce 1846. Je zastávkou pro tratě železničních společností Die Länderbahn GmbH („Trilex“) a Ostdeutsche Eisenbahn GmbH (ODEG). Na železniční trati Drážďany-Zhořelec, částečně i dále do Vratislavi, jsou přímá vlaková spojení. Přímé spoje do Berlína a Chotěbuzi (přes Hoyerswerdu), Žitavu a Bad Schandau byly v posledních dvou desetiletích zrušeny; město tak ztratilo status významného železničního uzlu Horní Lužice. Do roku 1972 existovala železniční trať Löbau-Radibor, která vedla do Weißenbergu. Do budoucna má být konkurenceschopnost Horní Lužice podpořena elektrifikací železničních tratí.
Regionální autobusový dopravce Regionalbus Oberlausitz GmbH, který je součástí skupiny „Rhenus Veniro“, provozuje v Budyšíně sedm městských autobusových linek. S okolními obcemi je město spojeno několika regionálními autobusovými linkami téže společnosti. Tato Svobodným státem Sasko dotovaná autobusová síť bude do roku 2021 rozšířena z Weißenbergu a průmyslového parku Schwarze Pumpe do Drážďan. Společnost FlixBus provozuje dálkový autobusový spoj z Budyšína do Berlína a zpět (délka jízdy cca 3,5 hodiny). Regionální autobusy zastavují u centrálního autobusového nádraží na náměstí August-Bebel-Platz, dálkové autobusy potom na příměstském parkovišti Schliebenstraße.
Pozemní komunikací, která je vyhrazena pro cyklistickou dopravu a turistiku je „Sprévská cyklostezka“ (Spreeradweg), jejíž trasa je dlouhá 420 km. Cyklostezka vede polními cestami s lužními lesy od jednoho ze tří pramenů Sprévy v obci Eibau, která se nachází poblíž hranice s Českou republikou u města Jiříkov, přes historické území Horní Lužice, pokračuje směrem přes Chotěbuz a další města a končí v Berlíně v místě zvaném Rybářský ostrov (Spreeinsel), kde se Spréva vlévá do řeky Havoly. Budyšín je jednou ze zastávek trasy, která prochází nejen atraktivním přírodním prostředím biosférických rezervací Oblasti hornolužických rybníků a vřesovišť či Sprévského lesa (Spreewald), ale také Lužickým hnědouhelným revírem s Elektrárnou Boxberg. Na cestě je řada možností k přenocování, popřípadě k opravě kola.

### Cestovní ruch
Při hodnocení turistického potenciálu města Budyšína je třeba brát v potaz nejen historickou architekturu a jedinečnou okolnost soužití dvou kultur se širokým spektrem nabídky místních specifik (velikonoční jízdy, Německo-srbské lidové divadlo, Srbský lidový soubor, obranné věže apod.), ale také atraktivní přírodní okolí a místní podnikání. Rozvoj individuálního profilu cestovního ruchu spojený s vytvářením zvláštní turistické značky je však podle analýzy městem pověřené poradenské firmy BBE Retail Experts z roku 2009 méně dynamický, než je tomu ve srovnání s konkurencí Zhořelce (Görlitz). Zatímco totiž Zhořelec dosáhl zvýšení turistické poptávky o 63,1 %, Budyšín pouze o 31,5 %. V hotelnictví zde působilo 20 firem, indexovaný vývoj hotelnictví dosahoval 98,3 %. Kapacita lůžek činila v průměru 57 lůžek na jedno ubytovací zařízení. Na rozdíl od negativního trendu v této cestovní oblasti, Budyšín vykazuje pozitivní vývoj při využití kapacity lůžek, které dosahuje 38,6 %, zatímco saský průměr je 30,3 %. Index přenocování a využití těchto lůžek byl za rok 2008 v Budyšíně 131,5/118,7, ve Zhořelci 163,1/144,2. Intenzita cestovního ruchu (=počet přenocování na 1000 obyvatel) byla v témže roce 3684, ve Zhořelci 2976. Cílovými skupinami turismu v Budyšíně jsou turisté se zájmem o kulturu, události, nákupy a cykloturistiku, dále poutníci, milovníci přírody, obchodní cestující, cestující za vzděláním, rodiny, spolky a školní třídy. Potenciál obratu z turistiky byl v roce 2008 24,1 milionů eur.

## Vzdělání
Budyšín má šest základních škol, čtyři střední školy, pět gymnázií (Schiller-Gymnasium, Philipp-Melanchthon-Gymnasium, Srbské gymnázium a dvě odborná gymnázia) a dvě speciální školy. Více než 500 studentů studuje na Berufsakademie Sachsen – Staatliche Studienakademie Bautzen, která nabízí tříleté vzdělání zakončené bakalářským titulem ve studijních oblastech finančního řízení, veřejného managementu, podnikové informatiky, elektrotechniky, lékařství a průmyslového inženýrství. Od roku 2018 škola disponuje novou laboratorní budovou za 8,7 milionů eur. Příležitosti na trhu práce pro absolventy „Berufsakademie“ jsou dobré: v posledních letech získalo po ukončení studia zaměstnání 85 až 90 % absolventů.

## Osobnosti
- Caspar Peucer (1525–1602), církevní reformátor, astronom, lékař, diplomat a spisovatel
- Johann Leisentrit (1527–1586), děkan budyšínské kapituly
- Johann Christoph Pezel (1639–1694), městský pištec a hudební skladatel
- Jakob Wosky von Bärenstamm (1692–1771), děkan budyšínské kapituly
- August Gottlieb Meißner (1753–1807), univerzitní profesor a spisovatel, zakladatel německé kriminální literatury
- Handrij Zejler (1804–1872), lužickosrbský básník, národní buditel a evangelický duchovní
- Jan Arnošt Smoler (1816–1884), lužickosrbský spisovatel a publicista
- Rudolf Hermann Lotze (1817–1881), filosof, lékař, jeden ze zakladatelů vědecké psychologie
- Herta Wićazec (1819–1885), lužickosrbská spisovatelka a básnířka
- Ernst Giese (1832–1903), architekt a pedagog
- Michał Hórnik (1833–1894), lužickosrbský duchovní
- Arnošt Muka (1854–1932), lužickosrbský spisovatel a aktivista
- Marianne Britze (1883–1980), malířka
- Michał Nawka (1885–1968), lužickosrbský spisovatel, básník, publicista, překladatel a učitel
- Will Grohmann (1887–1968), historik umění a umělecký kritik
- Jurij Wjela (1892–1969), lužickosrbský učitel a spisovatel
- Eberhard Spenke (1905–1992), německý fyzik
- Harald Metzkes (* 1929), německý malíř
- Evelyn Richter (1930–2021), německá fotografka
- Róža Domašcyna (* 1951), lužickosrbská básnířka, překladatelka a editorka
- Hagen Melzer (* 1959), východoněmecký atlet
- Udo Wagner (* 1963), sportovní šermíř
- Roman Knižka (* 1970), herec slovenského původu